# 凯迪拉克
凱迪拉克（英語：Cadillac）為通用汽車所旗下的旗艦品牌，於1902年成立，專門製造與銷售豪華車款，為美國的第一個汽車品牌，同時亦為美國最暢銷的豪華汽車品牌，常見車款如CTS、Fleetwood、Escalade等，並多作為靈車、禮車、政商名流人士愛用品牌，以符合其身份與地位，同時凱迪拉克也為許多國家元首或總理的座車，凱迪拉克已作為美國文化、汽車歷史中重要的角色。
現任美國總統特朗普乘坐的總統專車「怪獸」正是凱迪拉克製造。

## 概述
凱迪拉克是美國在歷史上最古老的汽車品牌，其次是通用別克汽車。凱迪拉克於1902年創立於底特律密歇根州，前身為亨利福特公司（Henry Ford Company），名字取自於踏上底特律的法國探險家凱迪拉克爵士安托萬·德·拉·莫特，代表著向新世界開拓遠見的意思，凱迪拉克商標就以盾牌而成。
凱迪拉克在1908年的標語就是「世界標竿」（Standard of the World），至今一百多年來，因為通用汽車旗下品牌中的旗艦品牌，不論在資源使用、商業考量、美學設計、科技技術等方面都作為先驅。其包括第一個使用電力系統來發動點火和照明的車廠、第一個大規模商業生產V8、V12、V16引擎的車廠、第一個在乘用車上使用全鋼性結構屋頂的車廠、業界第一台全晶體信號收音機、第一個搭載夜視鏡功能的品牌等。現今凱迪拉克主要市場是美國、加拿大以及中國，其餘分別在34個國家銷售，2017年，凱迪拉克在美國的銷量為156,440輛，全球共計356,467輛，最大市場則為中國。

## 歷史

### 創立

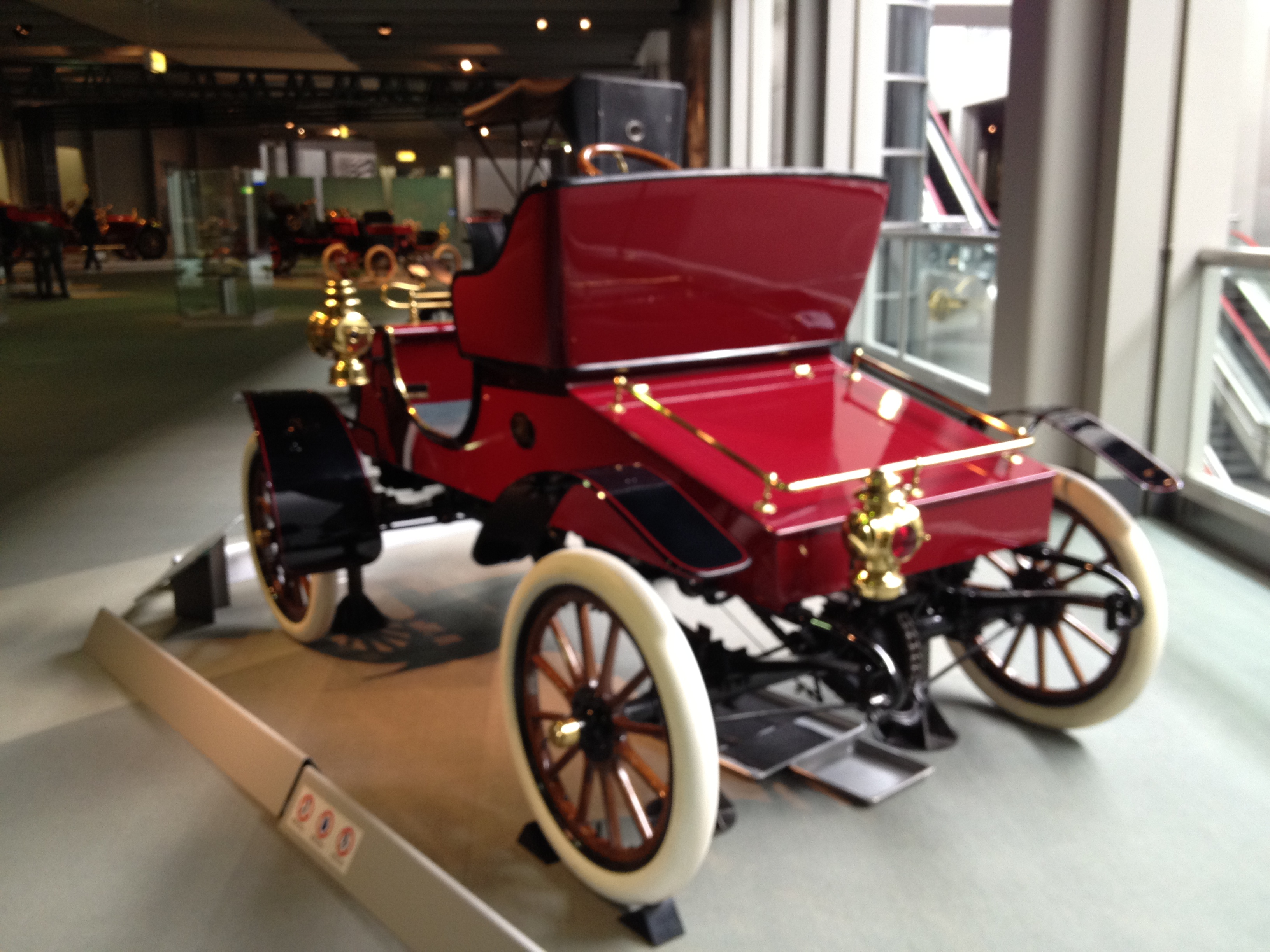
1902 Runabout

1901年，亨利·福特於和多人合夥一同創立亨利福特公司，亨利·福特之後與內部產生了一些糾紛，亨利福特和其中幾位合夥人離開了亨利福特公司，並在1903年成立了現今的福特汽車公司（Ford），亨利福特公司的資助者威廉墨菲（William Murphy）和雷米爾博文（Lemuel Bowen）就通知Leland & Faulconer 製造公司的工程師亨利李蘭（Henry M. Leland）來評估、準備與清理廠房的設備，並且使用李蘭發明的單缸引擎來製造汽車，李蘭入股後，三人就已1701年創立底特律城市的法國探險家 Antoine Laumet de La Mothe, sieur de Cadillac 來建立凱迪拉克汽車公司。

### 第一輛車

1904 6½ 馬力Runabout

凱迪拉克在1902年10月推最出了2款車種分別為Runabout和Tonneau，兩台皆搭載了10匹馬力（7kW）單缸引擎，被認為是尊定了福特汽車公司所推出的A型車的來源，然而在1903年1月的美國新車大展中，售價為750美元，後來凱迪拉克接到了2000多份的訂單，凱迪拉克在當時最大的賣點就是：做工非常的精緻，因此，凱迪拉克在當時成為最好的汽車品牌。

### 1910以前
1905年凱迪拉克汽車公司（The Cadillac Automobile Company）併購了亨利李蘭的「李蘭&佛康那製造公司」（Leland & Faulconer Manufacturing），並把名稱改為凱迪拉克汽車公司（The Cadillac Motor Company）。最初的幾年，凱迪拉克的豪華內裝與它的先進技術讓它擠進美國汽車排行的第一名。
凱迪拉克在1908年成功展示了它們汽車零件的可換性，成為美國第一輛贏得英格蘭皇家汽車俱樂部杜瓦獎杯的公司，1912年，凱迪拉克是第一個使用電力系統來發動點火和照明的車廠。

### 合併
凱迪拉克汽車於1909年被通用汽車公司（GM）併購，成為通用汽車公司裡面專門生產大型豪華房車的製造商，其共用底盤的設計也讓凱迪拉克生產了許多車種，如：救護車、靈車...等，凱迪拉克也被默認為是「通用的勞斯萊斯」。凱迪拉克被定位於通用汽車內的最高層級，其次為 別克（Buick）、奧茲摩比（Oldsmobile）、歐克蘭德（Oakland）和雪佛蘭（Chevrolet）。

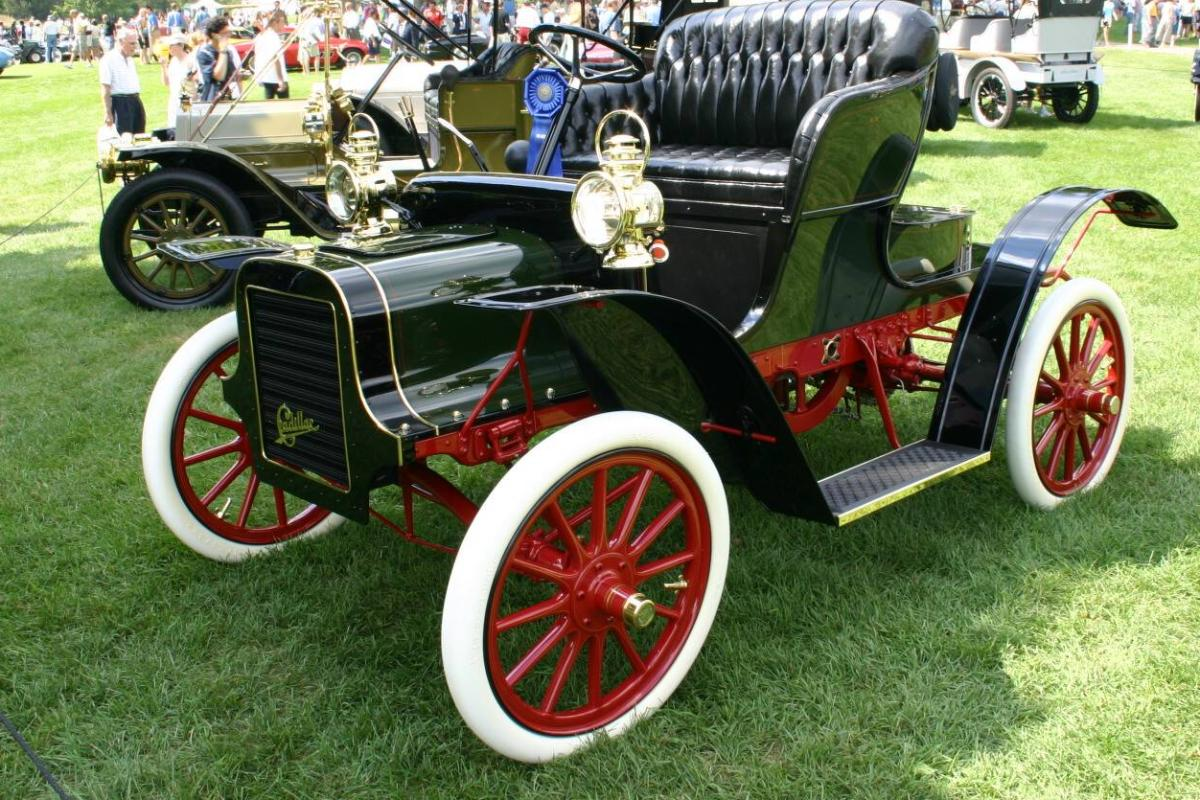
1910 Cadillac Model S

### 1910-1941
1915年，凱迪拉克推出了90度平頭（90-degree flathead），70匹馬力（52kW）的V8引擎，2400轉，扭力達180磅/英尺（240N.m），時速高達104公里/小時，在當時幾乎比任何車都還快。1918年時更推出了雙平面V8曲軸（dual-plane V8 crankshaft）。1928年，凱迪拉克推出了同步網狀手動變速器，採用常嚙合齒輪。到了1930年時凱迪拉克成功創造出第一個V-16引擎，採用45度頂置氣門，452立方英寸（7.41L）和165匹馬力（123kW），在當時是美國最強大且最安靜的引擎之一。開發和引進V8、V-16和V-12的引擎，使凱迪拉克成為“世界標竿”。
在1917年7月，美國軍隊採用了凱迪拉克55型在墨西哥邊境測試，之後第一次世界大戰時，美國使用了2350輛凱迪拉克至法國使用。1930年代，凱迪拉克更是大規模生產大型豪華房車瞄準上流市場，甚至把V12以及V16引擎加入汽車內中。
1926年，凱迪拉克招募哈利伯爵（Harley Earl）擔任汽車設計師，1928年，哈利是藝術與色彩部門的負責人，之後它為通用汽車公司工作長達30年之久。他設計的第一輛汽車為LaSalle，這輛車一直生產到1940年。

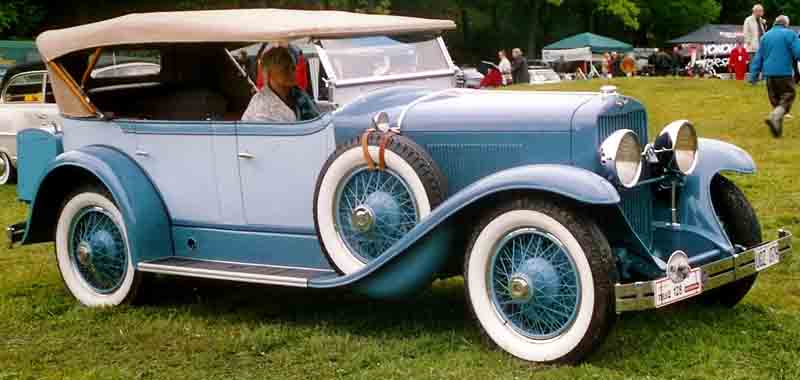
1928 Cadillac Lasalle

1927年，凱迪拉克推出了專門請設計師設計的車身，它在1926年的凱迪拉克車上安裝防碎玻璃，並且推出了「砲塔頂」（turret top），為乘用車的第一個全鋼性結構屋頂，在此之前，汽車車頂都是由布料覆蓋木頭而已。
經濟大恐慌對汽車產業也造成引響，奢侈品市場更加下滑； 1928年到1933年間，凱迪拉克的銷量由84％下降至6736輛，凱迪拉克原先拒絕銷售給非裔美國人。敦促委員會頭目 Nick Dreystadt 和凱迪拉克全國服務總部認為這會影響到凱迪拉克品牌是否會繼續，於是取消這一政策，政策被消除之後，凱迪拉克的銷售額在1934年增長了70％，而Nick Dreystadt帶起了整個凱迪拉克。
1936年，Dreystadt發布了60系列（Series 60）進入中等價位的市場，帶起了一陣熱潮，而1939年61系列取代了60系列，但是還是依舊很熱門，1940年，凱迪拉克銷量已上升十倍之大，此現象被稱為「六十奇蹟」（The Sixty Special），這成為帶起凱迪拉克很重要的車型。

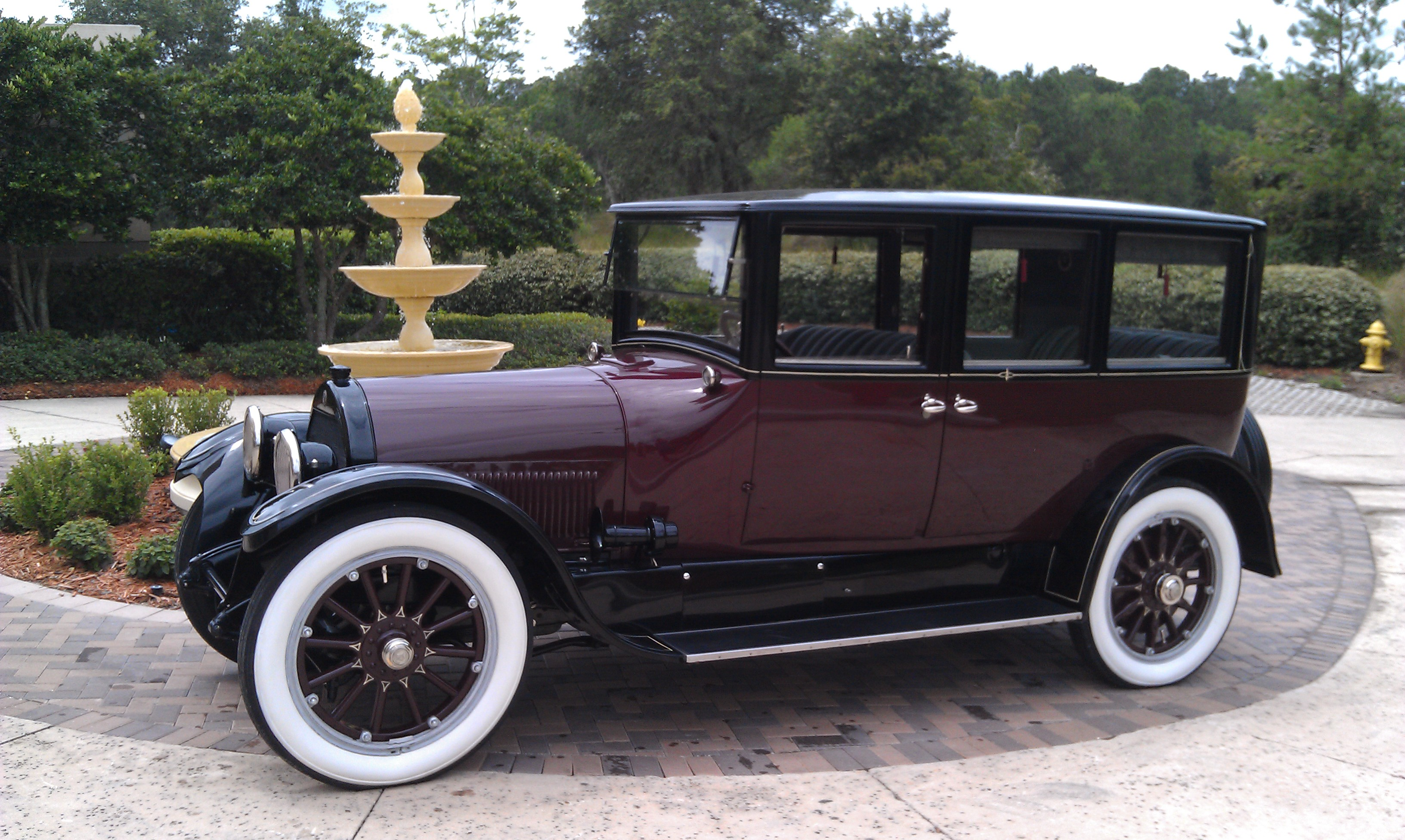
1921 Suburban
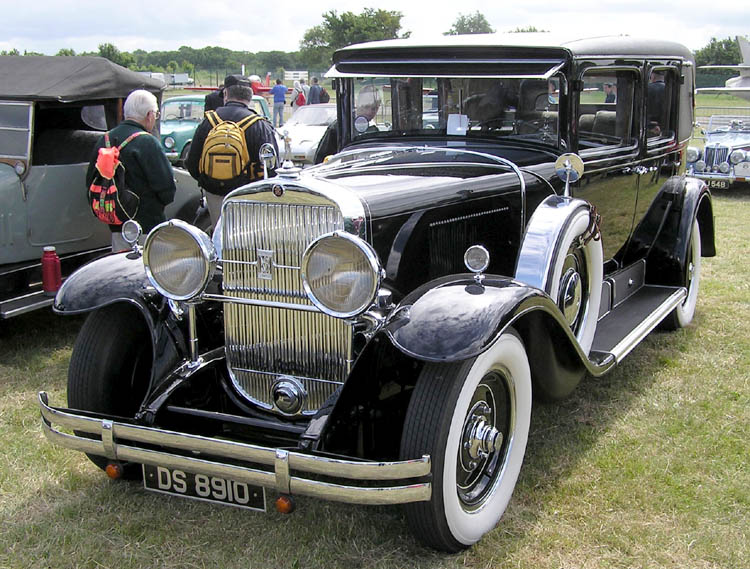
1929 Fleetwood
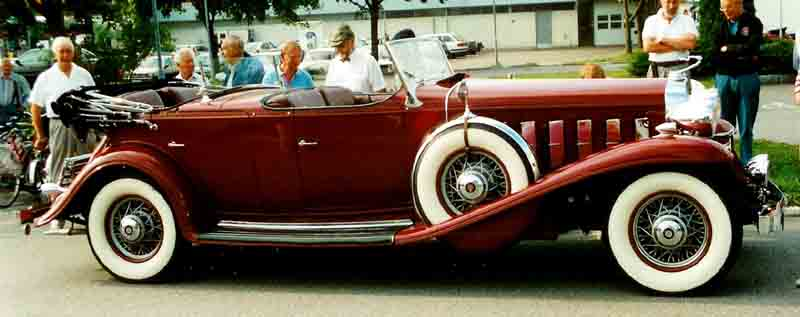
1932 Series 452-B
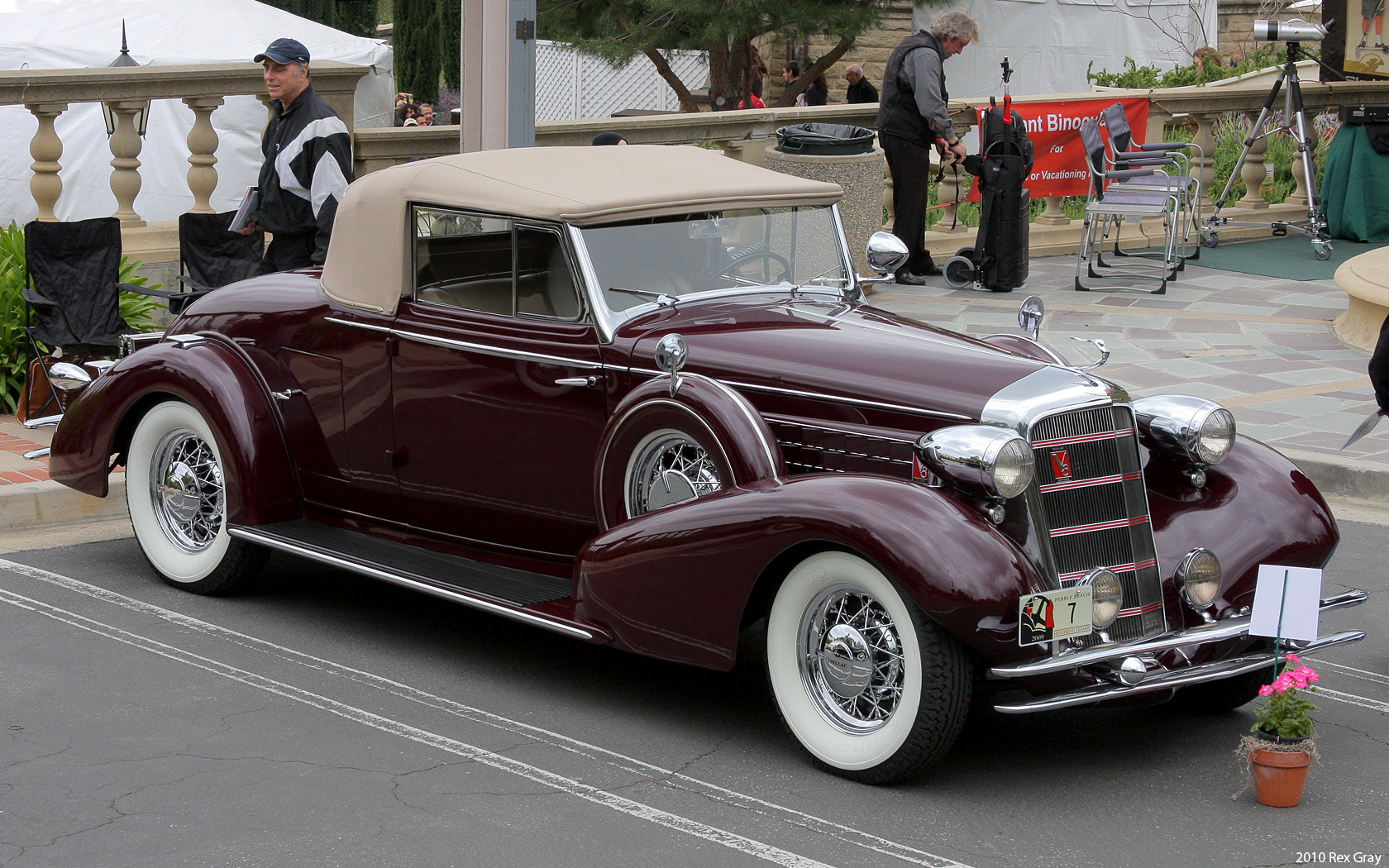
1935 Series 355-D
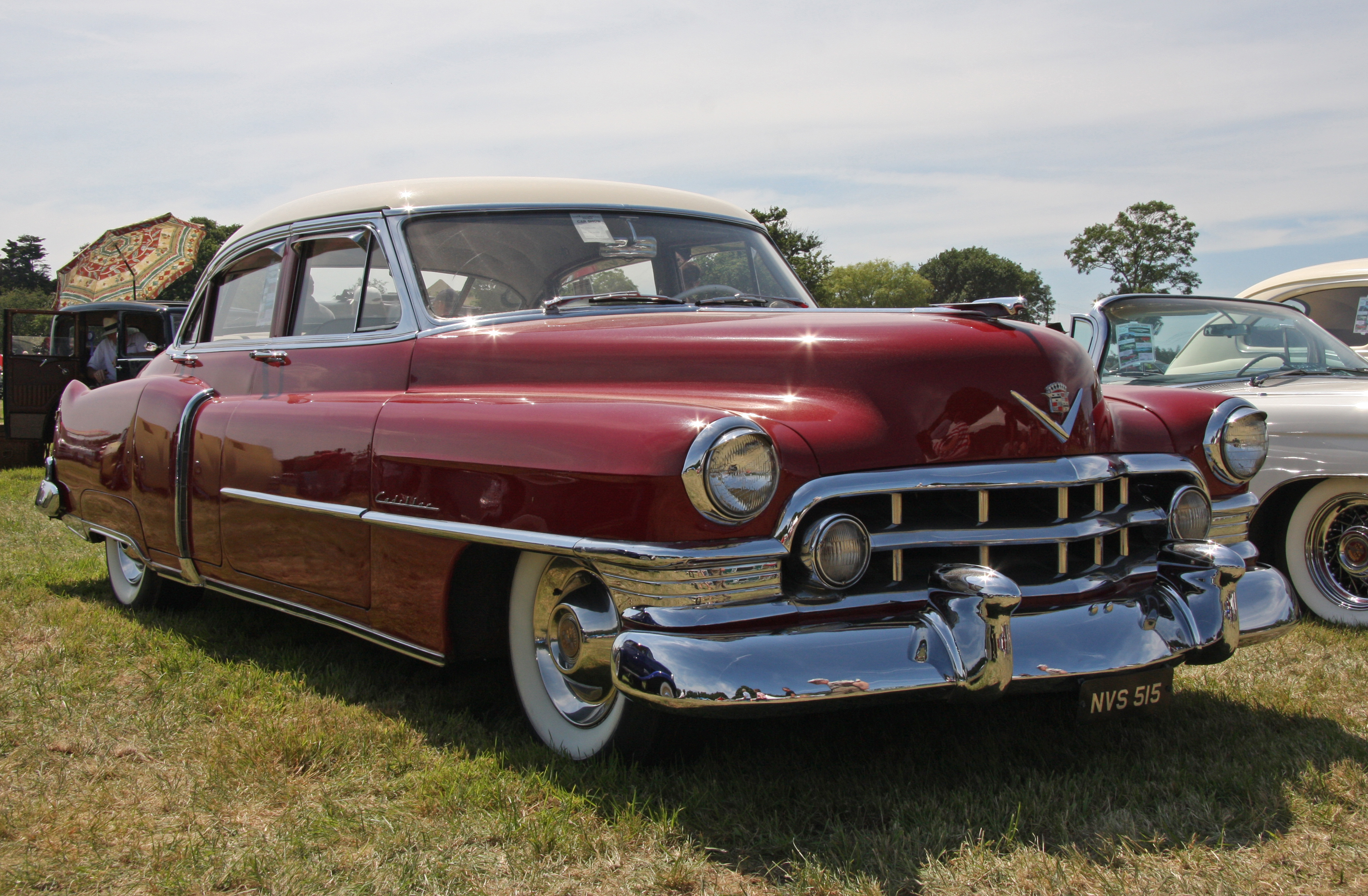
1939 Series 62

### 1941-1960

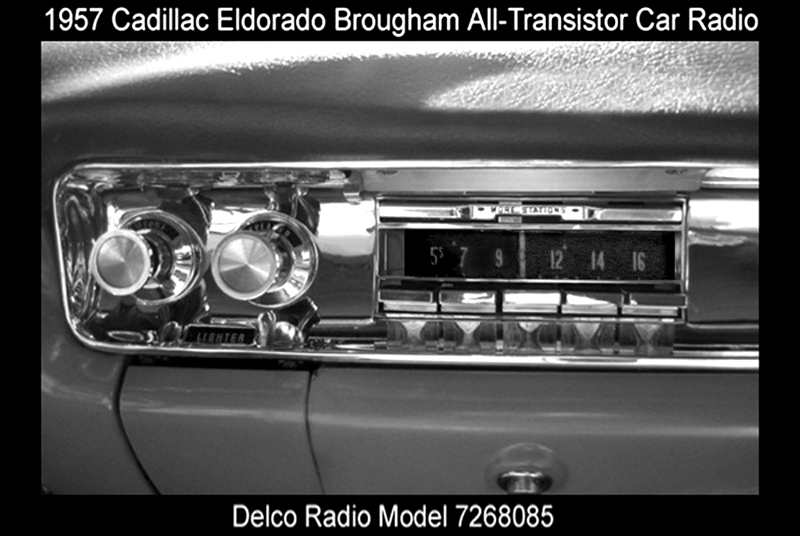
全晶体信号车载收音机

第二次世界大戰後的凱迪拉克集成了許多的想法，然後請通用汽車首席設計師哈雷J.伯爵（Harley J. Earl）設計，包括：尾翼、環繞式擋風玻璃、並大量使用鍍鉻飾條，奠定了40年代末和50年代美國汽車的造型特點與代名詞。

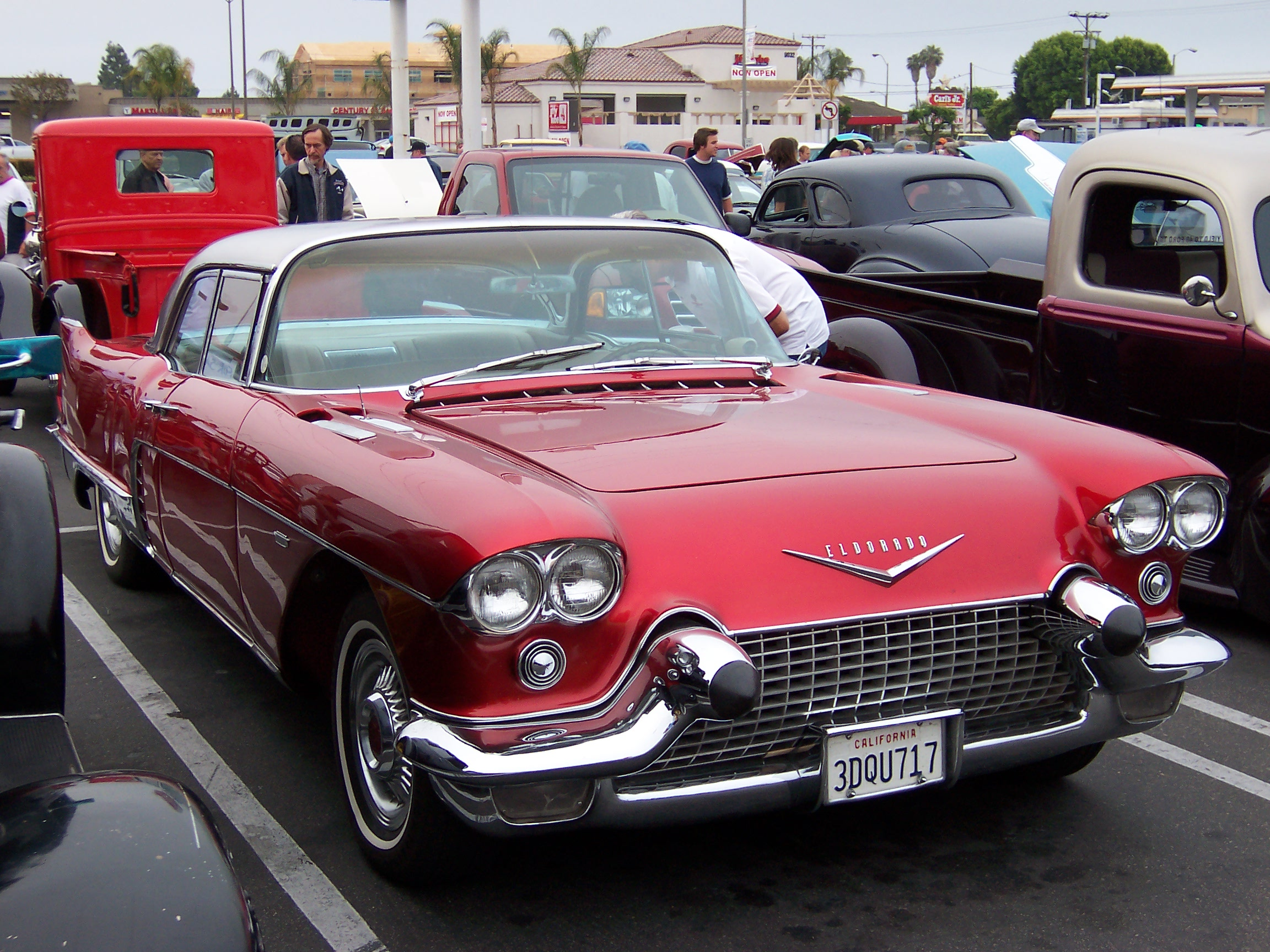
1957 Cadillac Eldorado Brougham

1948年首次在汽車尾端加入尾翼，每一年尾翼皆有小幅度變更，尾翼越來越巨大，1959年達到巔峰，也成為最象徵的車款年分，而1960至1964年尾翼開始因安全疑慮及設計流行，於1965年消失。
凱迪拉克還有一個特點就是它的前保險桿，在當時戰爭的時代中，從20年代就開始採用兩個巨大的彈頭造型至50年代，稱為達格瑪保險桿，並掀起一股熱潮，其他汽車品牌開始相繼模仿，但後期因為安全法規等問題，除了改為黑色橡膠取代鍍鉻金屬塊，最終於1959年也取消這樣的設計。
1949年11月25日，凱迪拉克成功生產第10萬輛車，1950 Coupe de Ville，封閉的車身且沒有「B柱」，它成為凱迪拉克最受歡迎的車型許多年。
1951年凱迪拉克開始生產M41輕型坦克，被使用於朝鮮戰爭和越南戰爭。
1953年凱迪拉克使用了通用汽車公司推出的“自動大燈”（Autronic Eye），此功能會自動調節遠光燈來增加駕駛的安全性。
1957年凱迪拉克嘗試轉回高端市場，打造了純手工的70系列（Series70）的Eldorado Brougham ，它擁有自動調節懸架、記憶座椅功能、以及業界第一台全晶體信號收音機。展現出凱迪拉克的技術實力，可惜在當時只賣出了904台。

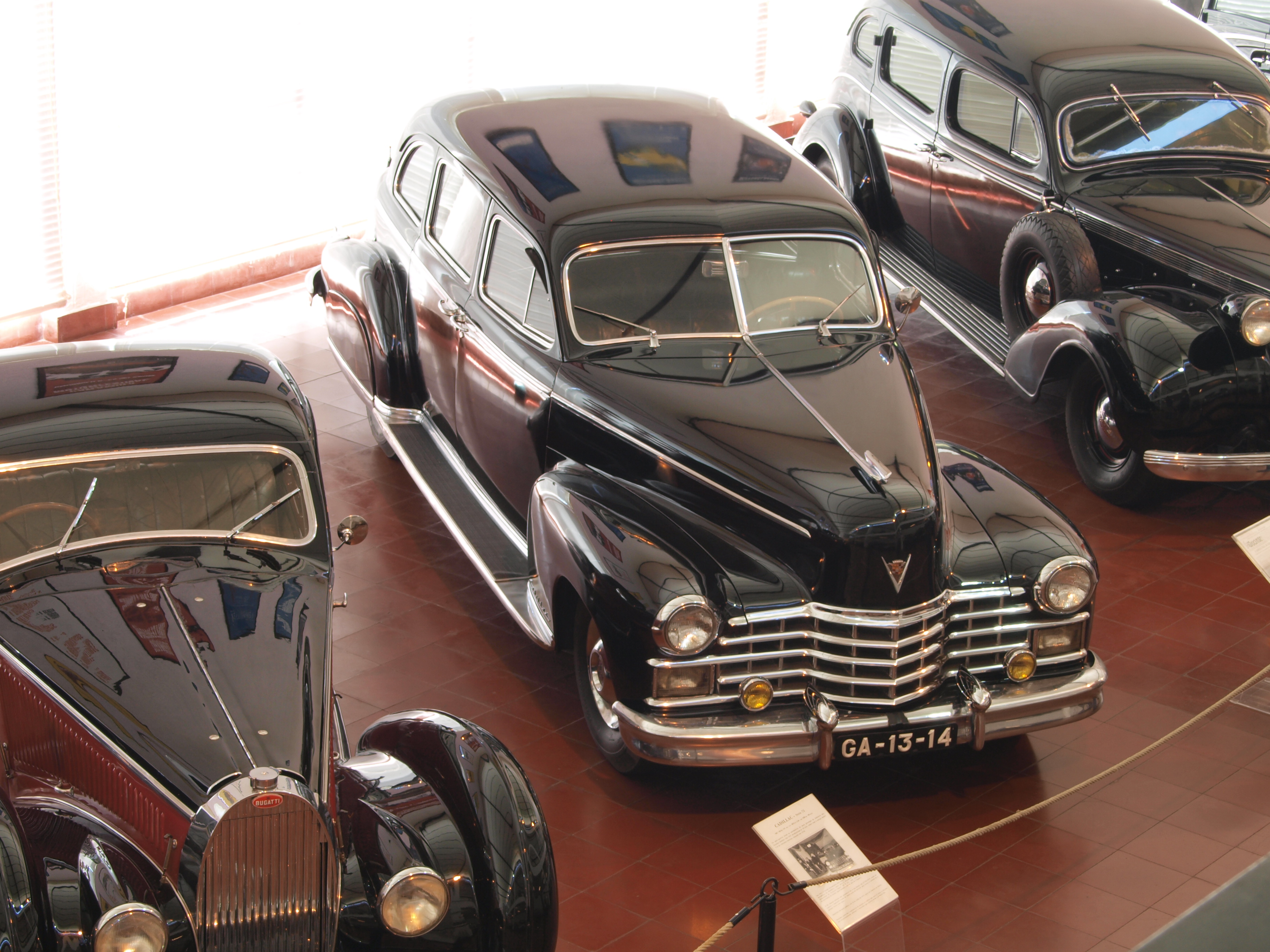
1947 Series 75
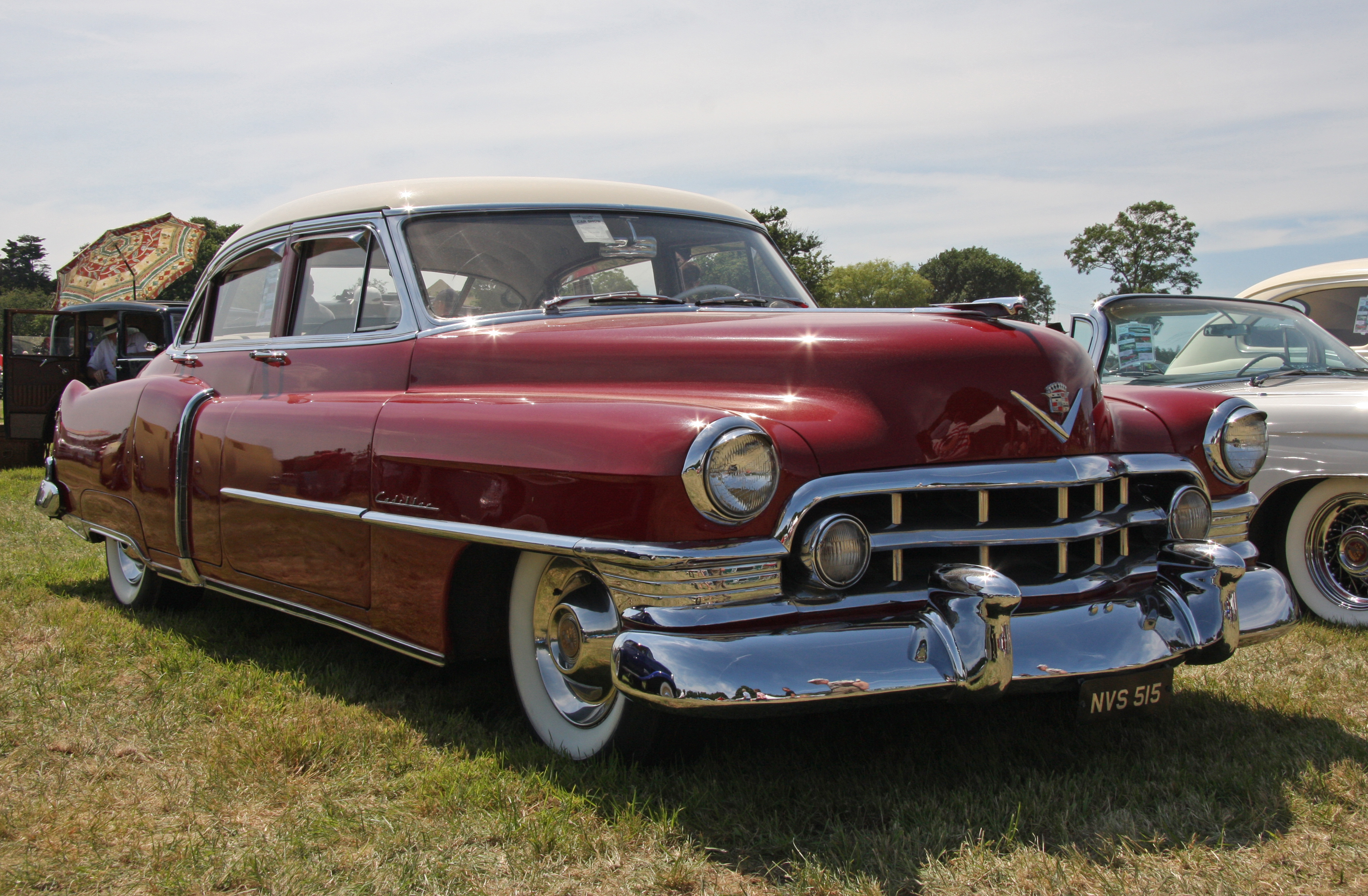
1950 Series 62
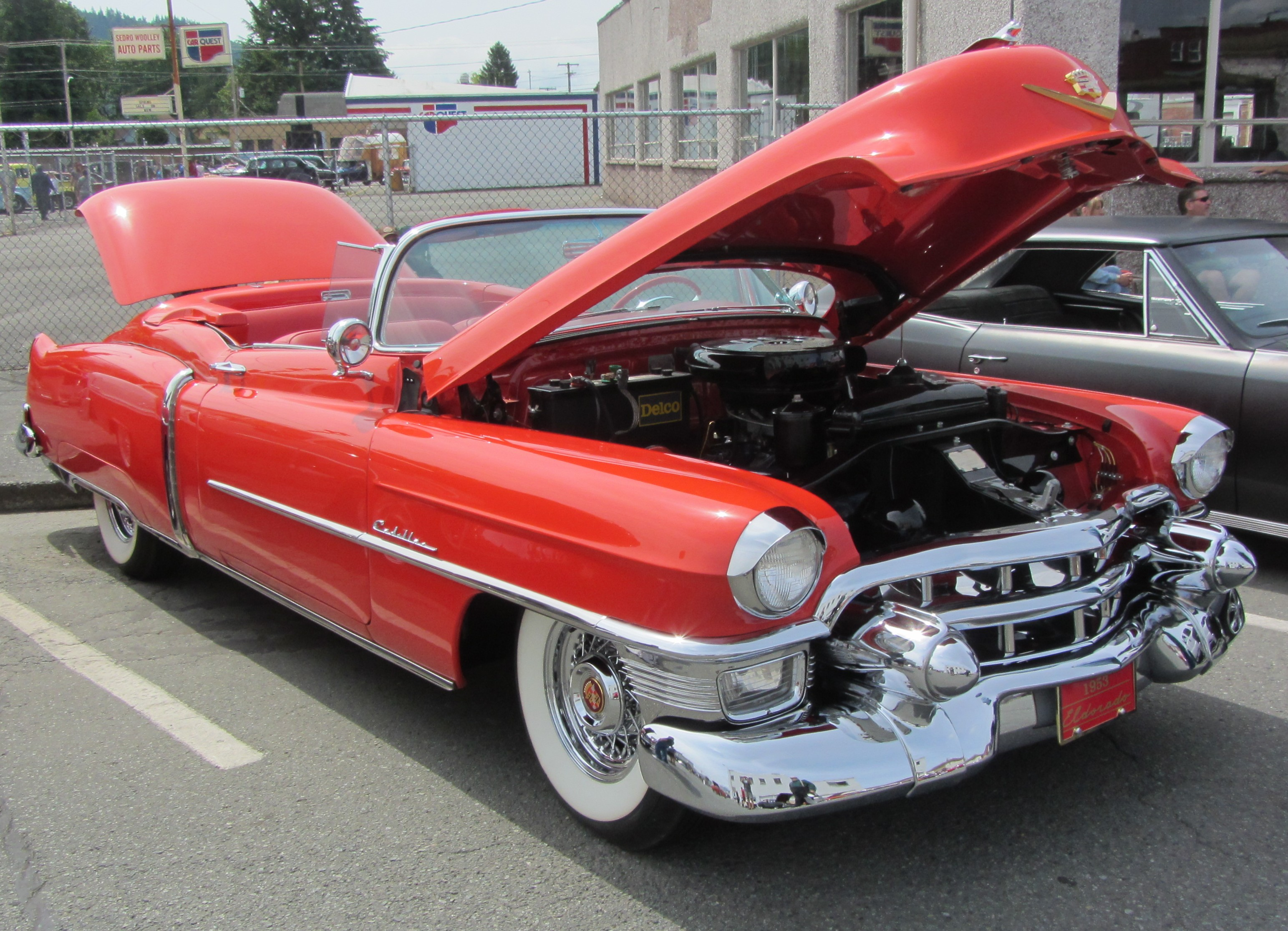
1953 Eldorado
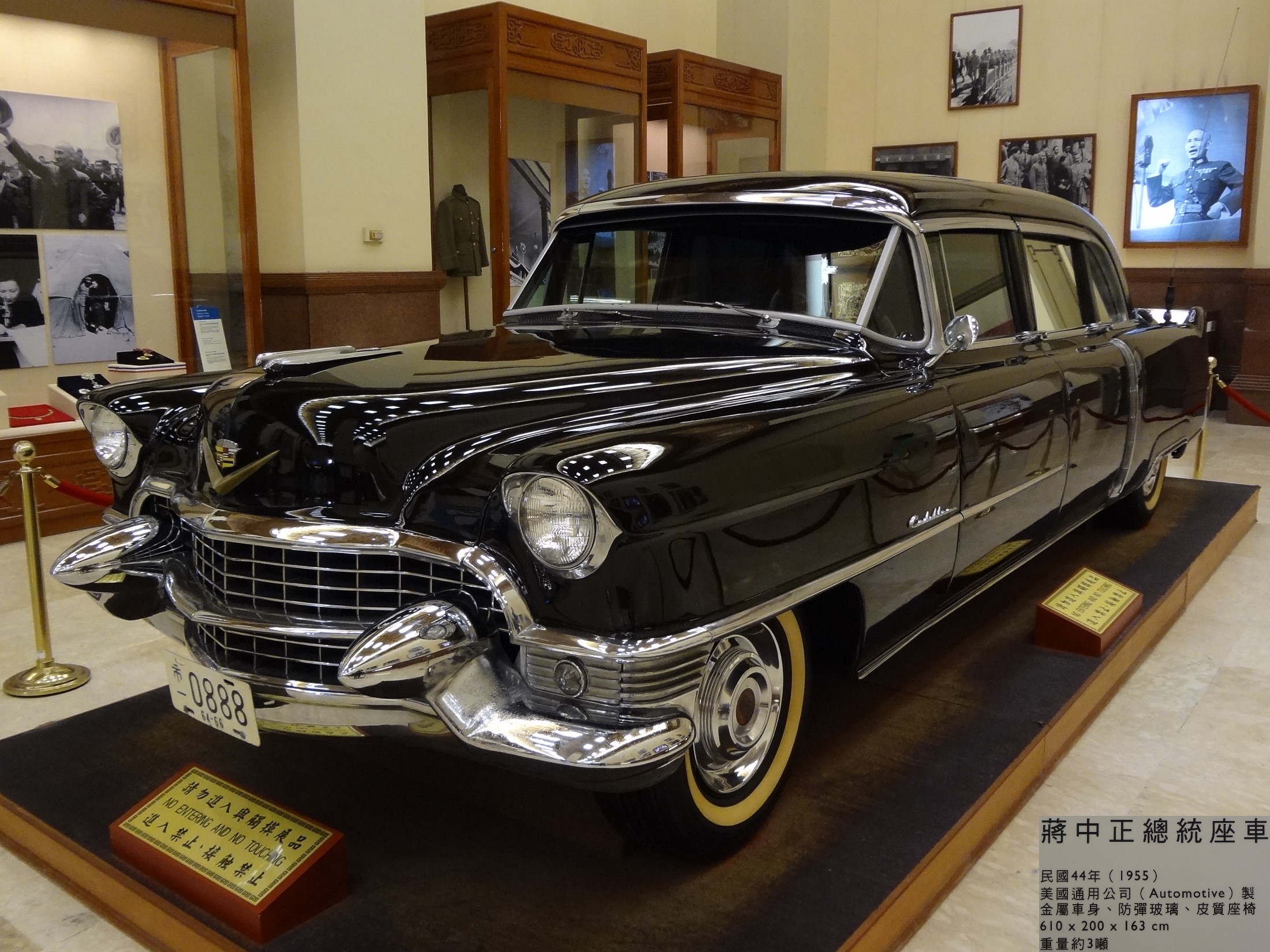
1955 蔣中正特製Series 75
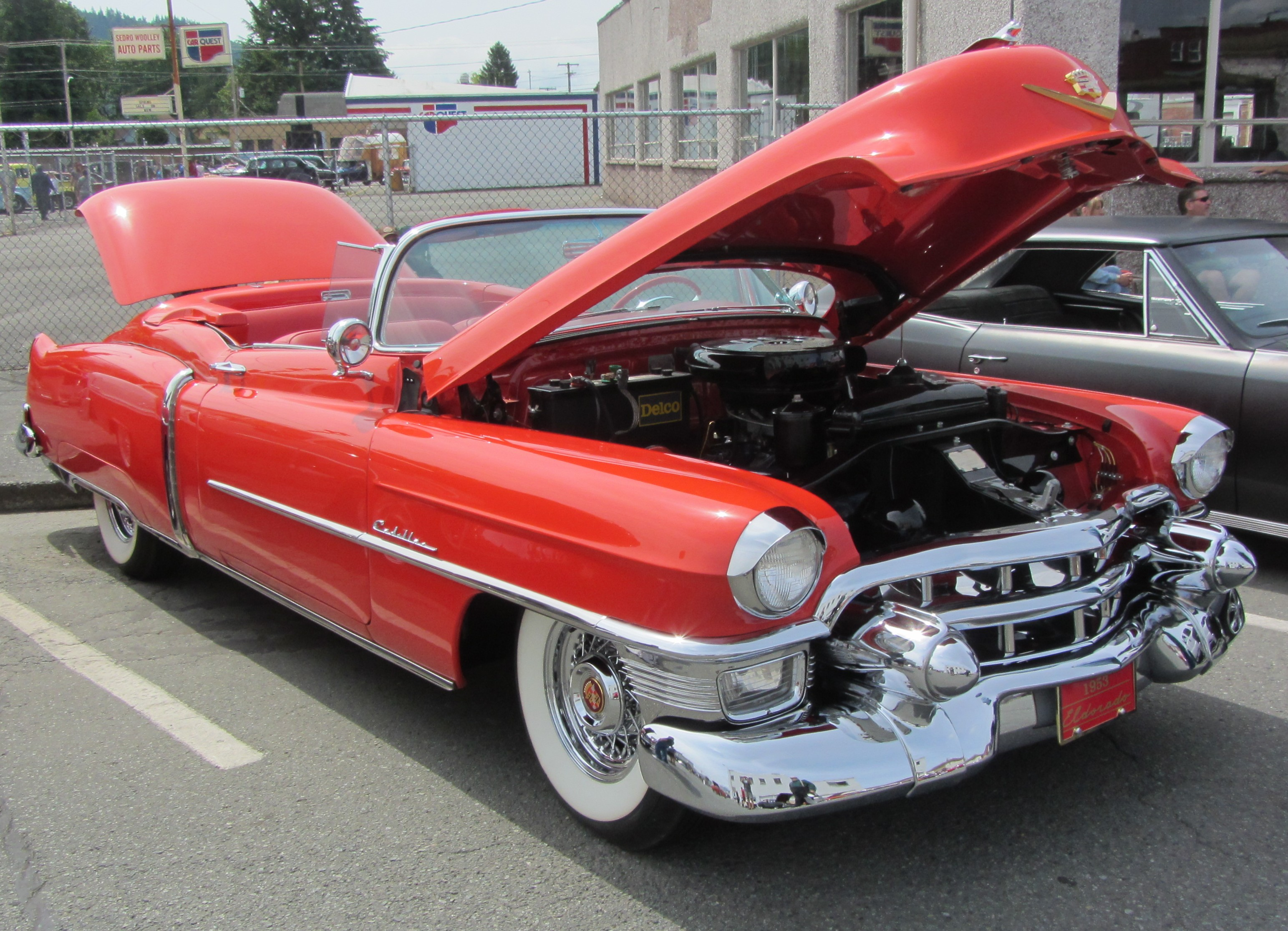
1959 Eldorado

### 1961-2000
1962年，凱迪拉克引進了串列雙腔式制動主缸（The dual-reservoir brake master cylinder），且擁有前後獨立的液壓系統、還有冷暖空調、三段速 Turbo Hydra-Matic（簡稱THM）自動變速器、成為當時通用汽車公司的標準配備，到了60年代後期，凱迪拉克甚至採用了燈光預警系統（fiber-optic warning system），可以提醒駕駛更換壞掉的車燈，全車也開始採用了大量的燈光以及鍍鉻飾條。
1966年，是凱迪拉克銷售最好的年份，一共銷售超過192000台（其中de Villes就佔了142190台），比同期增長超過60％。1968年，凱迪拉克突破20萬輛車的銷售紀錄。
1972年的Fleetwood 跟 1960年75系列Fleetwood 的軸距相比，從1.7英寸（43毫米）變長至4英寸（100毫米），1972年的Calais入門級的軸距跟1960年的62系列2.4英寸（61.0毫米）也增長了一些，駕駛變得更加順暢，同時增加車重、標準設備、以及引擎排放量。凱迪拉克於1973年，並再次創下1970年代末的銷售。
1980年凱迪拉克慢慢減少車種的分類，位於底特律克拉克街上的凱迪拉克工廠也自1987年關閉了。90年代後期，SUV車系在全球開始慢慢成長，凱迪拉克就在1999年推出了第一款休旅車Escalade（凱雷德）。
1999年的凱迪拉克Deville DTS是全球第一輛有夜視鏡功能（thermal imaging night vision system，熱感應影像夜視系統）的汽車，能在儀表前面的擋風玻璃上顯示前方路面光線不足地帶的景物。在美國市場可選配OnStar智慧通訊系統，除了衛星導航與新式XM 衛星收音機之外還可透過手機基地台遙控幫車主開車門，發生車禍時會依車上撞擊程度讀數自動向警方報案。

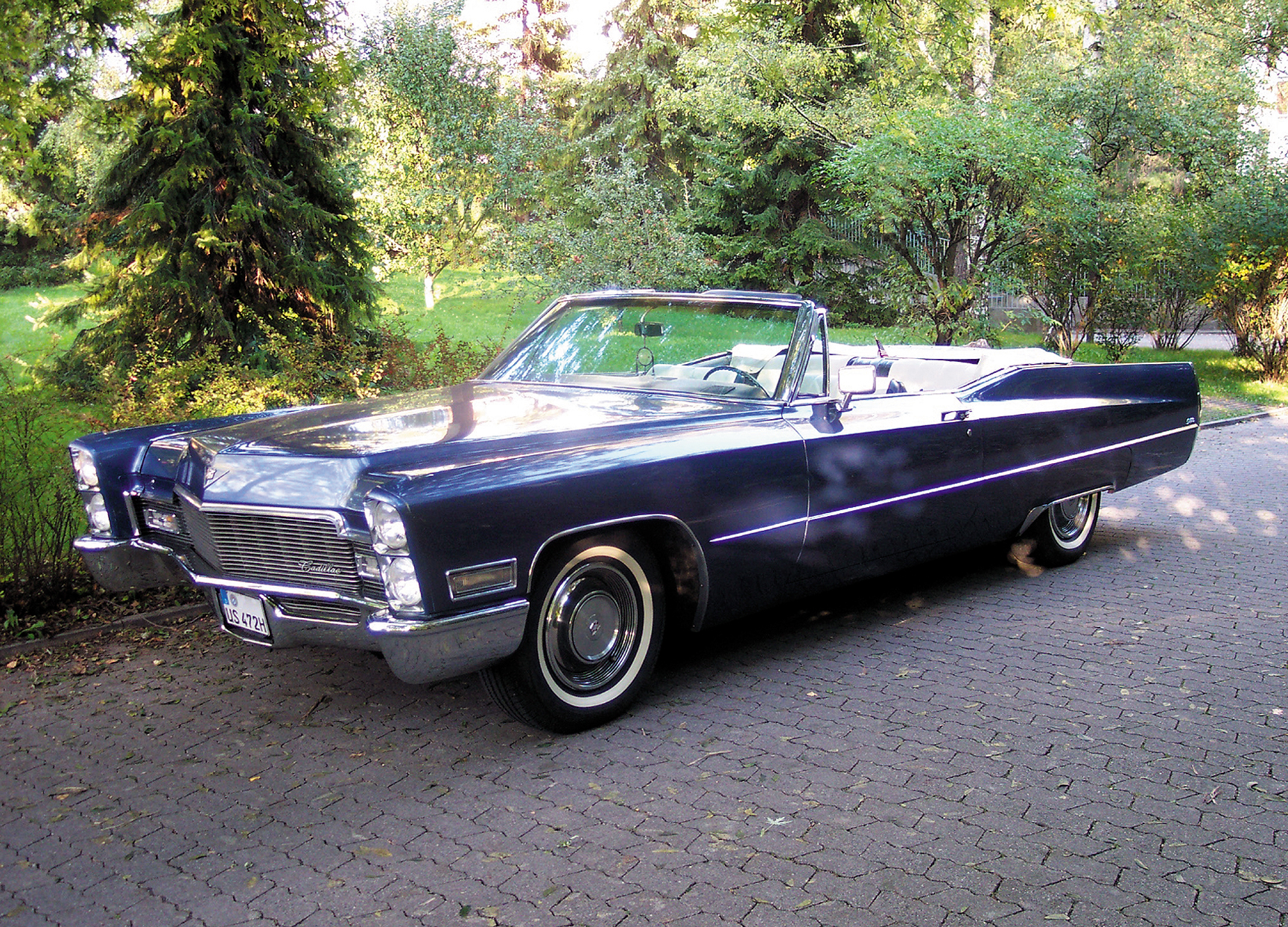
1968 DeVille Convertible
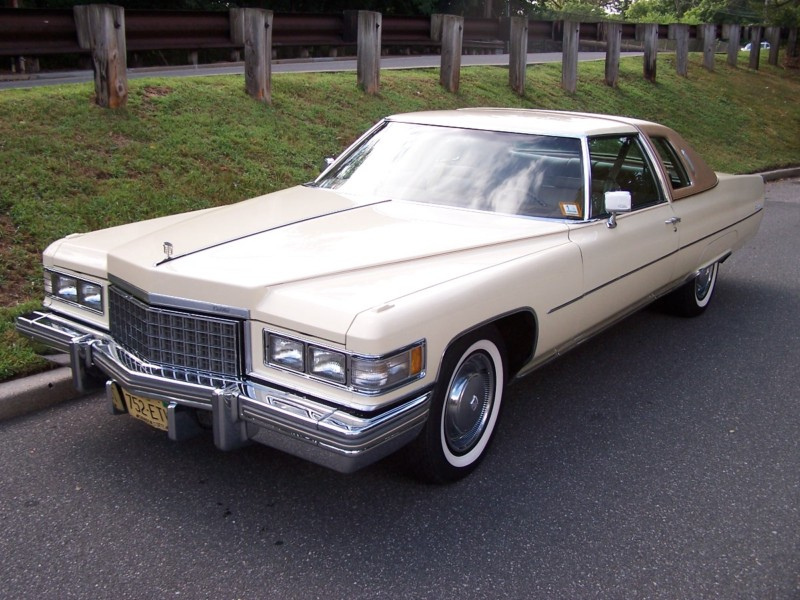
1976 Coupe Deville
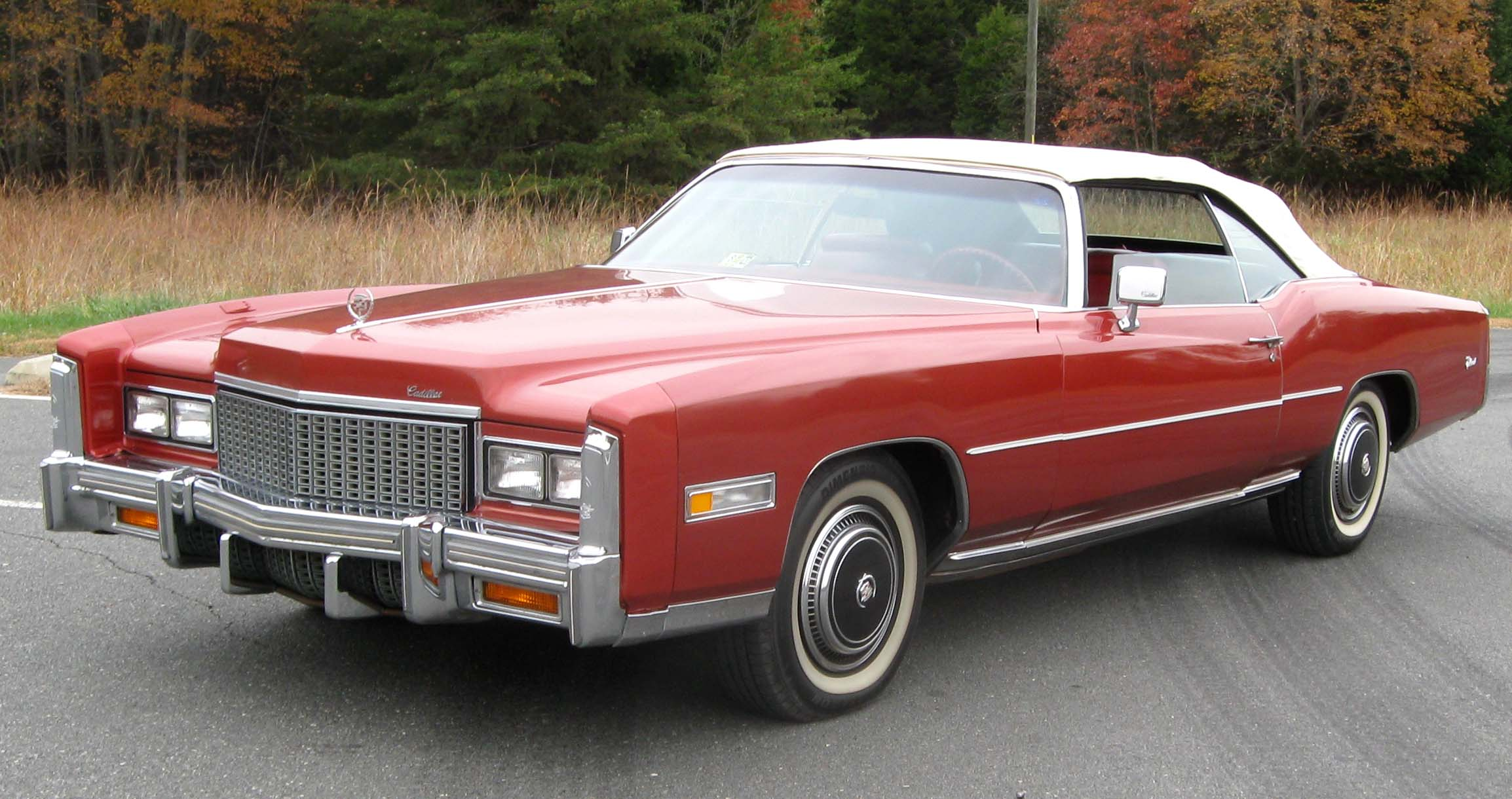
1976 Eldorado
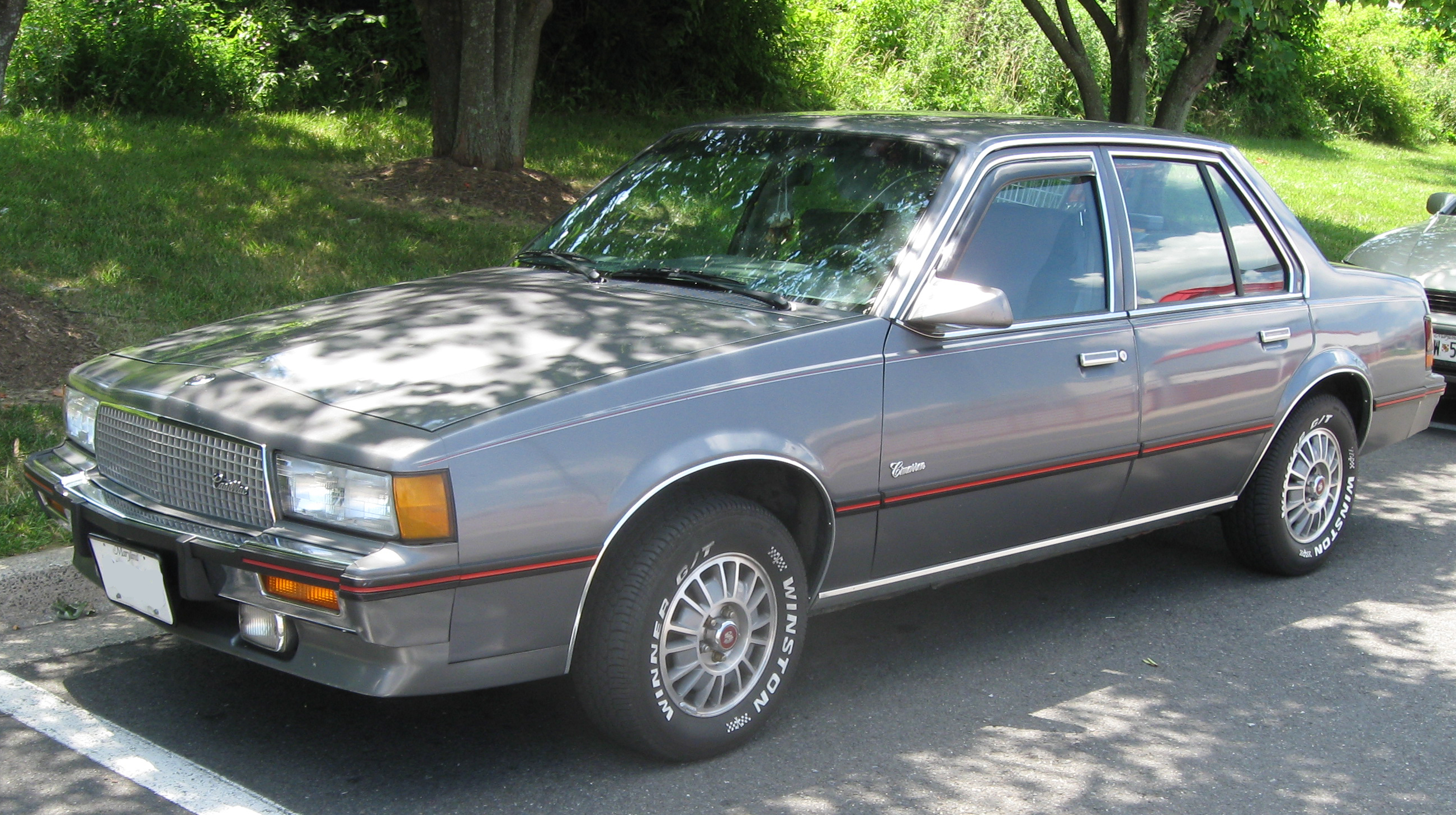
1988 Cimarron
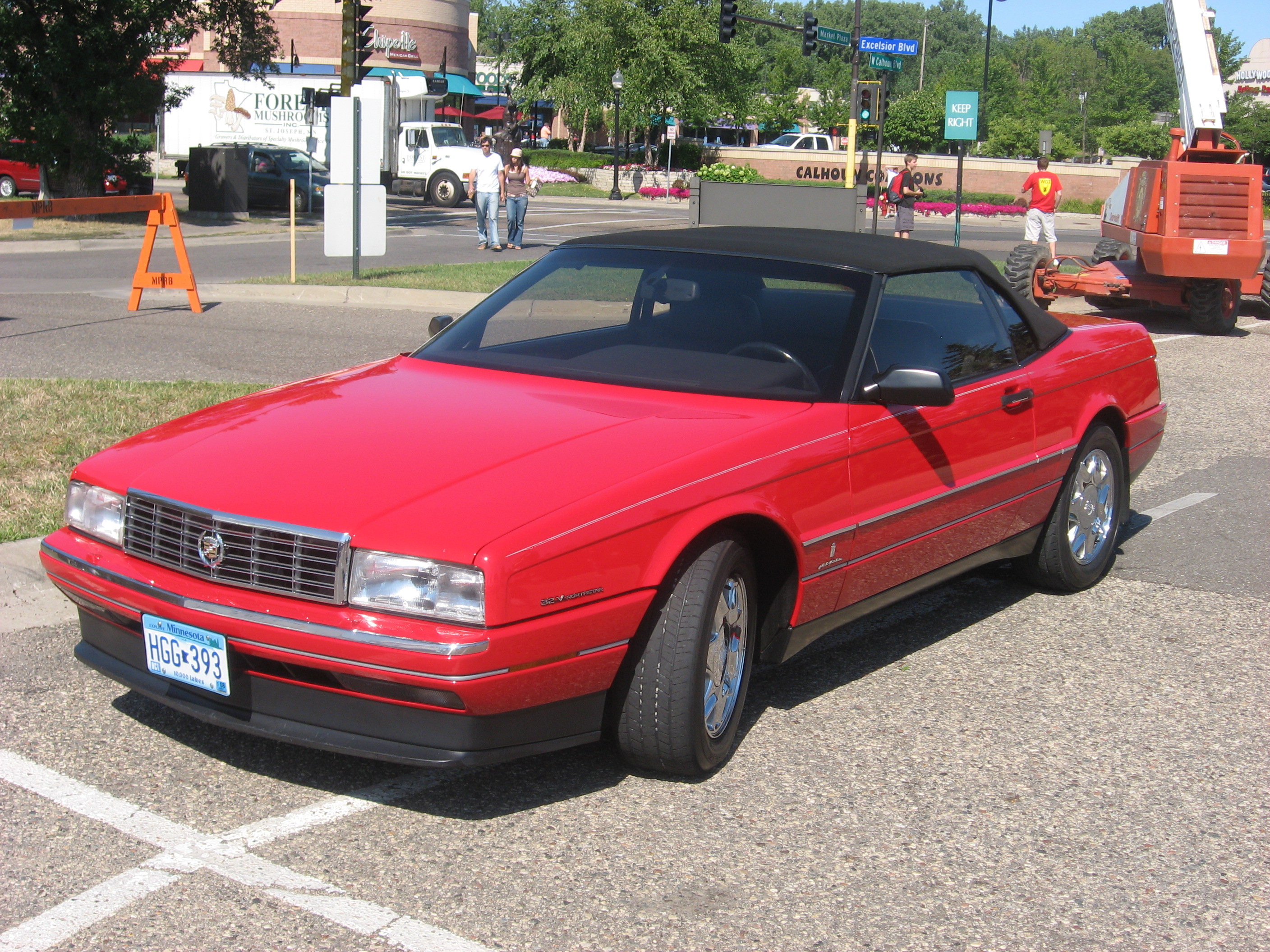
1988 Allante
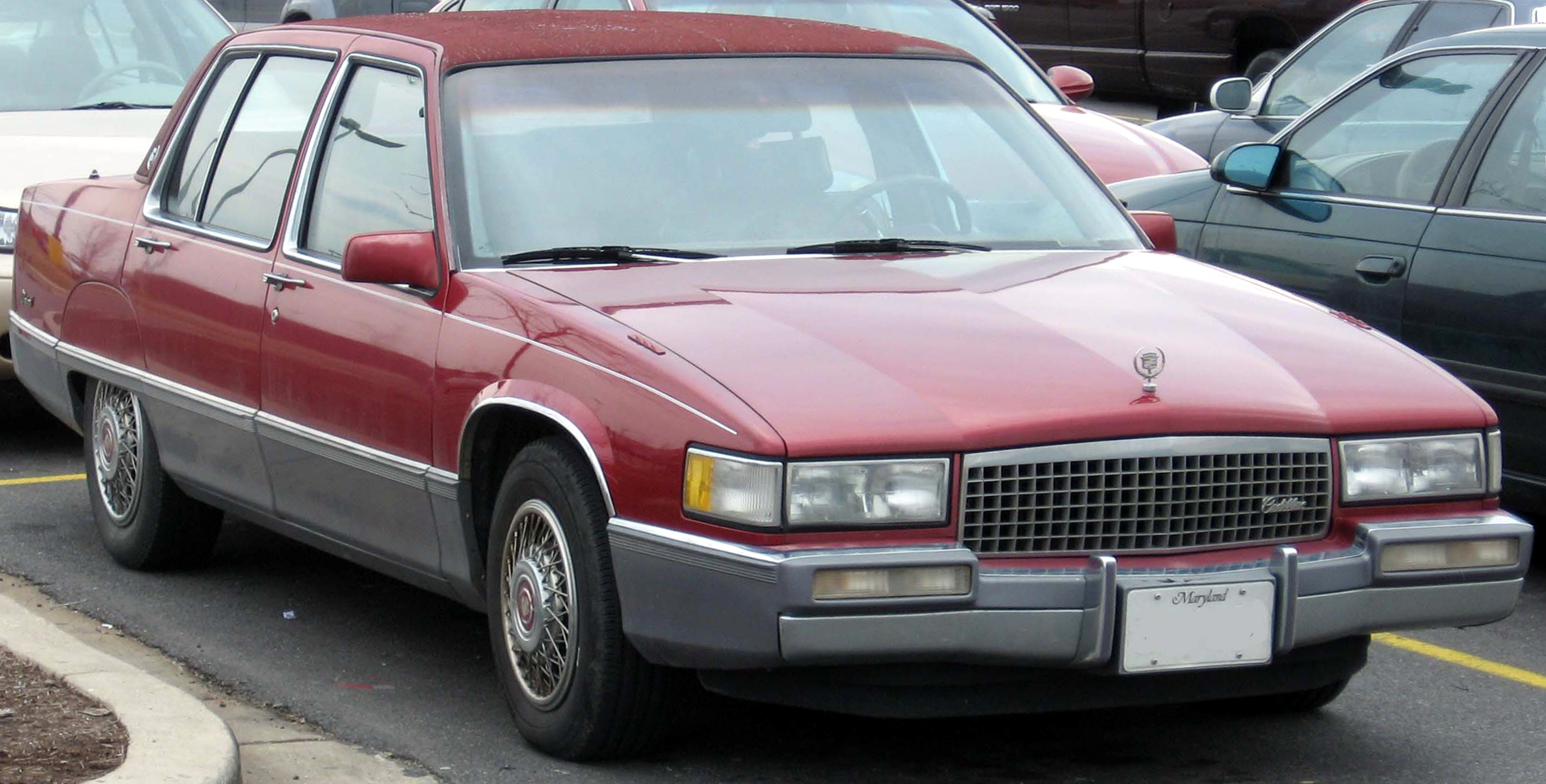
1990 Fleetwood
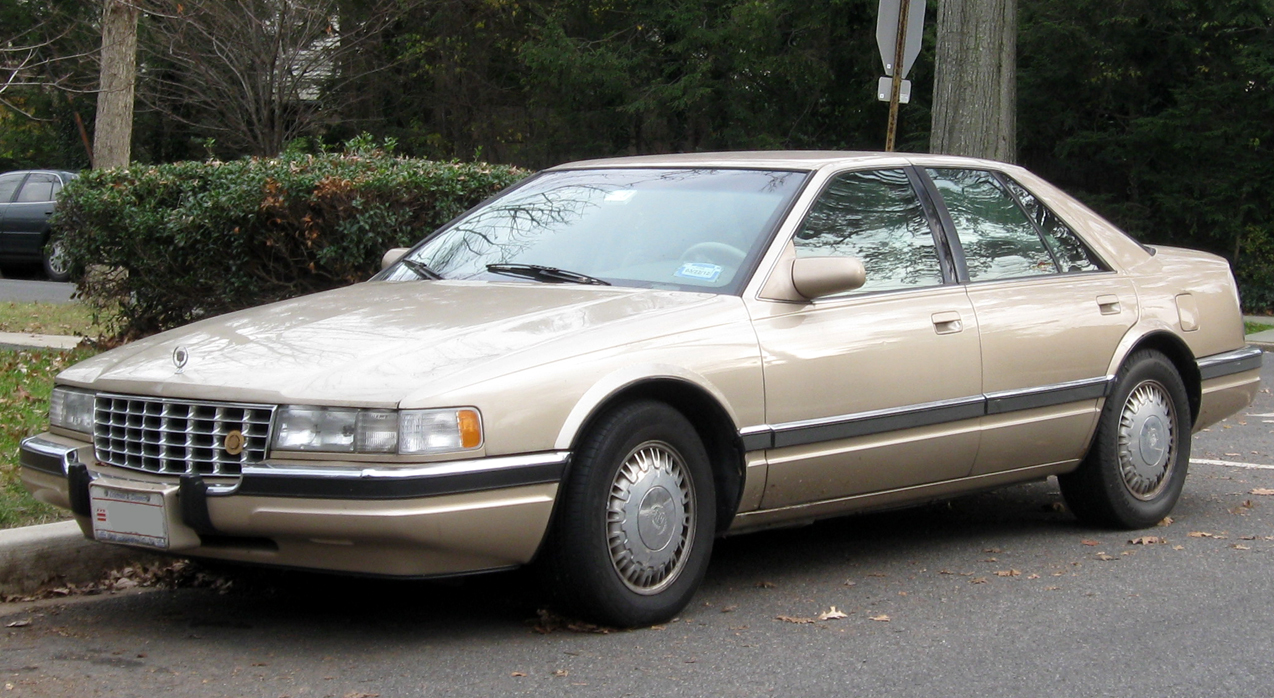
1992 Seville
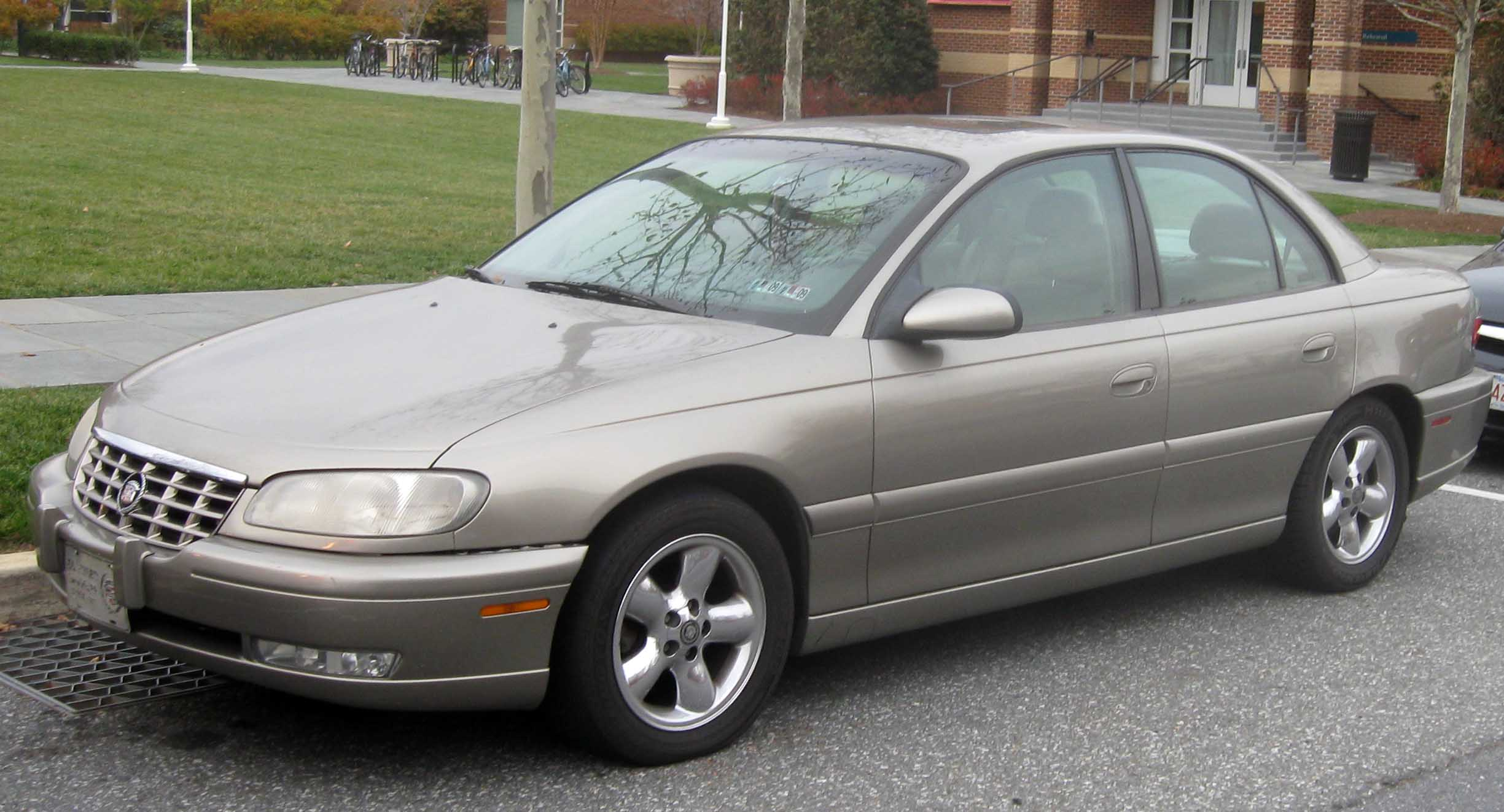
1998 Catera
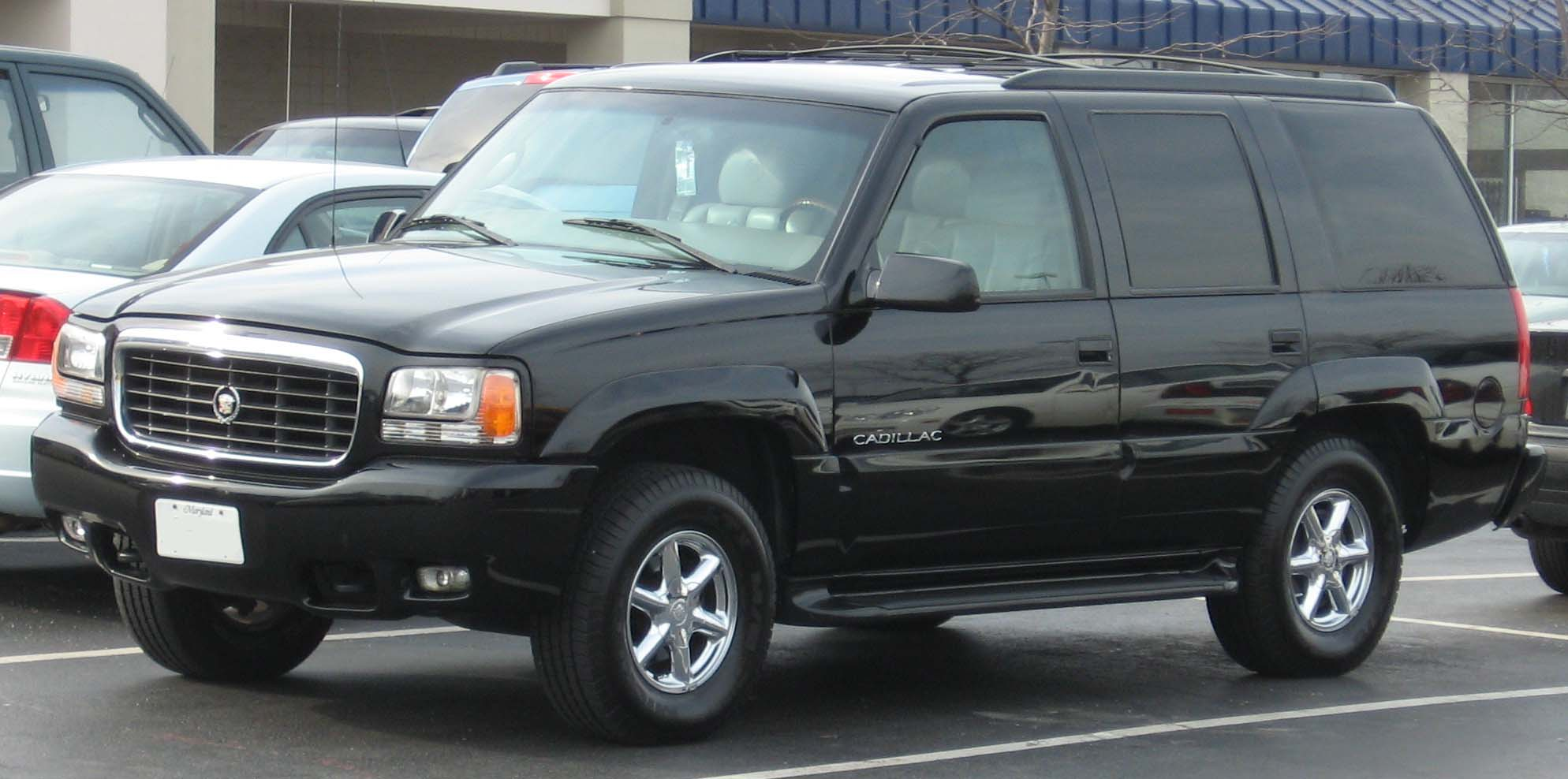
1999 Escalade

### 2000-2020
凱迪拉克擁有所謂的21世紀全新的設計理念，稱為「藝術與科技」（Art and Science），這個設計理念是已尖銳、強硬的曲線來設計車款，已表示大膽、前衛，並融合許多高科技的設備。
我們可以從2003年推出的CTS和XLR上看到這種全新的設計理念。凱迪拉克的車型陣容主要是後輪和全輪驅動，擁有的車系為轎車、跑車以及休旅車。唯一例外的是前輪驅動的凱迪拉克BLS（北美並沒有銷售）和凱迪拉克DTS，這兩者都已經停產。第二代CTS-V的競爭對手為寶馬M5，CTS-V 在紐柏林產生了 7：59.32 的紀錄。
2004年凱迪拉克推出了中型豪華SUV-SRX，它是繼凱雷德（Escalade）後的第二台凱迪拉克休旅車，SRX 第二代車型在北美創下凱迪拉克銷售最好的紀錄。

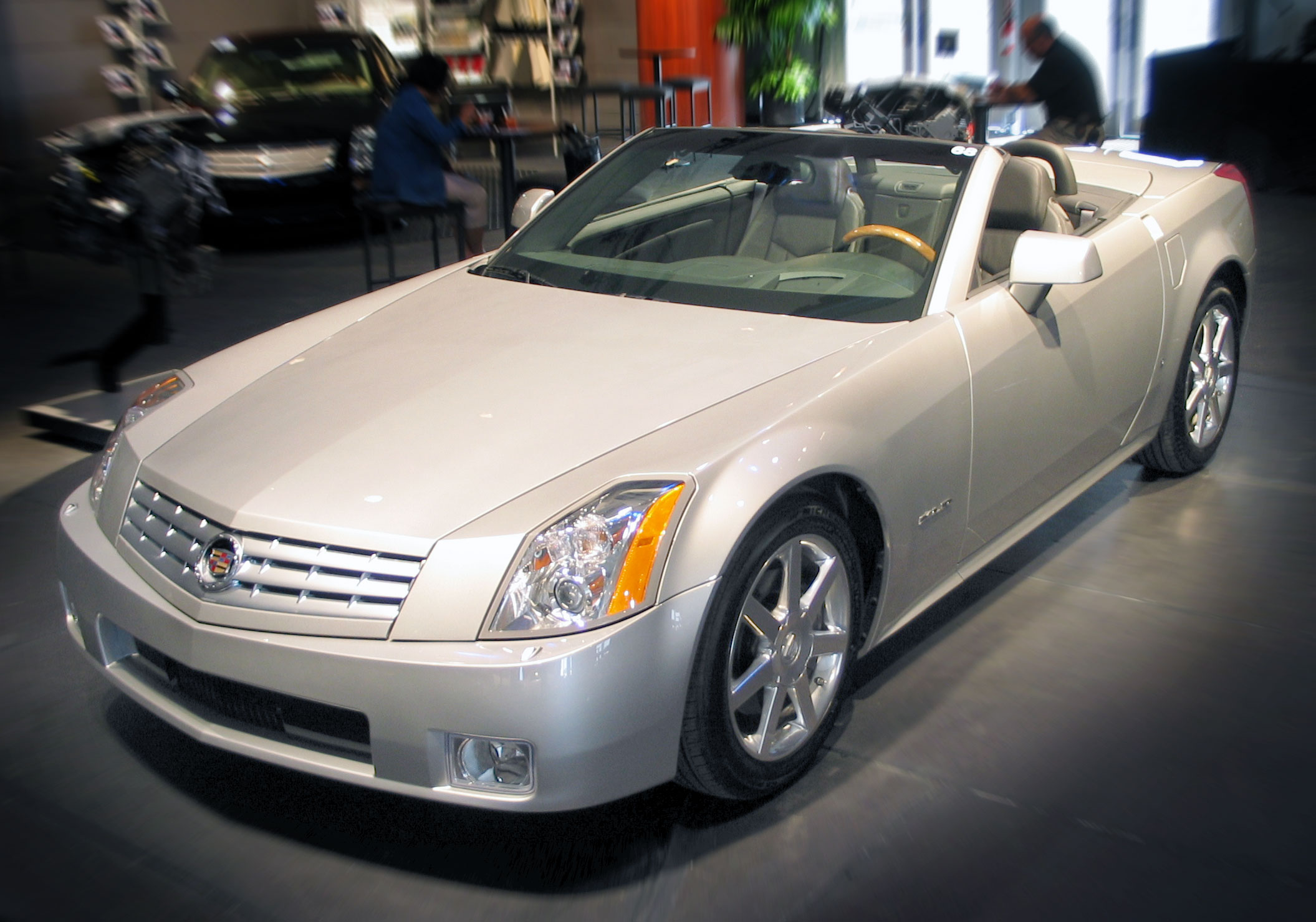
2006 XLR

2009年，因次貸危機財政受到嚴重衝擊的通用公司為求美國聯邦政府援助宣布破產保護，凱迪拉克與別克、雪佛蘭被宣告為重整後的保留品牌。
2012年，凱迪拉克推出了大型豪華四門房車 XTS，繼承了STS和DTS，同年還推出了小型豪華運動房車ATS，ATS乾燥重量為1,542公斤，是該級距最輕的車款之一。
2013年，凱迪拉克發表了豪華小型家用雙門插電式混合動力汽車（luxury plug-in hybrid compact coupé）-ELR，它在2014年初正式開賣，凱迪拉克ELR擁有一個16.5kW的T形鋰離子電池組，瞬時峰值扭矩可達400Nm。凱迪拉克ELR電動轎跑車0-96km/h的加速時間為7.8s，在純電動模式下也僅為8.8s，極速可達170km/h，不過，約7.5萬美金的售價讓它在2年內只賣出2700台，在2015年五月宣告停產。
2015年，凱迪拉克更換了商標圖案，沒有原本外圍的稻穗，中間的盾牌變得更扁細長，以因應汽車線條設計。
2016年，凱迪拉克推出了大型豪華車款CT6，要抗衡寶馬的7系列以及賓士的S-Class和凌志的LS系列，該車款也是凱迪拉克自1996年Fleetwood停產以來第一台後驅車。另外推出了中型豪華休旅車-XT5，正式取代了SRX。
凱迪拉克在2016年8月19日發表了一款全新概念車「Escala concept」，其外型簡潔柔美，並無複雜線條，但是引擎強而有力，搭載了通用全新的4.2升雙渦輪V8引擎，內裝的部分採用了三面OLED曲面螢幕，並且支持駕駛員手勢控制以及多種輔助駕駛功能。
2018年凱迪拉克推出了全新跨界休旅XT4。2019年1月12日凱迪拉克在北美國際車展上推出全新豪華中型7人座SUVXT6，並於2019年第三季上市銷售。

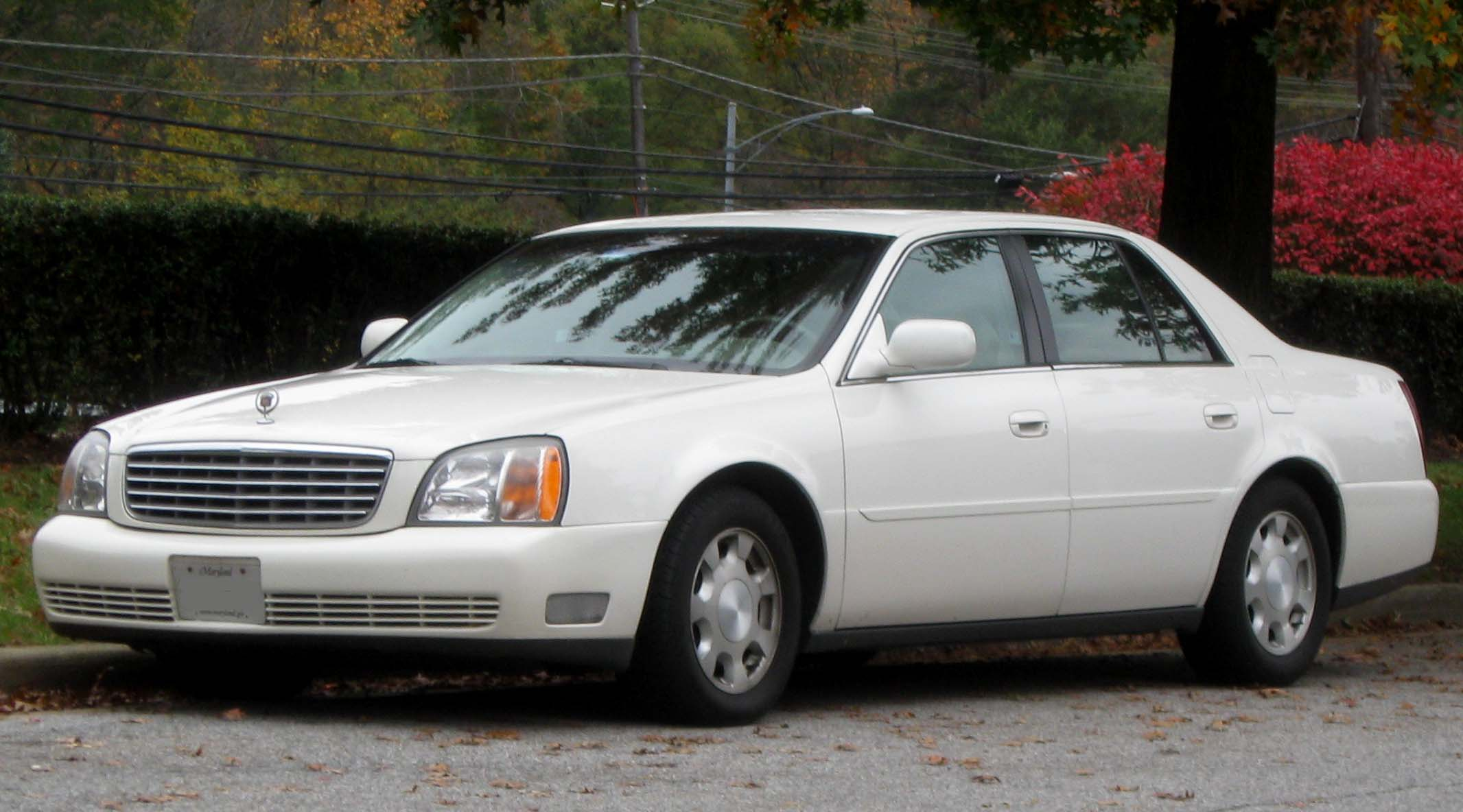
2000 DHS
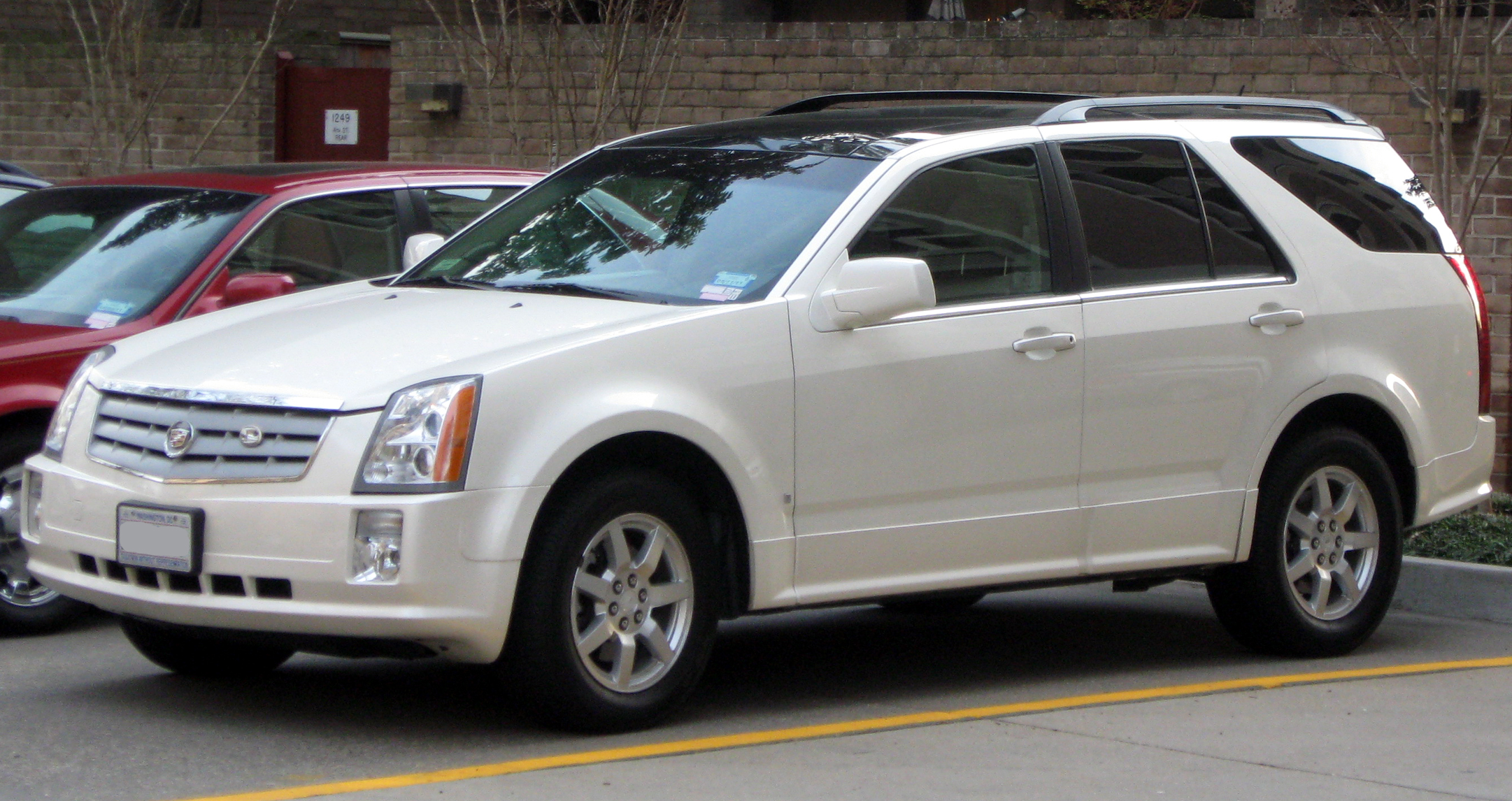
2003 SRX
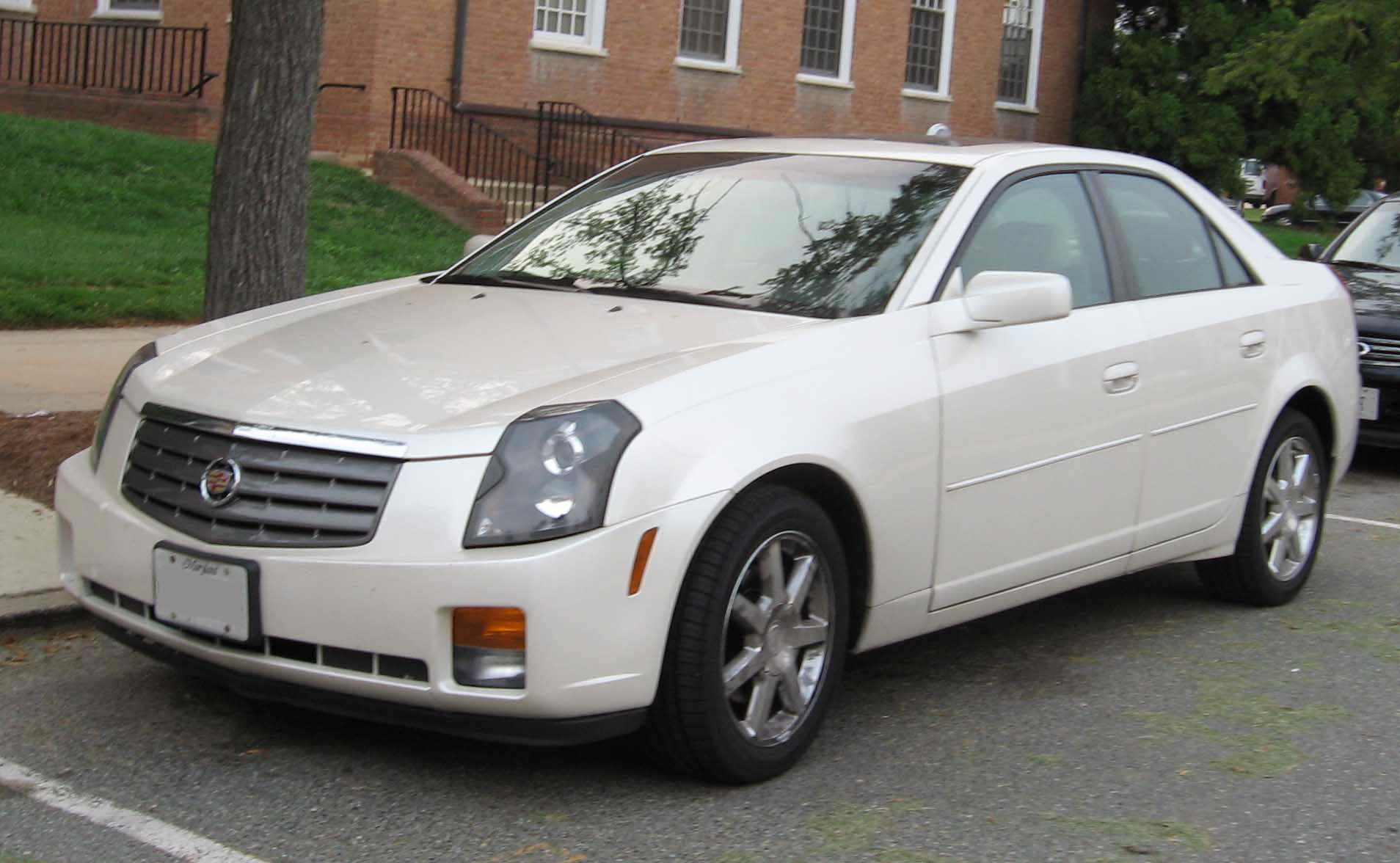
2003 CTS
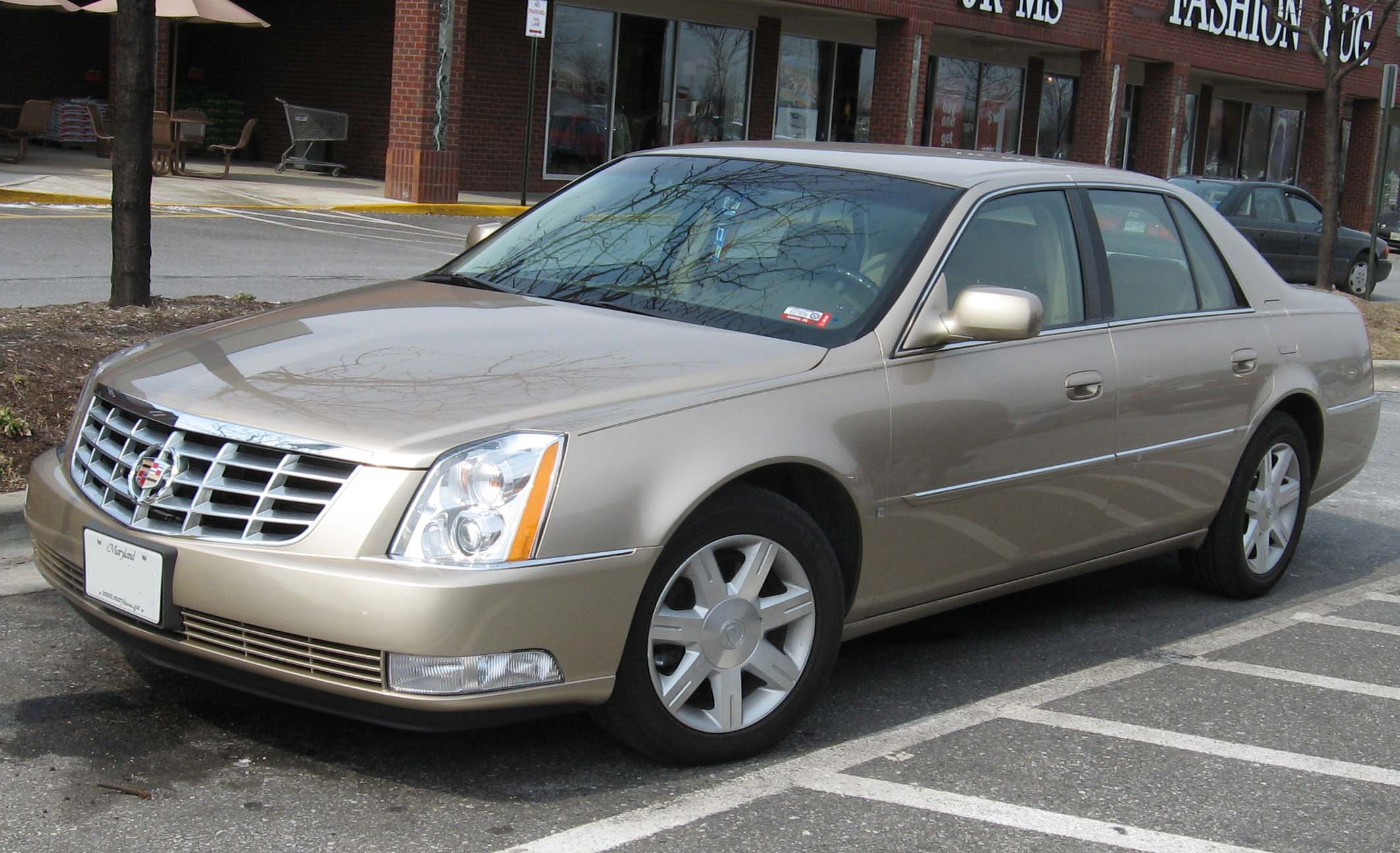
2007 DTS
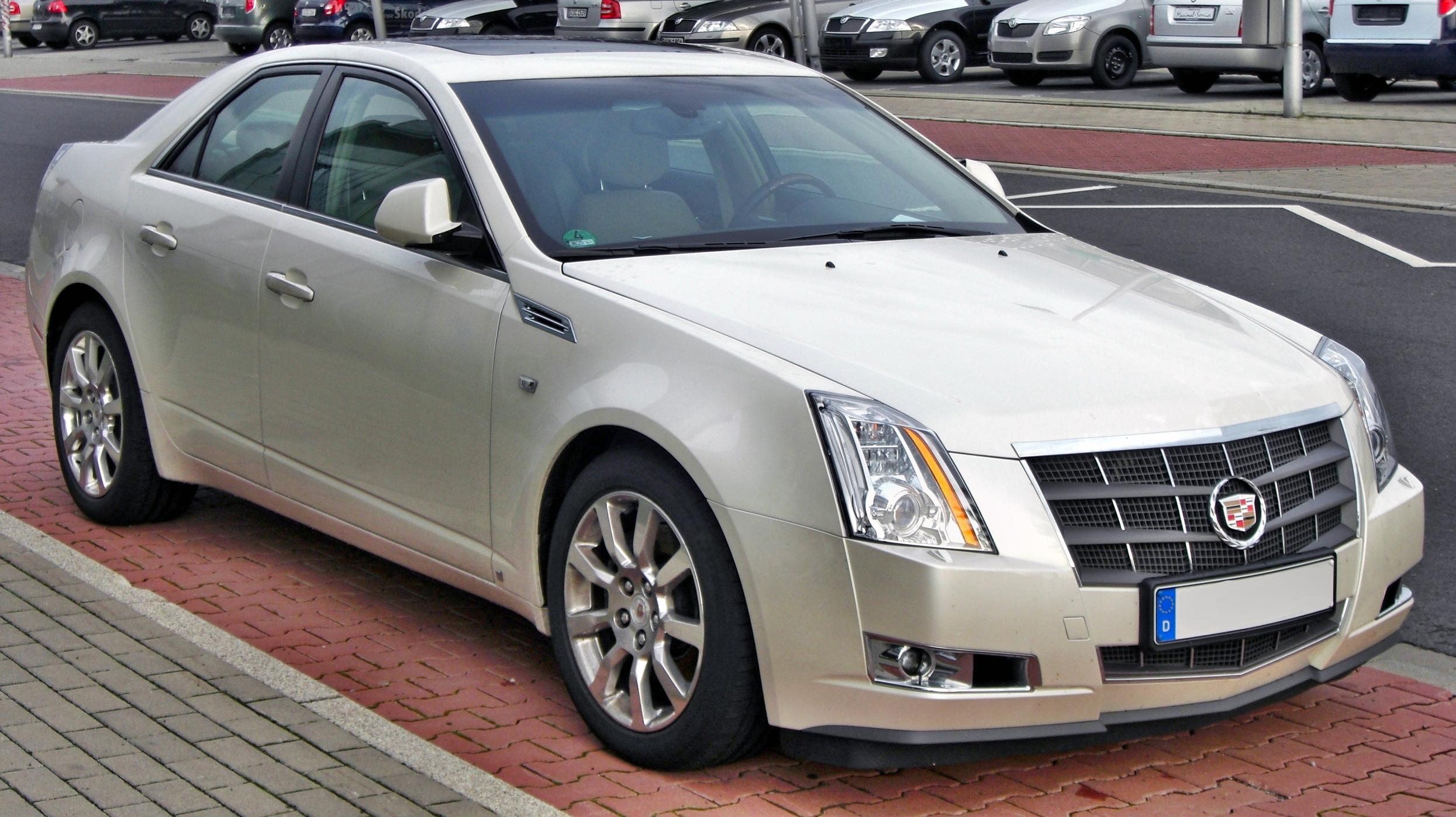
2008 CTS
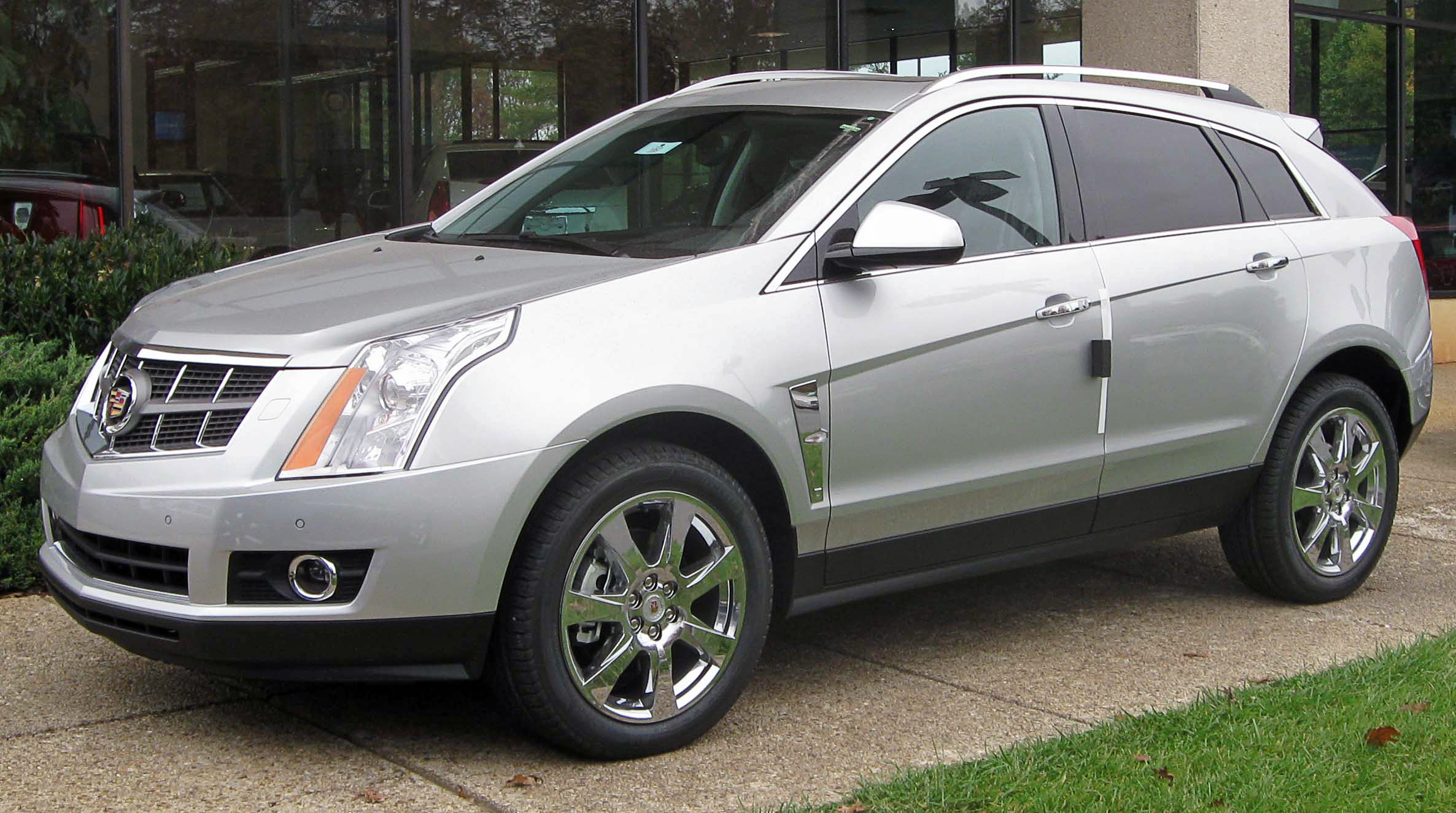
2009 SRX
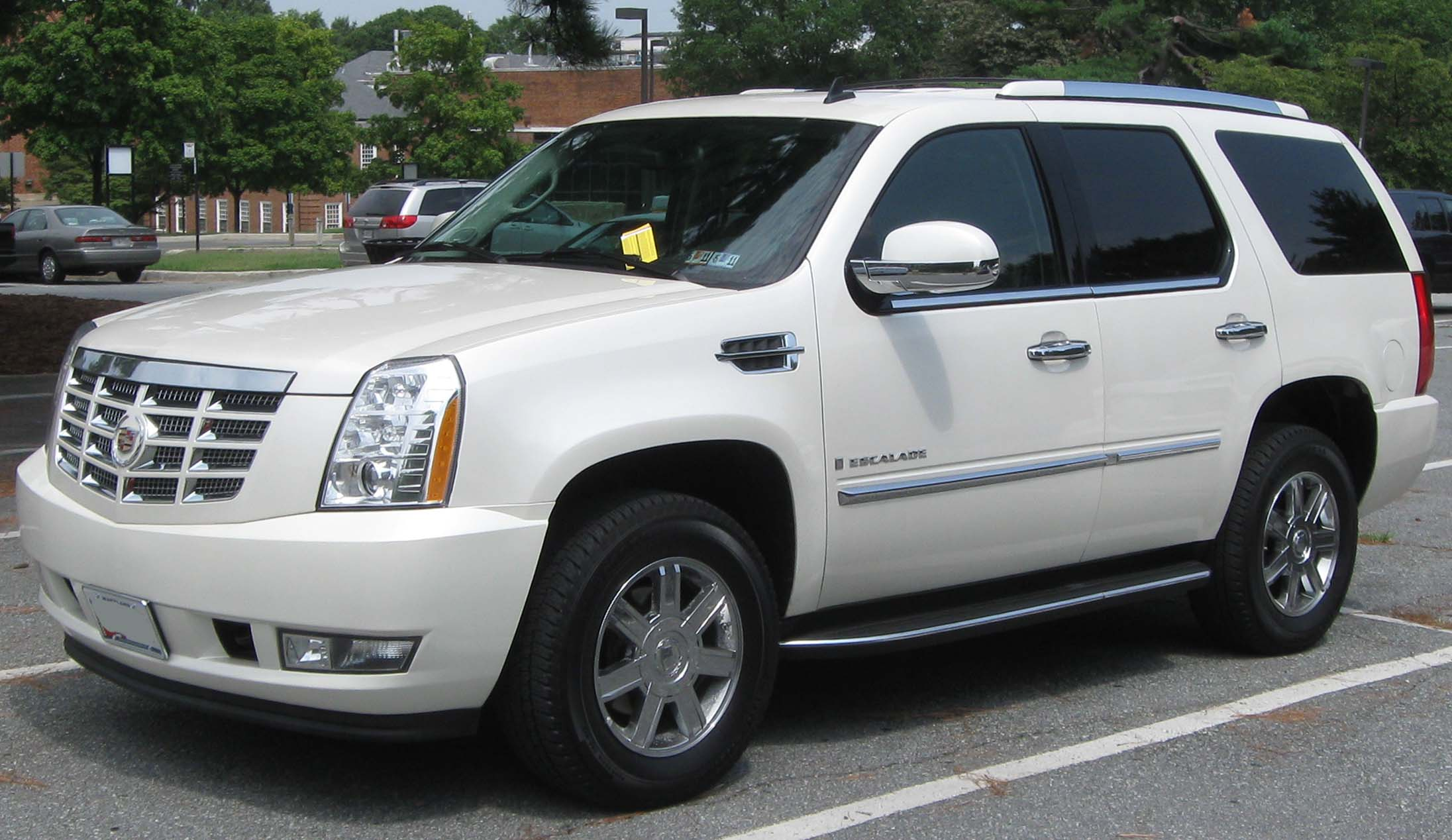
2010 Escalade
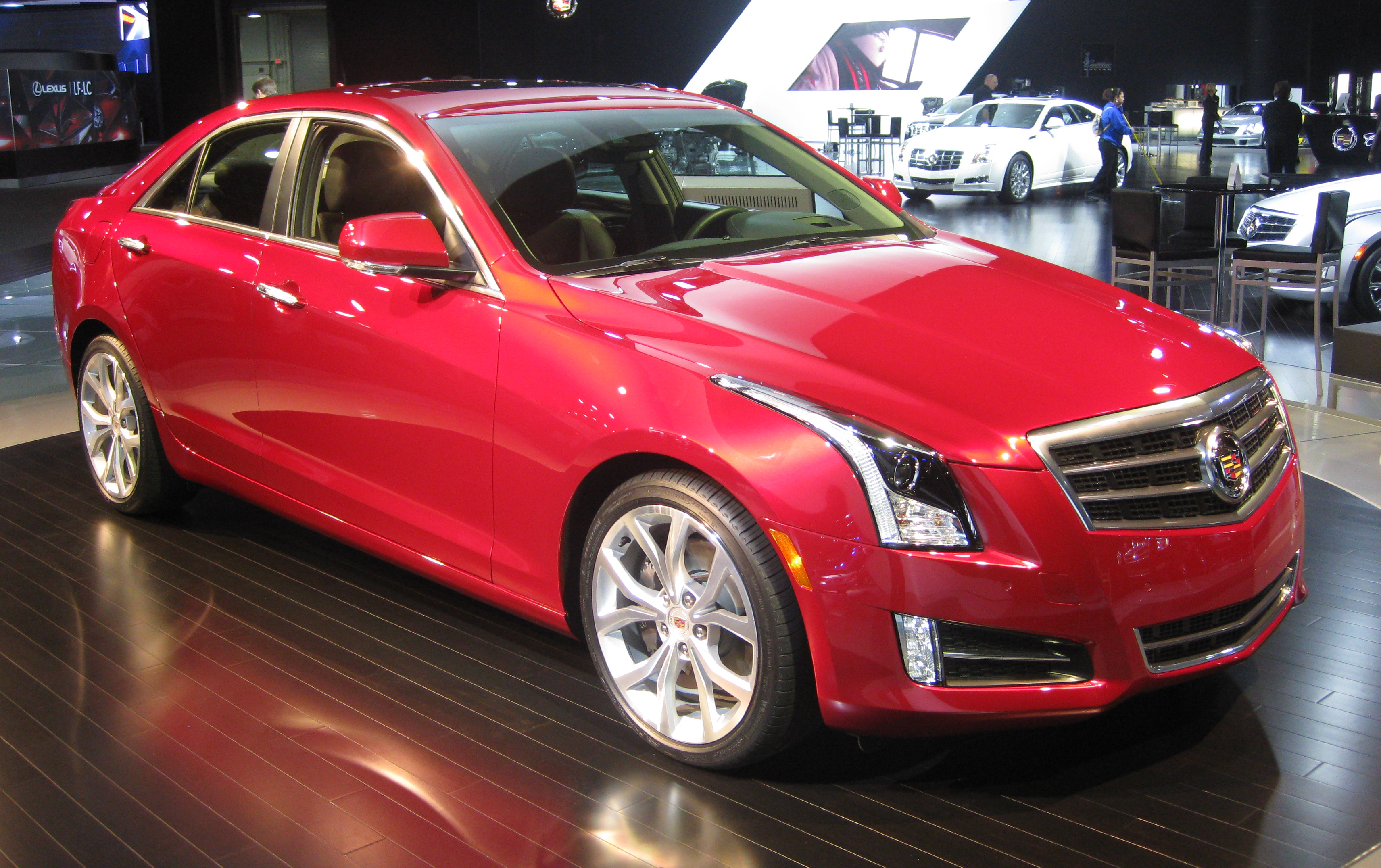
2012 ATS
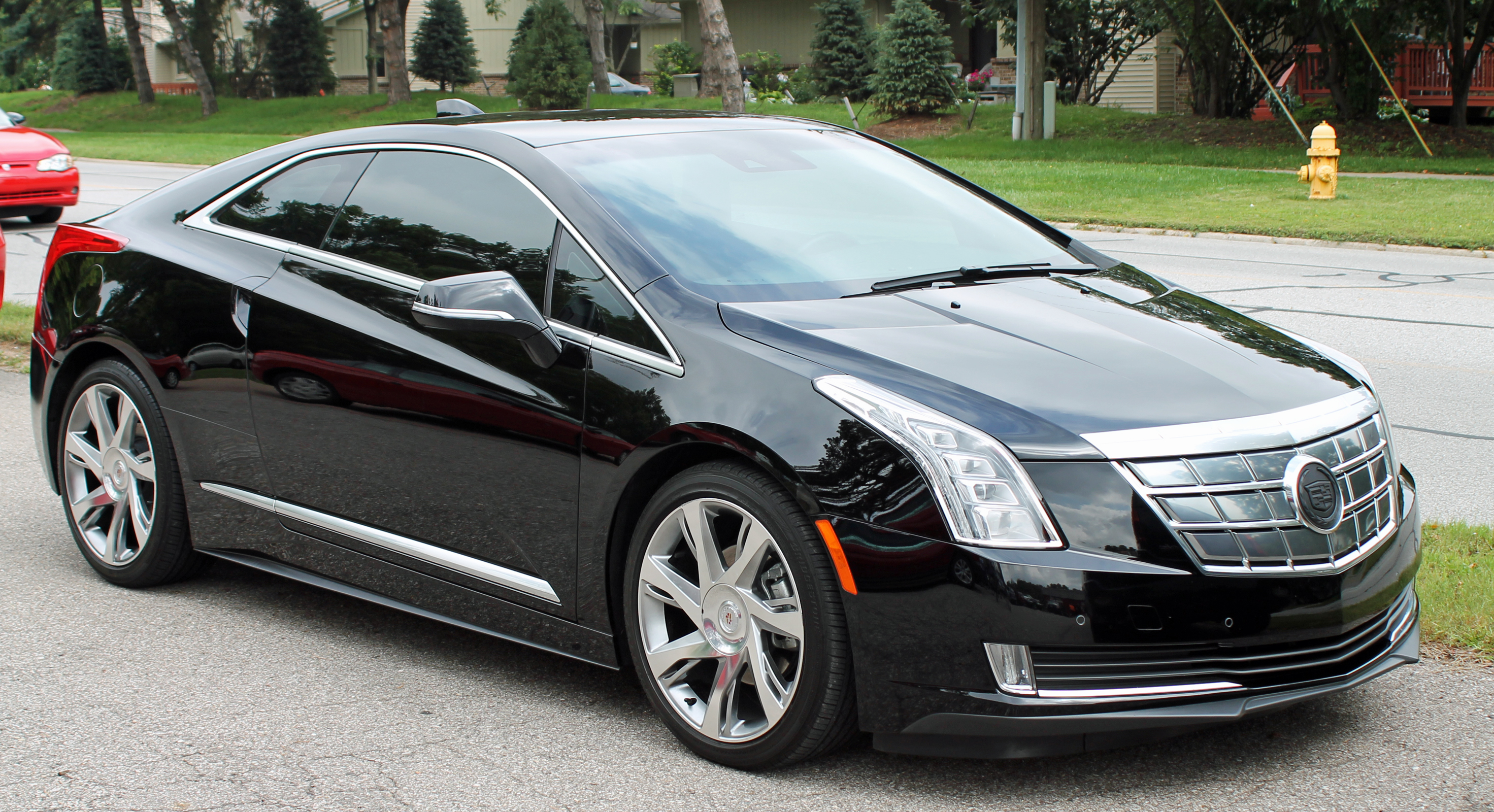
2014 ELR
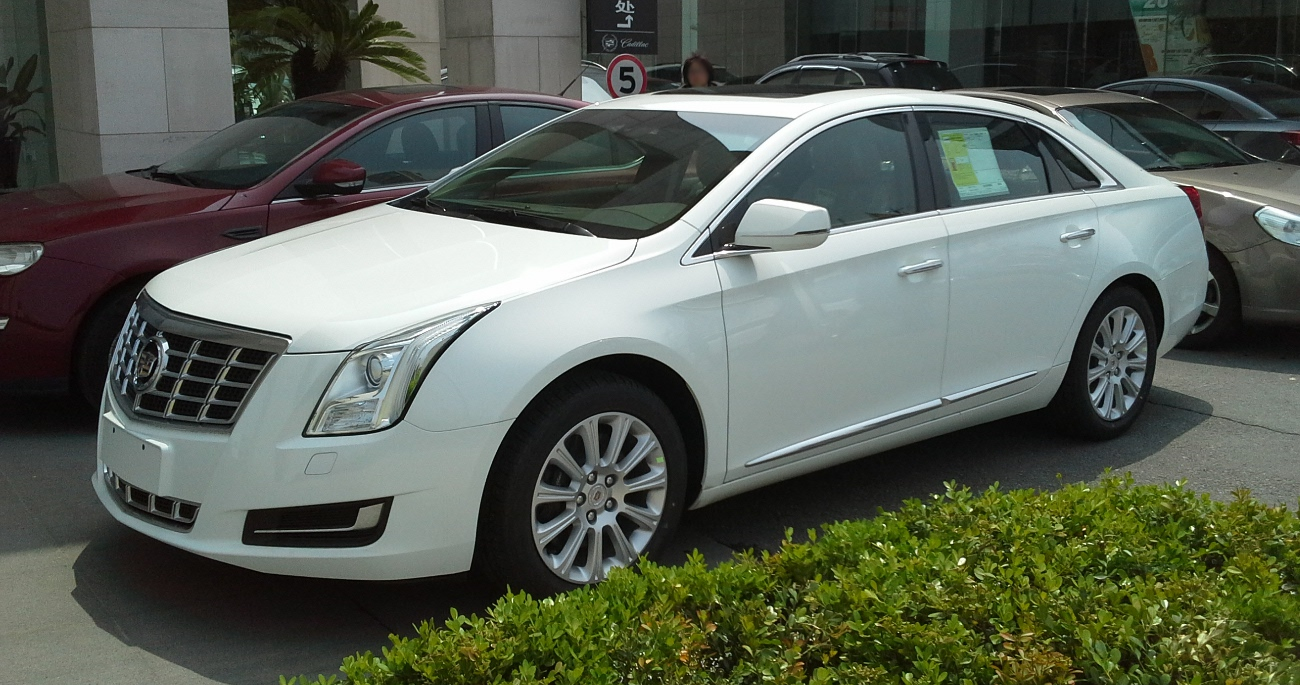
2014 XTS
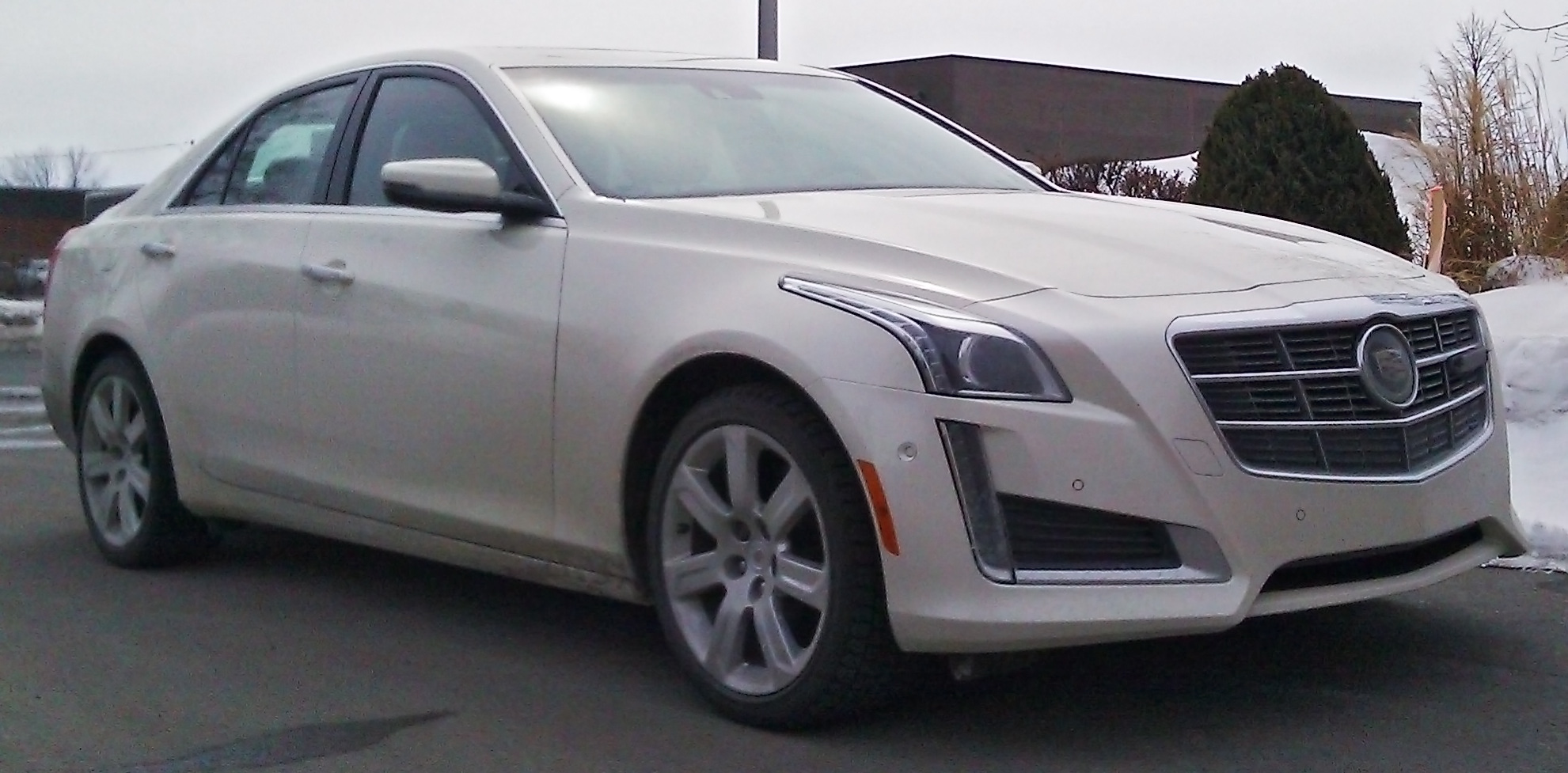
2014 CTS
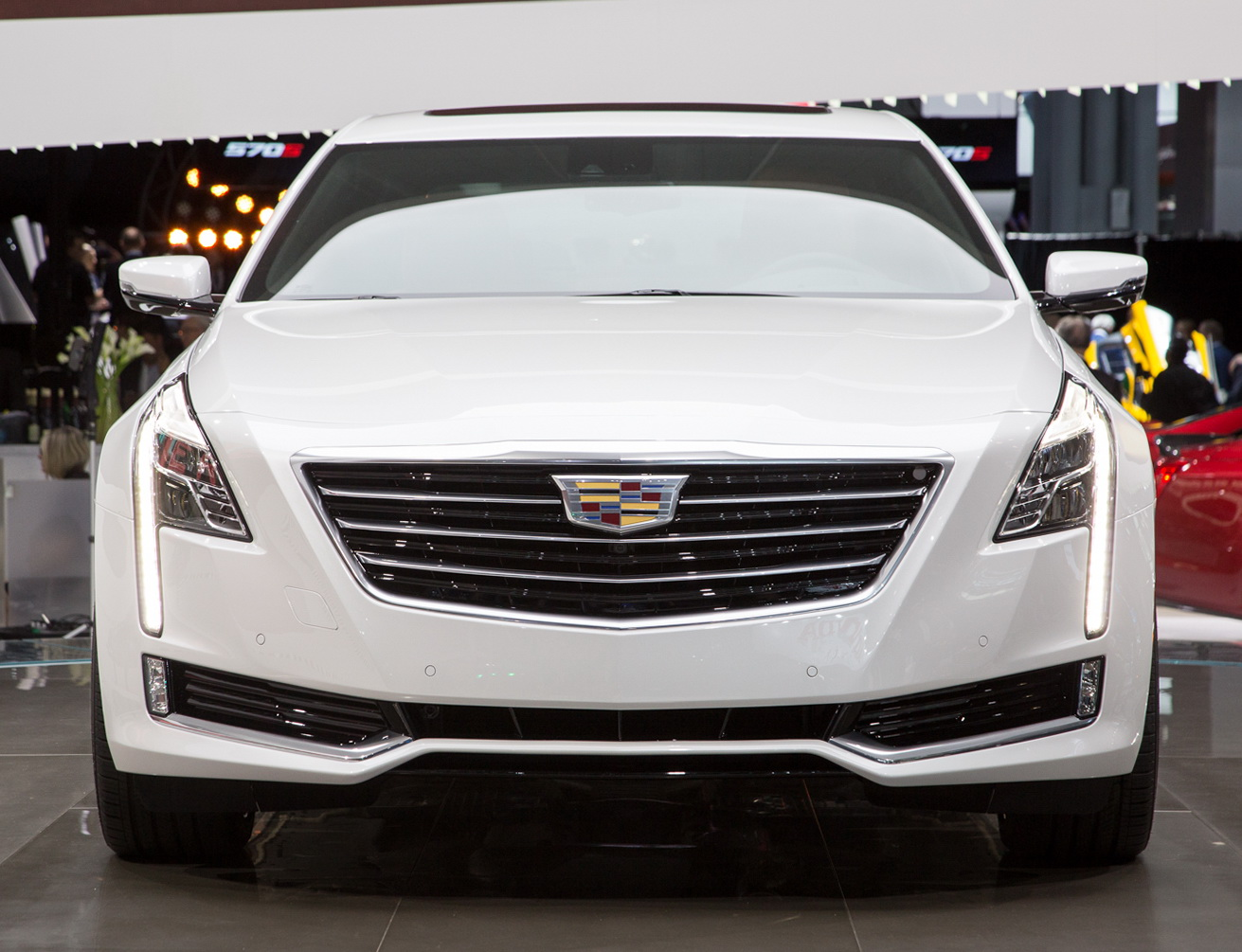
2016 CT6
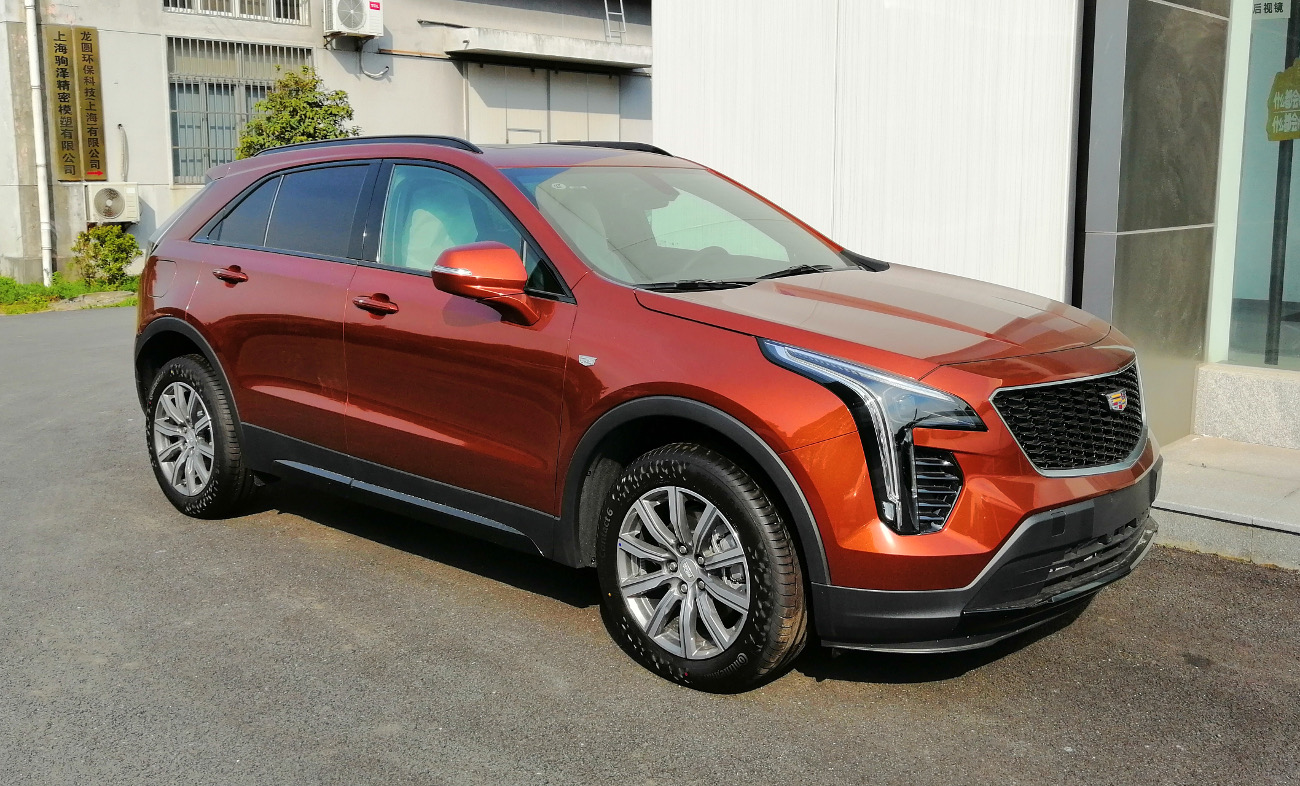
2018 XT4
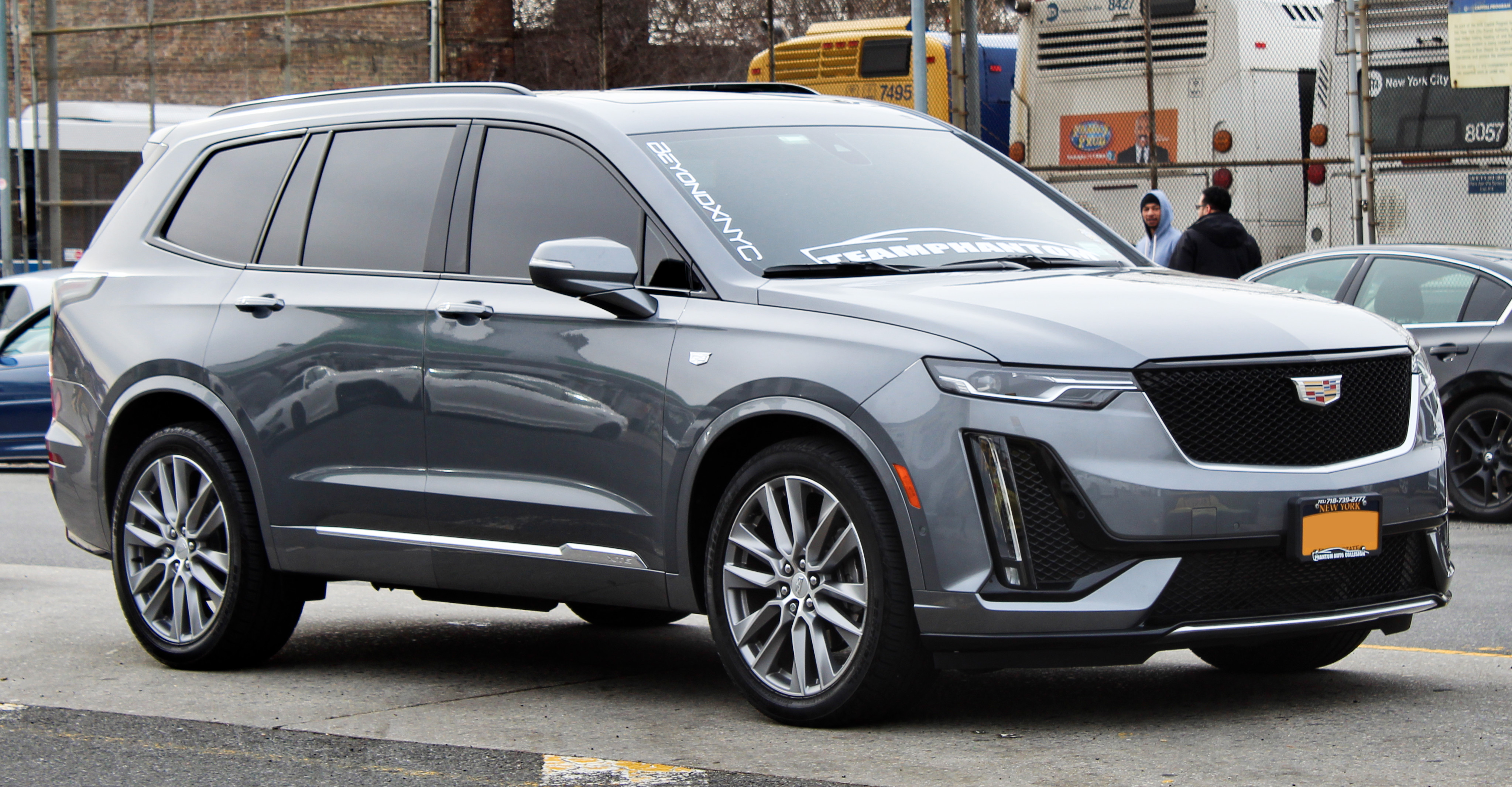
2019 XT6

### 2020-至今
凱迪拉克自2016年逐漸改變品牌形象與定位，除車輛外型設計上的改變外，名字也改以英文+數字的搭配來做車款間的區分，其中CT表示轎車，XT表示休旅車，數字則由小至大表示級距，供消費者在選擇上能更容易地辨識品牌及車款。2020年更新增了多款車型，包括取代CTS的CT5中型豪華轎車，以及取代ATS的CT4緊湊型轎車，並且皆增加了CT4-V和CT5-V的性能版本。
2021年，凱迪拉克推出黑翼(Blackwing)版本系列，包含CT4-V BLACKWING與CT5-V BLACKWING，CT4-V BLACKWING 搭載了3.6升6速手排(同時也有10速自排可選擇)，472匹馬力，0-100公里加速僅需3.9秒；而CT5-V BLACKWING 則搭載6.2升V8引擎，同樣也有6速手排與10速自排選擇，668匹馬力，0-100公里加速更是縮短至3.4秒。
2022年，凱迪拉克推出了全新性能版休旅車Escalade-V ，搭載6.2升機械增壓V8，馬力為682匹，0-100公里加速僅需4.4秒。另外也推出品牌全新電動車LYRIQ以及概念車Innerspace ，10月更是發表了首台純電大型豪華轎車Celestiq，造型設計獨特，採全手工訂製生產，預計2024年推出，價格高達300,000美金。

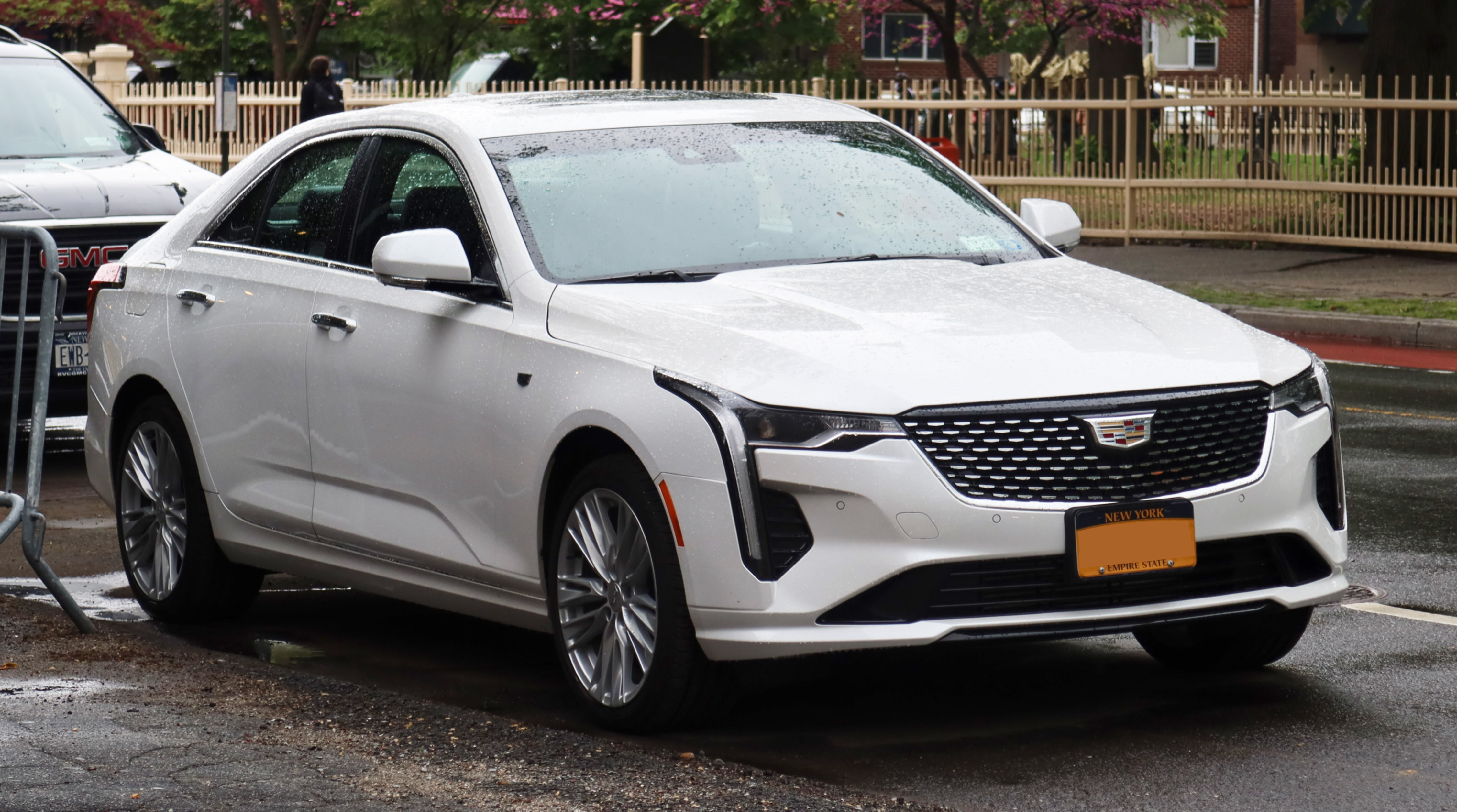
2020 CT4
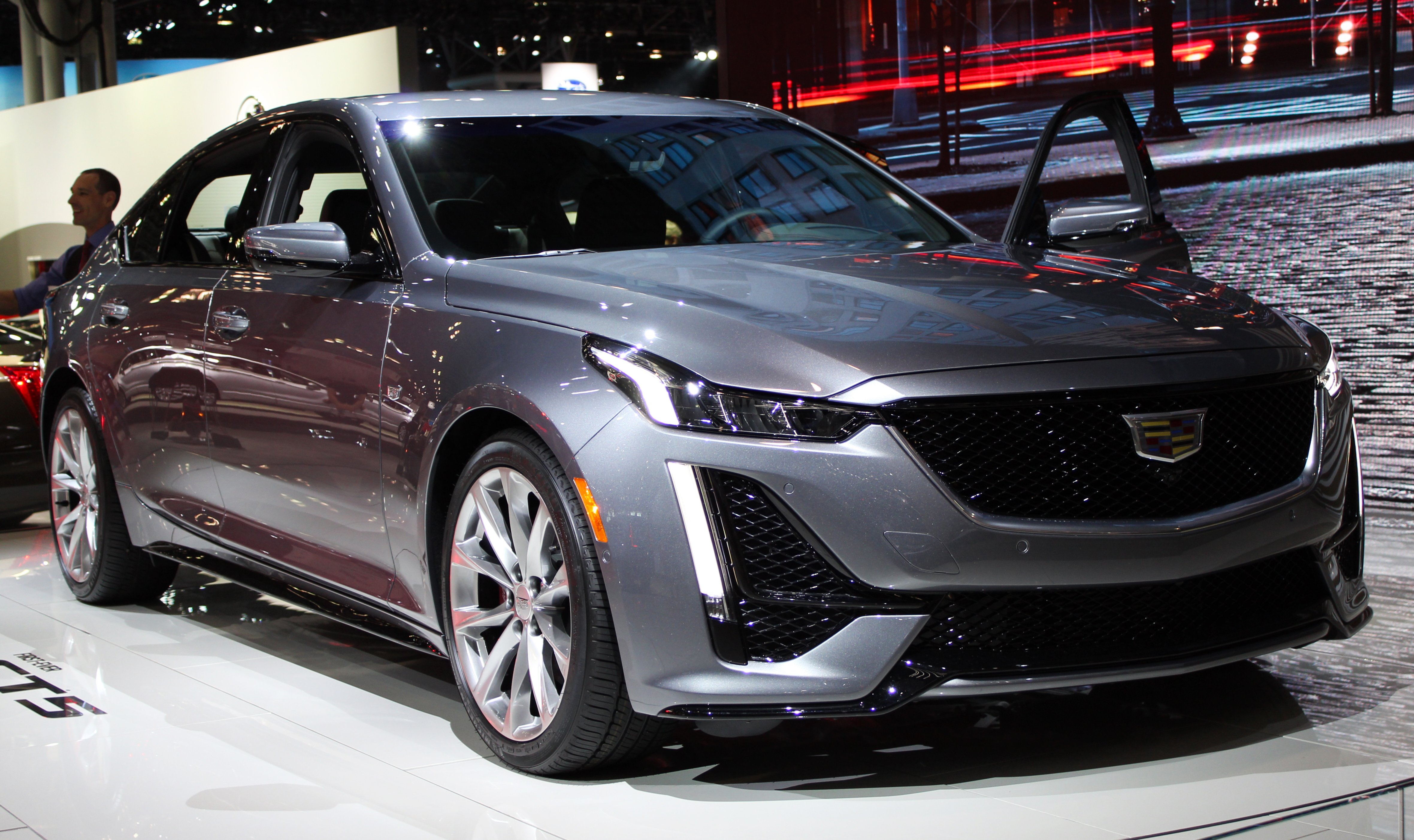
2020 CT5
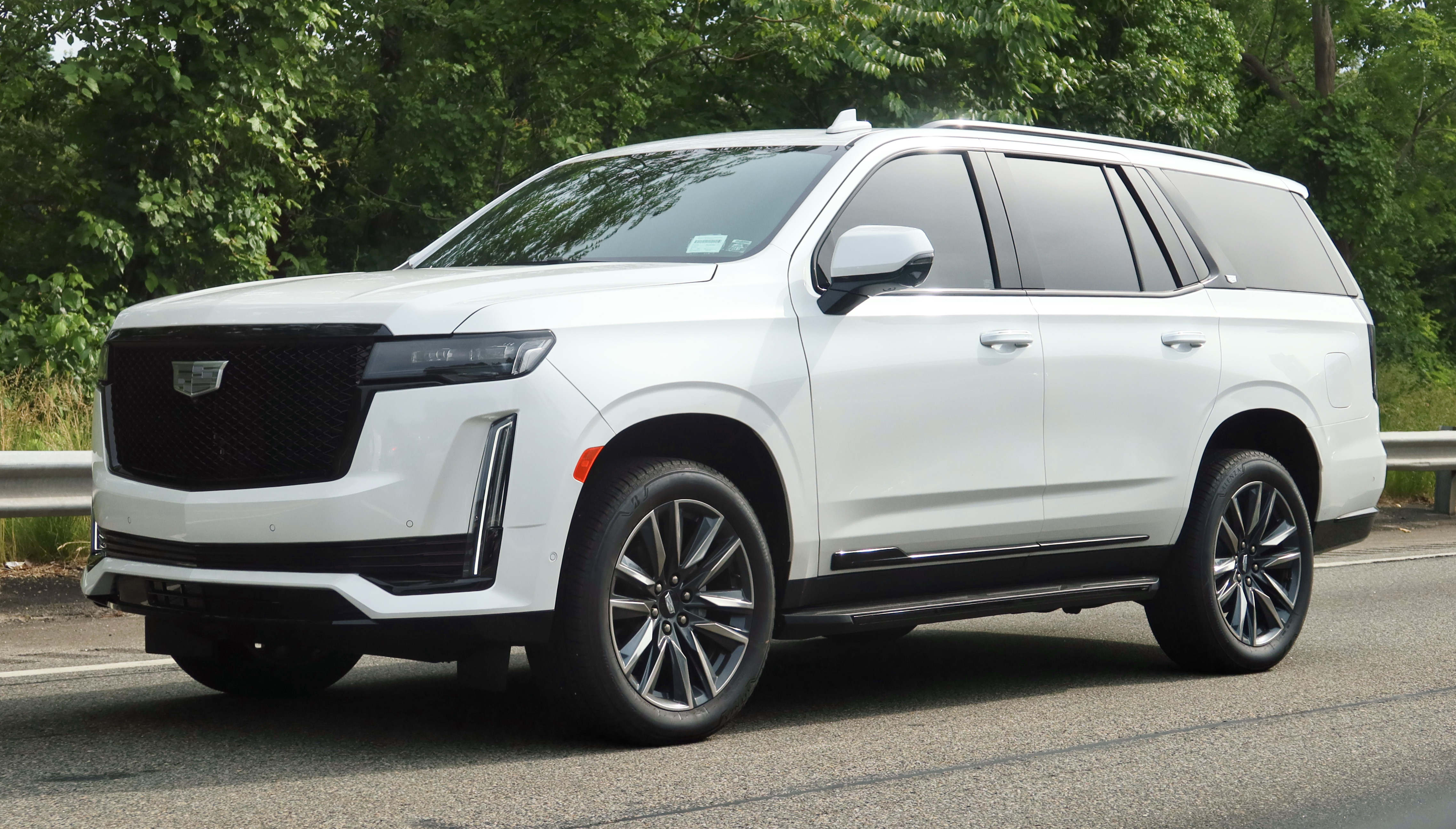
2021 Escalade
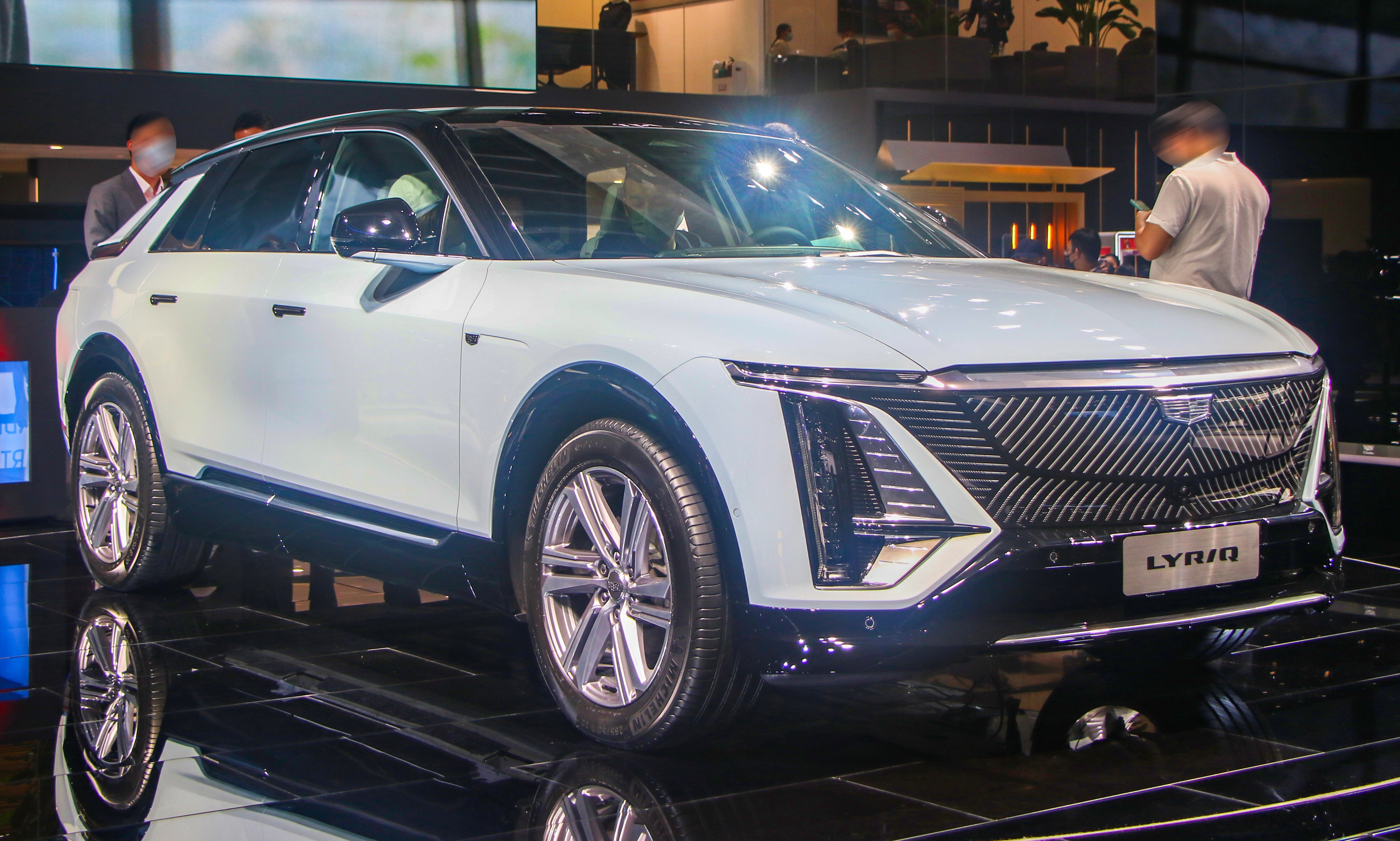
2021 LYRIQ

## 跑車及賽事
凱迪拉克性能品牌詳見凱迪拉克V系
早期在第二次世界大戰爆發之前，凱迪拉克參加了各種類型的賽車運動，到20世紀60年代，隨著石油危機與商業考量，逐漸退出賽車市場。2000年，凱迪拉克為美國利曼Northstar LMP賽車。但該原型車並非成功，隨後退出了該系列賽事。

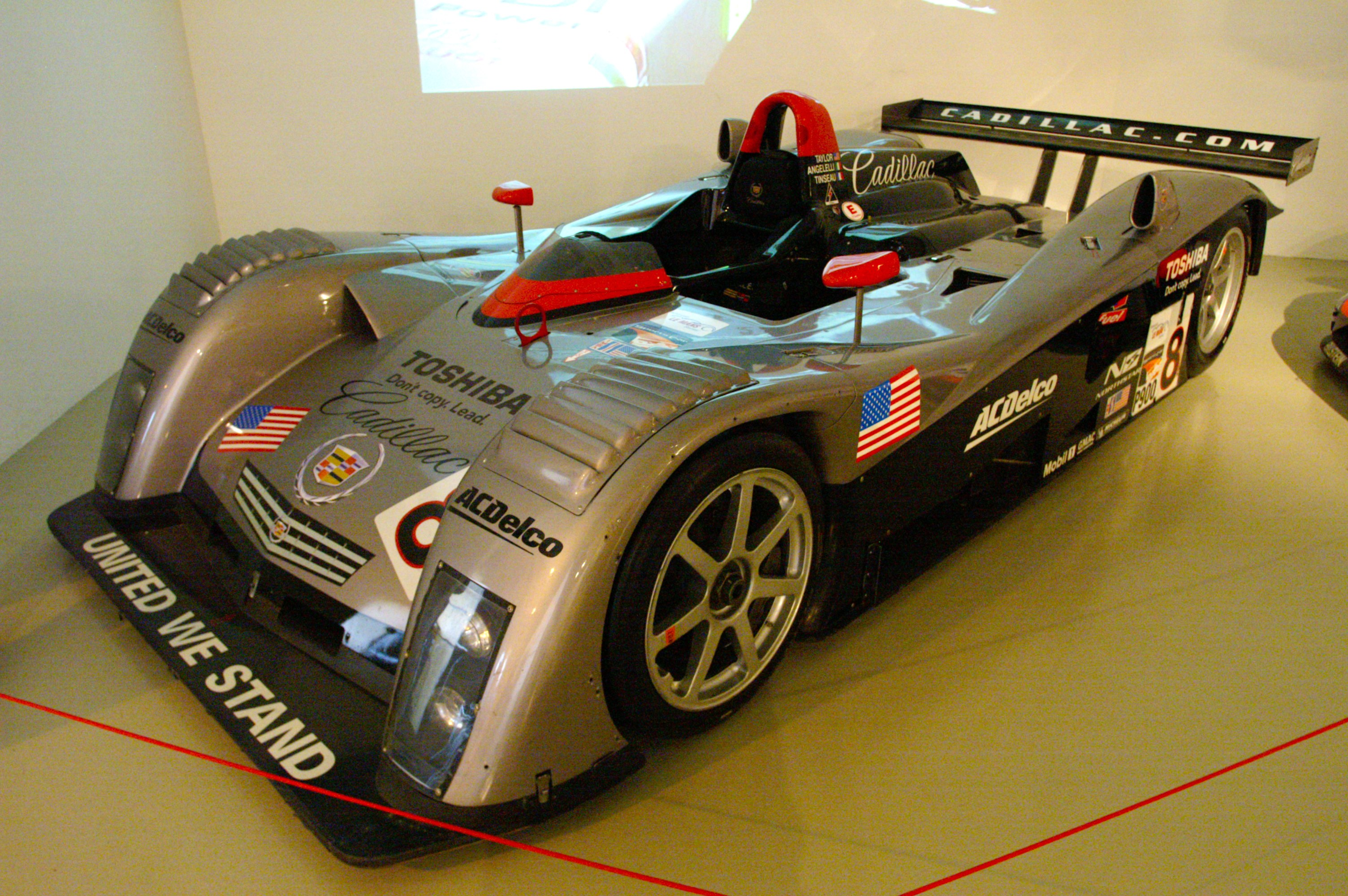
北極星 LMP 900

2003年，凱迪拉克成立V系列部門，專門針對旗下車款進行高性能的調整配置，對手直接指向了寶馬M系和賓士AMG等競爭對手。
2004年，凱迪拉克根據CTS車款打造性能版的CTS-V，配備了雪佛蘭科爾維特5.7升OHV LS6 V8引擎，轉速於6000rpm時可產生400匹馬力（298 kW）的功率，於4800rpm時產生536牛頓米的扭矩。
2006年更是更新至6.0升OHV LS2 V8引擎，雖然瑪莉相同，但隨著排氣量增大，扭距範圍也將更寬闊。
2009年，凱迪拉克推出了二代CTS-V，另外還有雙門以及五門旅行車版本，並於紐柏林北環賽道上刷出最速單圈7:59.32，破了最速量產型轎車的紀錄，贏得了《CARandDRIVER》的“最佳運動轎車”車手選擇獎，更奠定了凱迪拉克對於性能車款上努力的成果。
2016年，三代CTS-V以及ATS-V一同推出，分別為四門及雙門車款，並於2017年底推出DPi-V.R重返原型車賽事，於WeatherTech跑車錦標賽中取得相當大的成功。

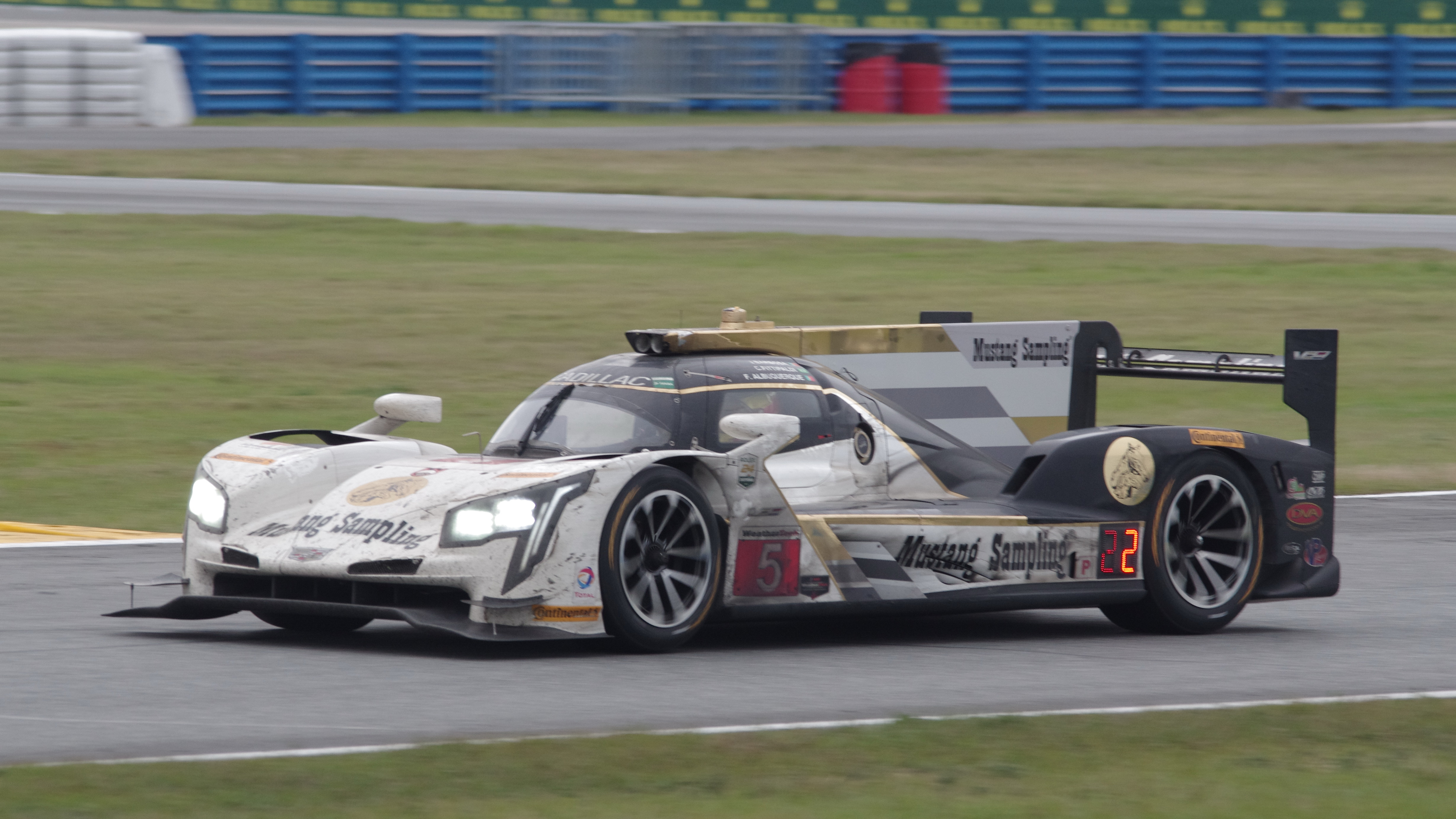
DPi V.R

2018年，凱迪拉克更將旗下大型豪華房車CT6推出性能版CT6-V sport，但隨著汽車市場的改變，大型房車逐漸沒落，2020年CT6-V停止生產，ATS-V與CTS-V也被新車CT4-V與CT5-V所取代，皆提供了6速手排Blackwing版本，2022年，凱迪拉克更宣布Escalade加入V系列，將搭載6.2升 LT4 supercharged V8引擎，預計馬力上看668匹，也成為凱迪拉克首款性能休旅車。
2023年起，凯迪拉克开始参加世界耐力锦标赛原型车组别和IMSA跑车锦标赛，使用由达拉拉制造的凯迪拉克 V系列.R赛车，车队由齐普·甘纳斯车队负责运营。

### 一级方程式赛车
2023年1月5日，凯迪拉克母公司通用汽车宣布，有意与安德烈提环球车队合作，让凯迪拉克品牌进军一级方程式赛车世界锦标赛。凯迪拉克原计划为安德烈提车队生产2028赛季的一级方程式赛车引擎。然而，2024年1月31日，安德烈提F1车队的参赛申请被拒，无法参加2025赛季。事情在2024年年中迎来转机；2024年9月，安德雷蒂环球方面宣布此前与F1方面引发冲突的迈克尔·安德雷蒂将离开一级方程式项目，一级方程式项目将由通用和凯迪拉克领导。11月25日，一级方程式集团宣布通用-凯迪拉克確定将要在2026年赛季加入一级方程式賽車，成为第11支车队。通用-凯迪拉克方面为加入赛事支付了4.5亿美元的利益稀释金。凯迪拉克将在2028年赛季起使用自己研发的动力单元。

## 車種

### 現正販售車型
- 2020–至今 CT4(包含V及BLACKWING版)
- 2020–至今 CT5(包含V及BLACKWING版)
- 2016–至今 CT6(僅剩中國販售)
- 2018–至今 XT4
- 2017–至今 XT5
- 2020–至今 XT6
- 1999–至今 Escalade(包含ESV與V版)
- 2022-至今 Lyriq
- 2023 Celestiq

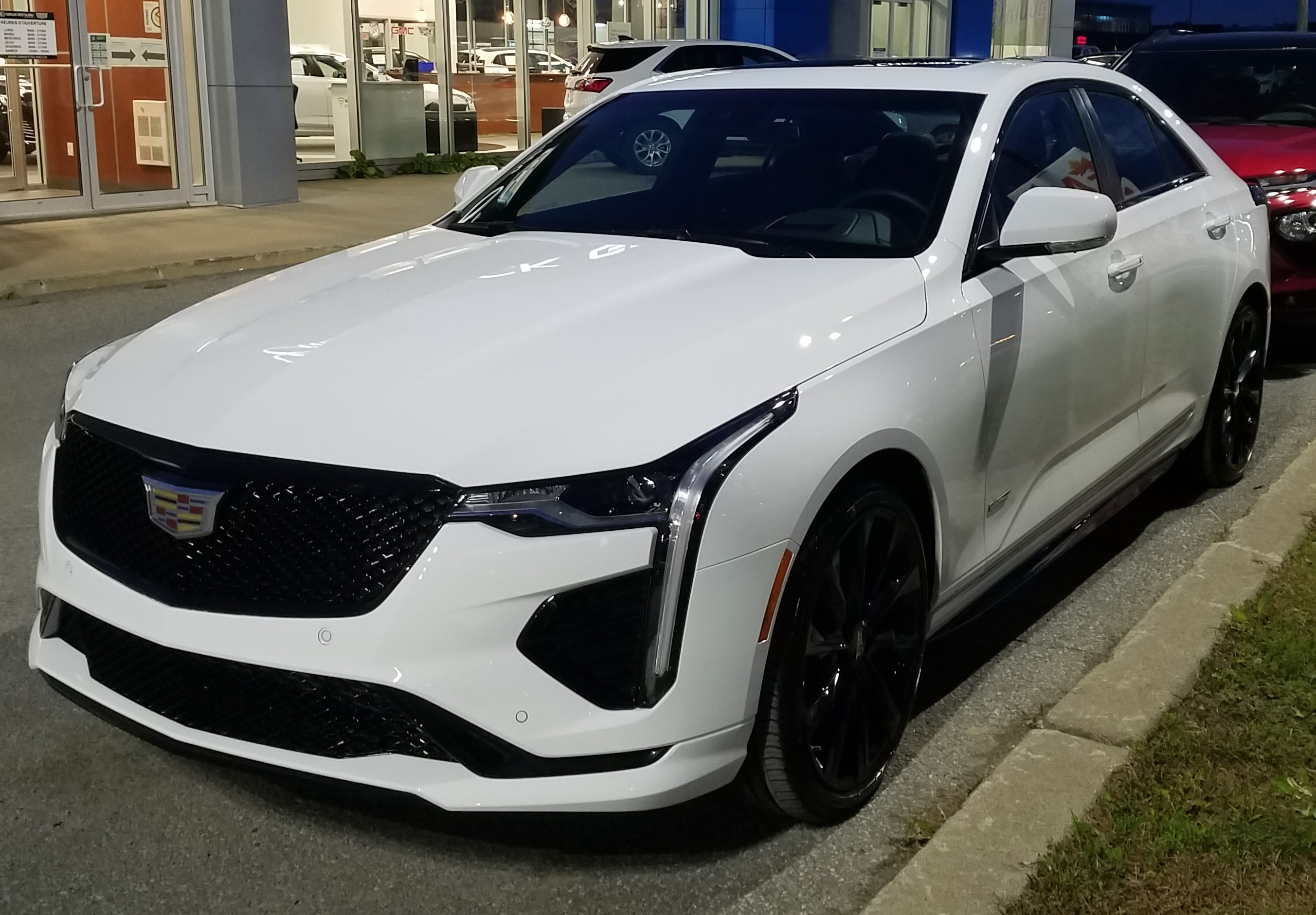
2020 CT4-V
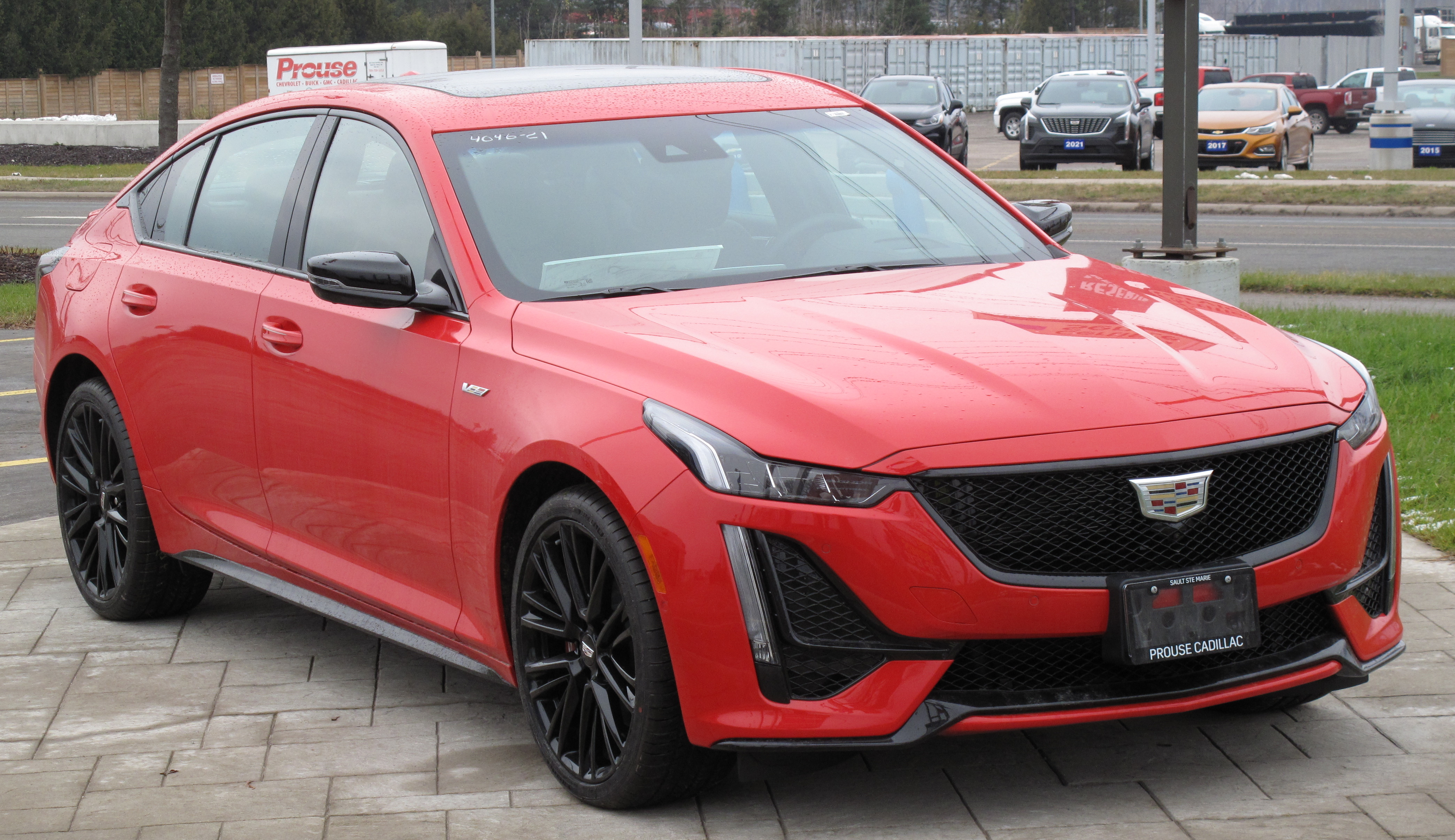
2021 CT5-V
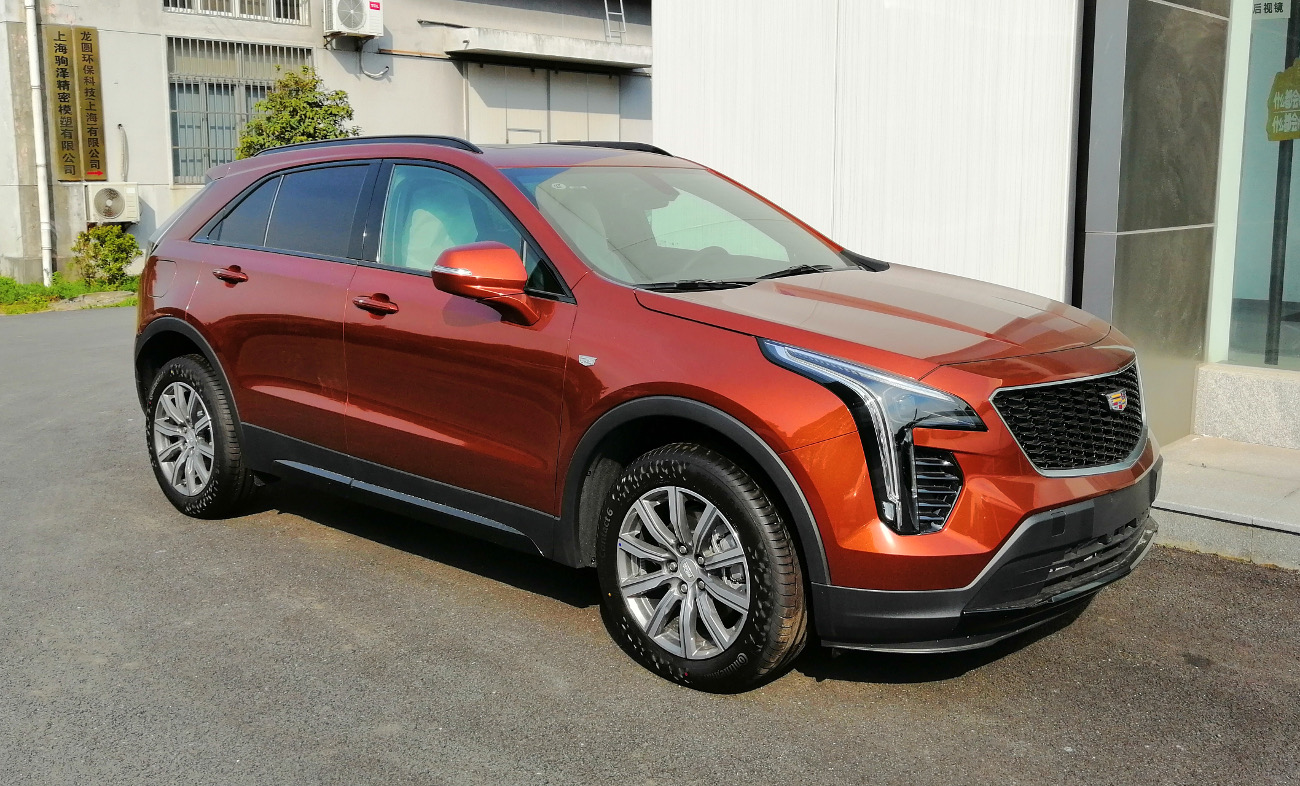
2019 XT4
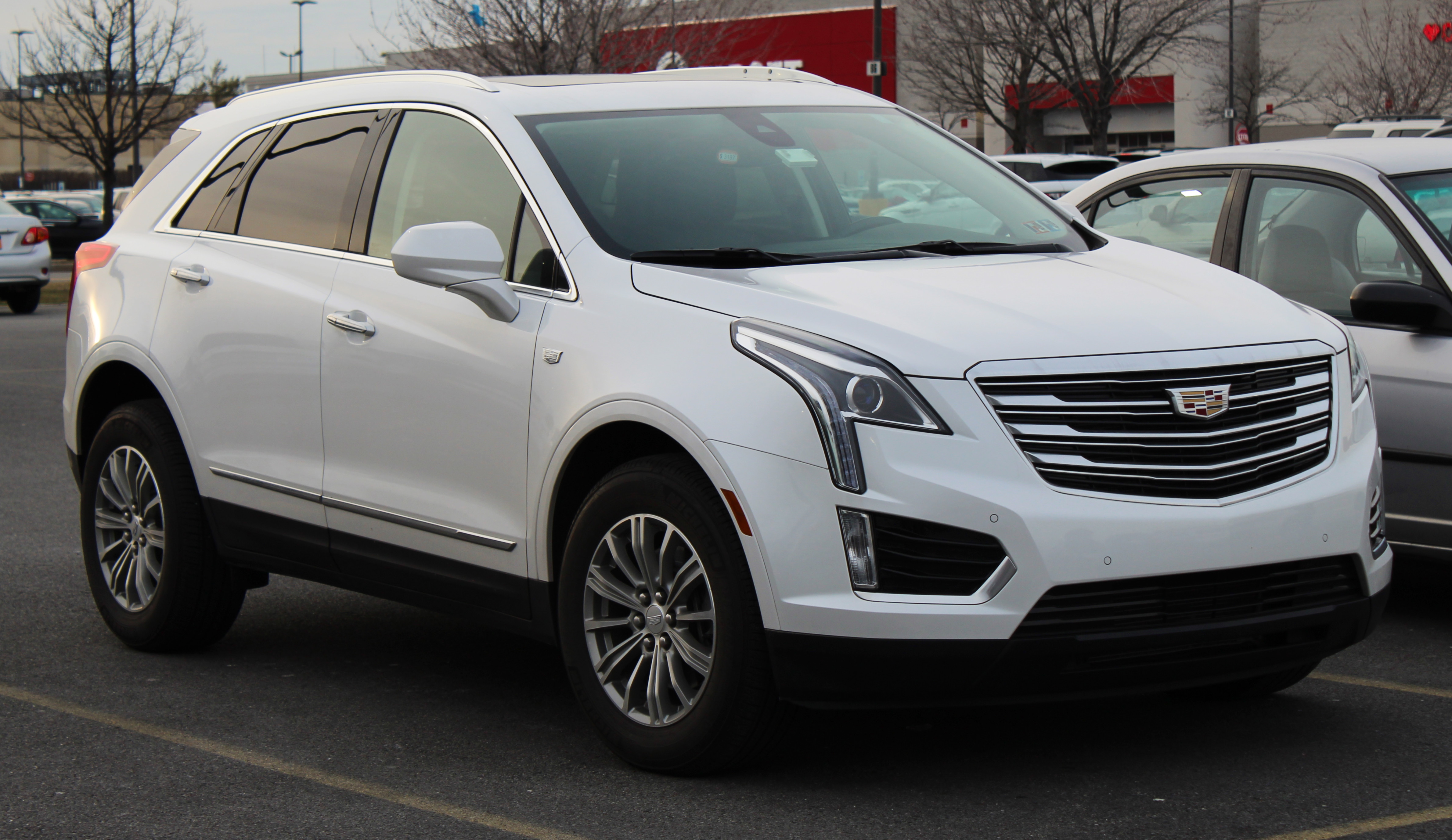
2019 XT5
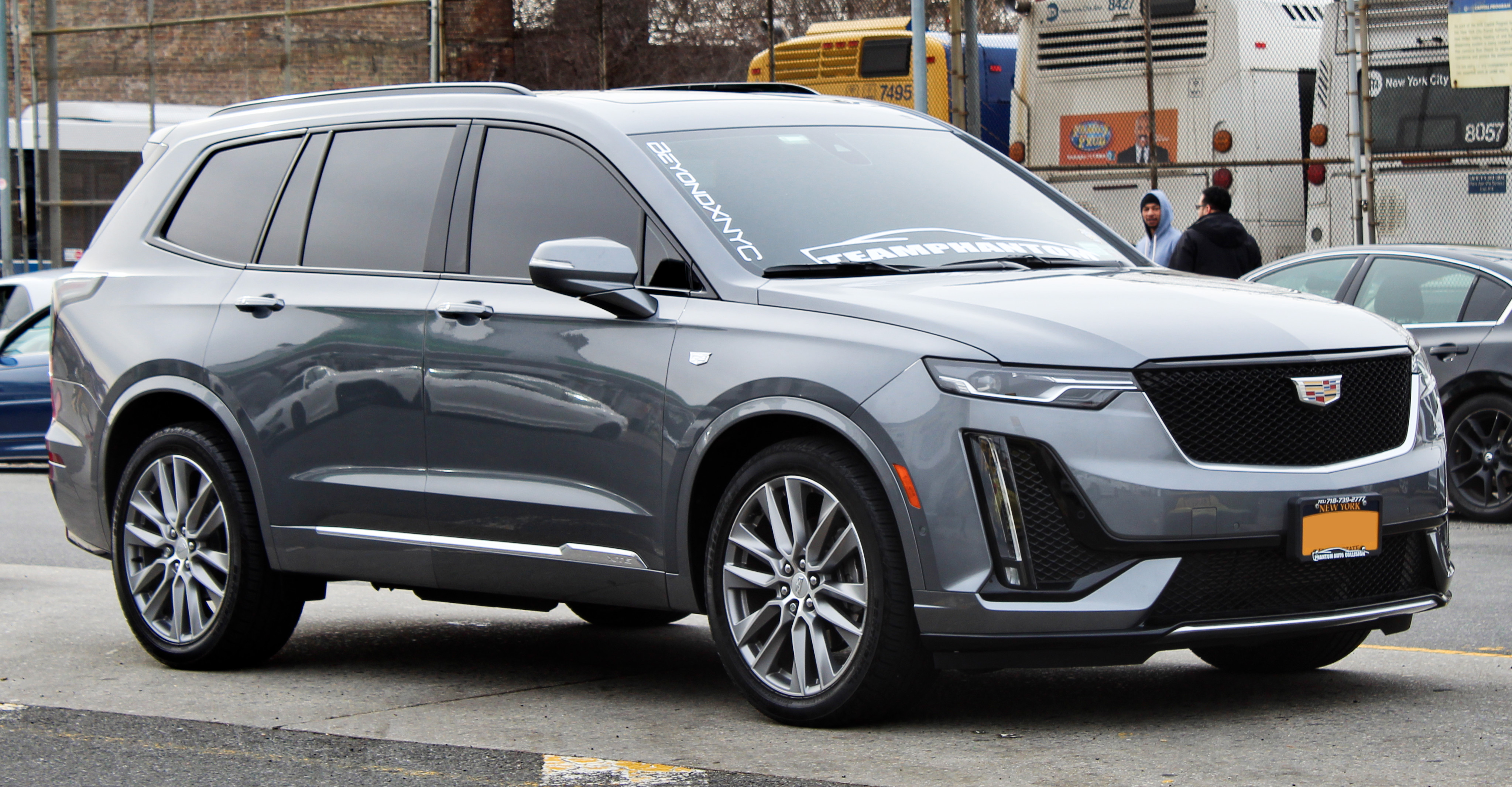
2020 XT6
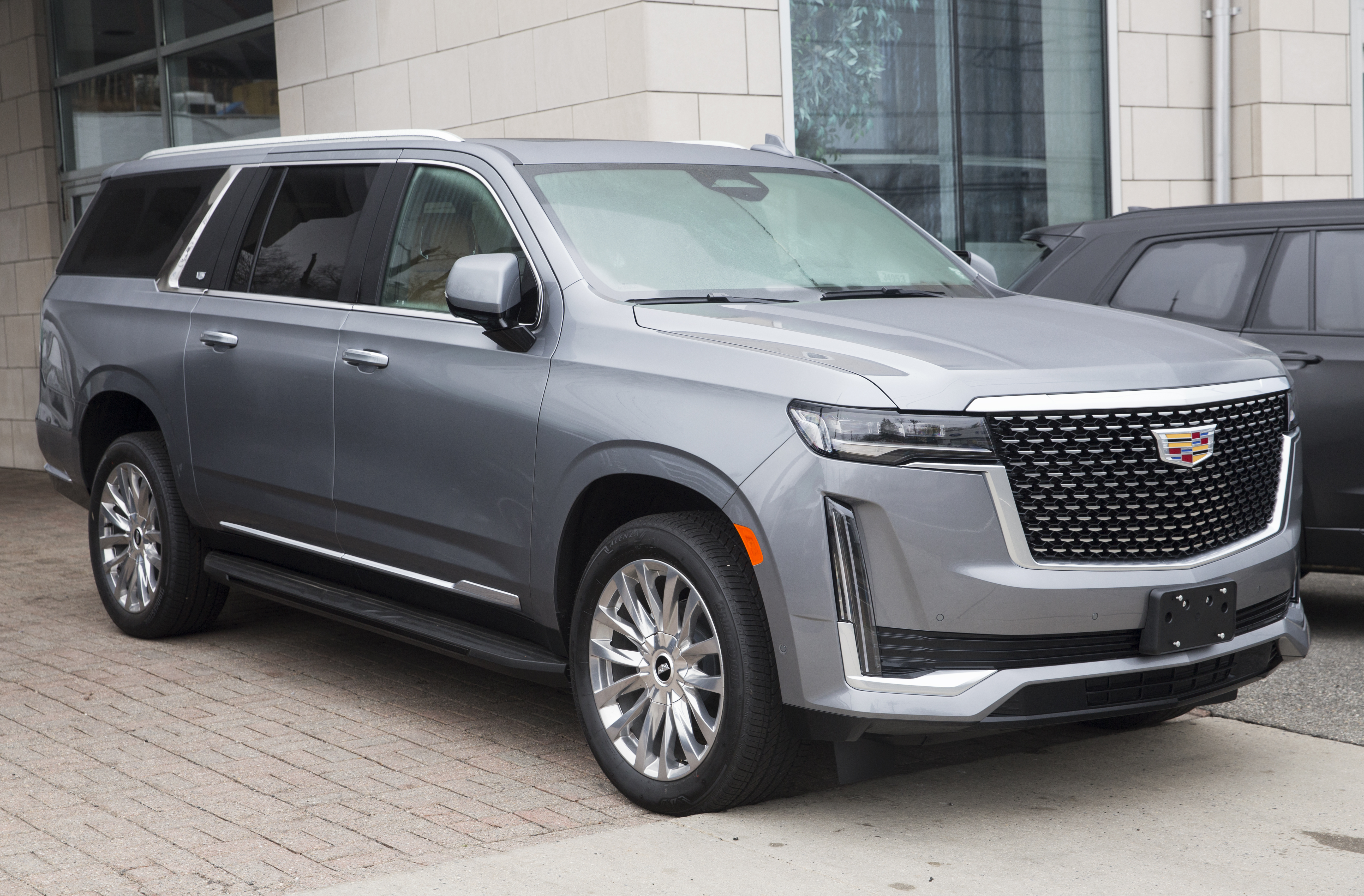
2021 Escalade
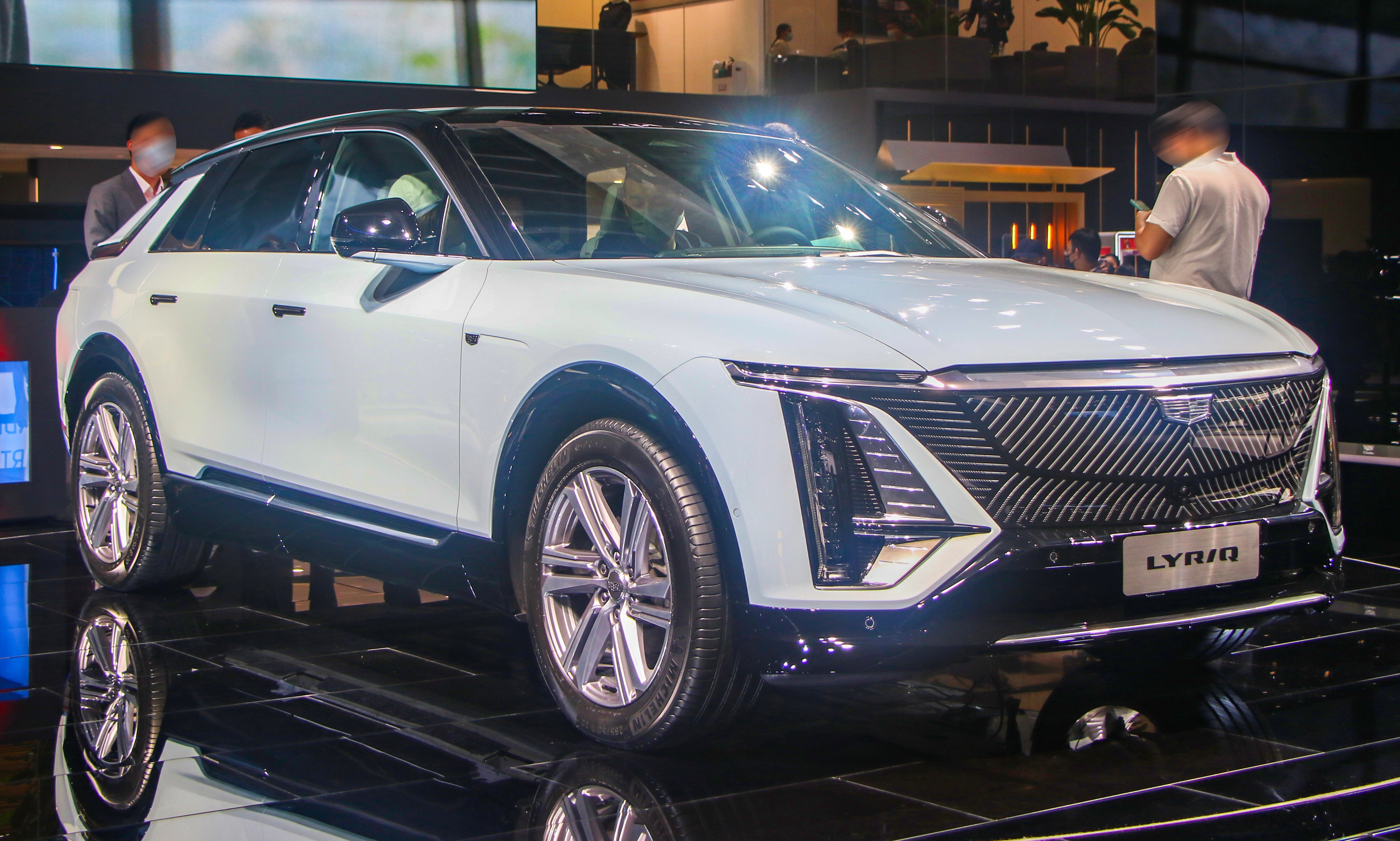
2021 Lyriq

### 賽車
- 凱迪拉克 SCCA CTS-V : 為2004-2007年北美SCCA挑戰賽賽車。搭載5.7升V8、自然進氣、500匹馬力、六速手排
- 凱迪拉克CTS-V Coupe race car: 為2011年北美SCCA挑戰賽賽車。搭載 6.2升V8、機械增壓、556 匹馬力、六速手排[6]
- 凱迪拉克ATS-V.R: 專為國際FIA GT3規格賽事而開發。搭載3.6升V6雙渦輪增壓、600匹馬力[7]
- 凱迪拉克DPi-V.R: 專為北美IMSA WeatherTech跑車錦標賽開發。6.2升V8、中置引擎、自然進氣、600匹馬力
- 凱迪拉克LMDh-V.R : 預計2023年重返利曼的混和動力原型賽車。 [8]

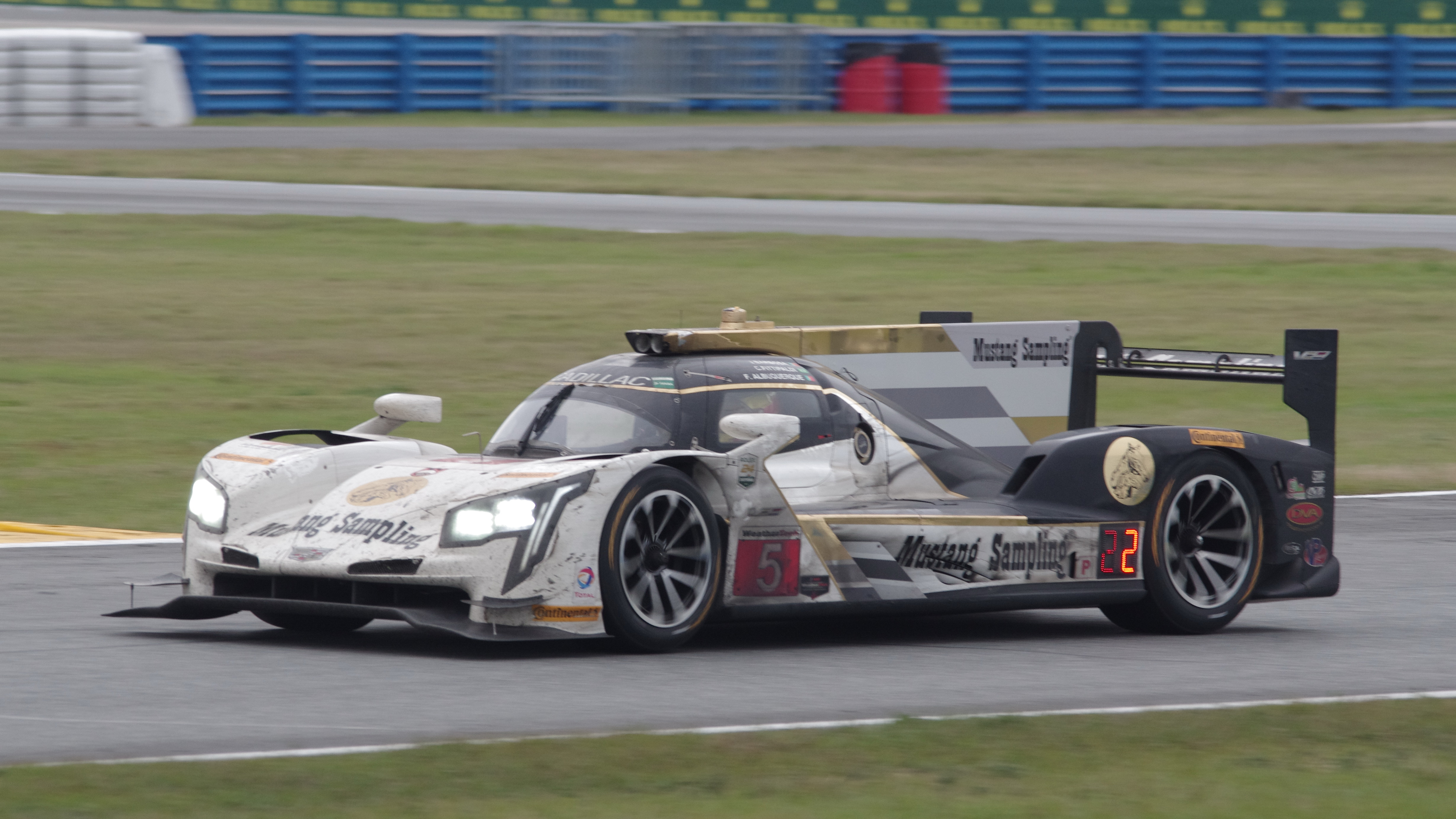
Cadillac DPi-V.R
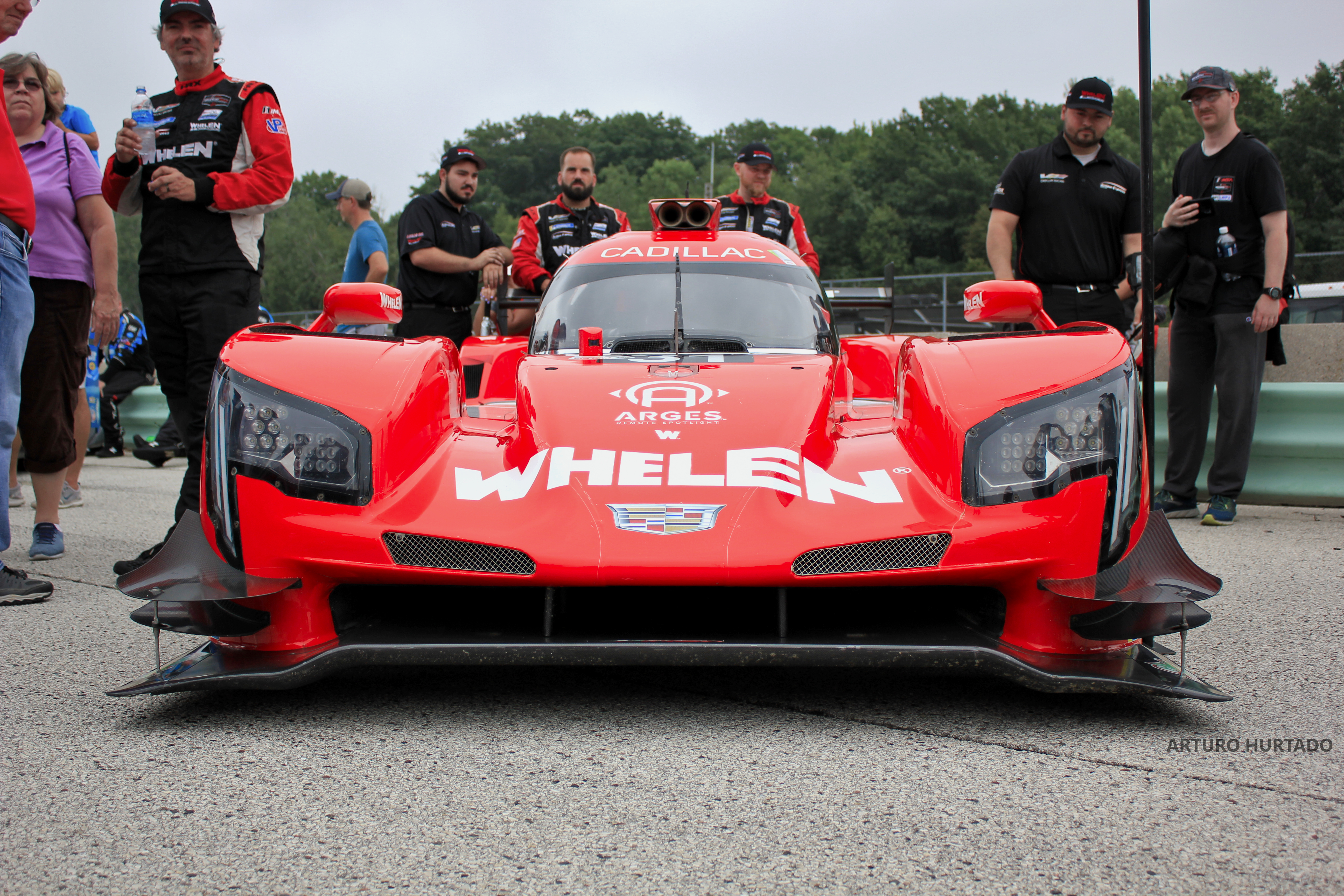
Cadillac DPi-V.R
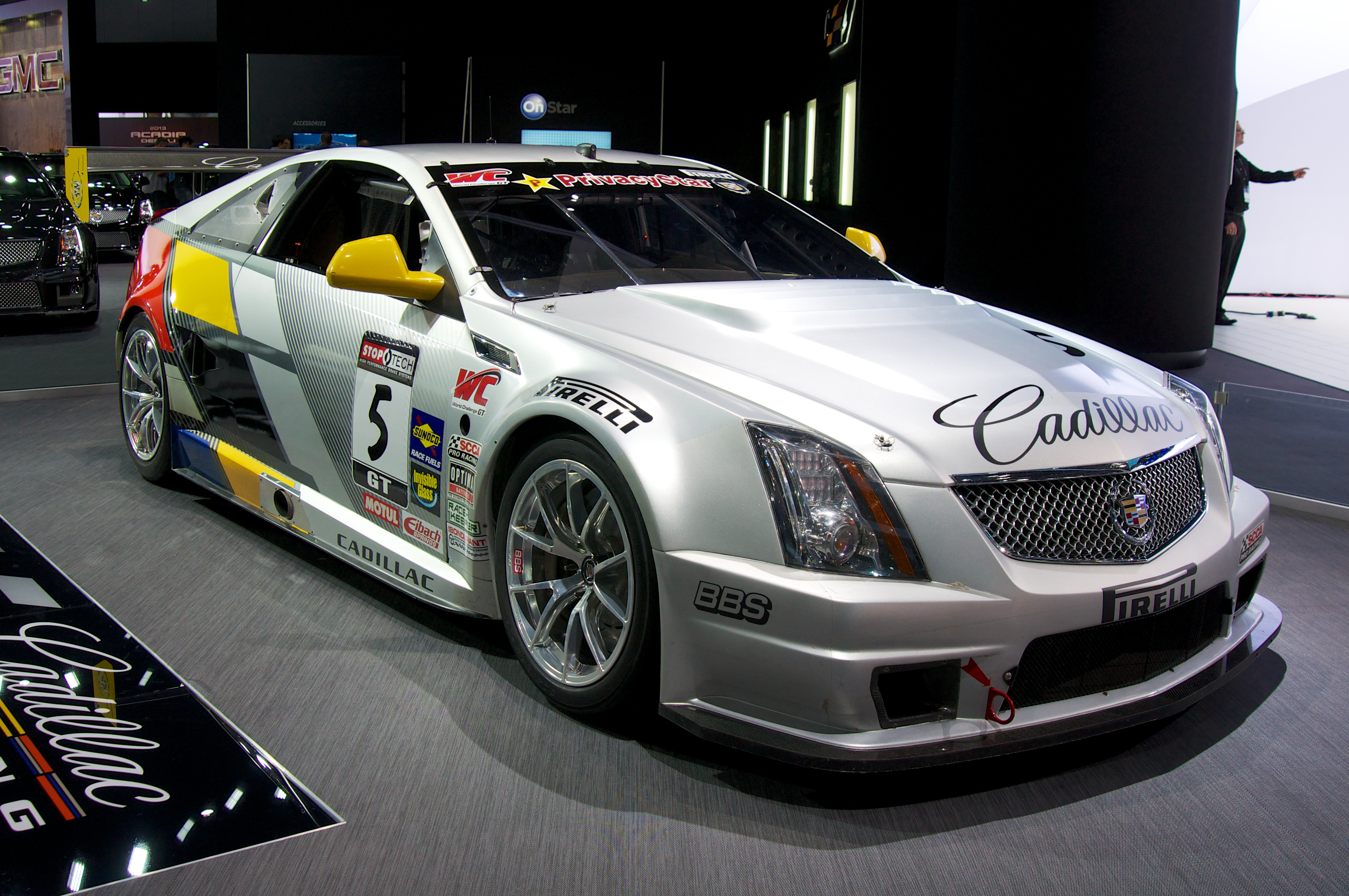
Cadillac CTS-V race car
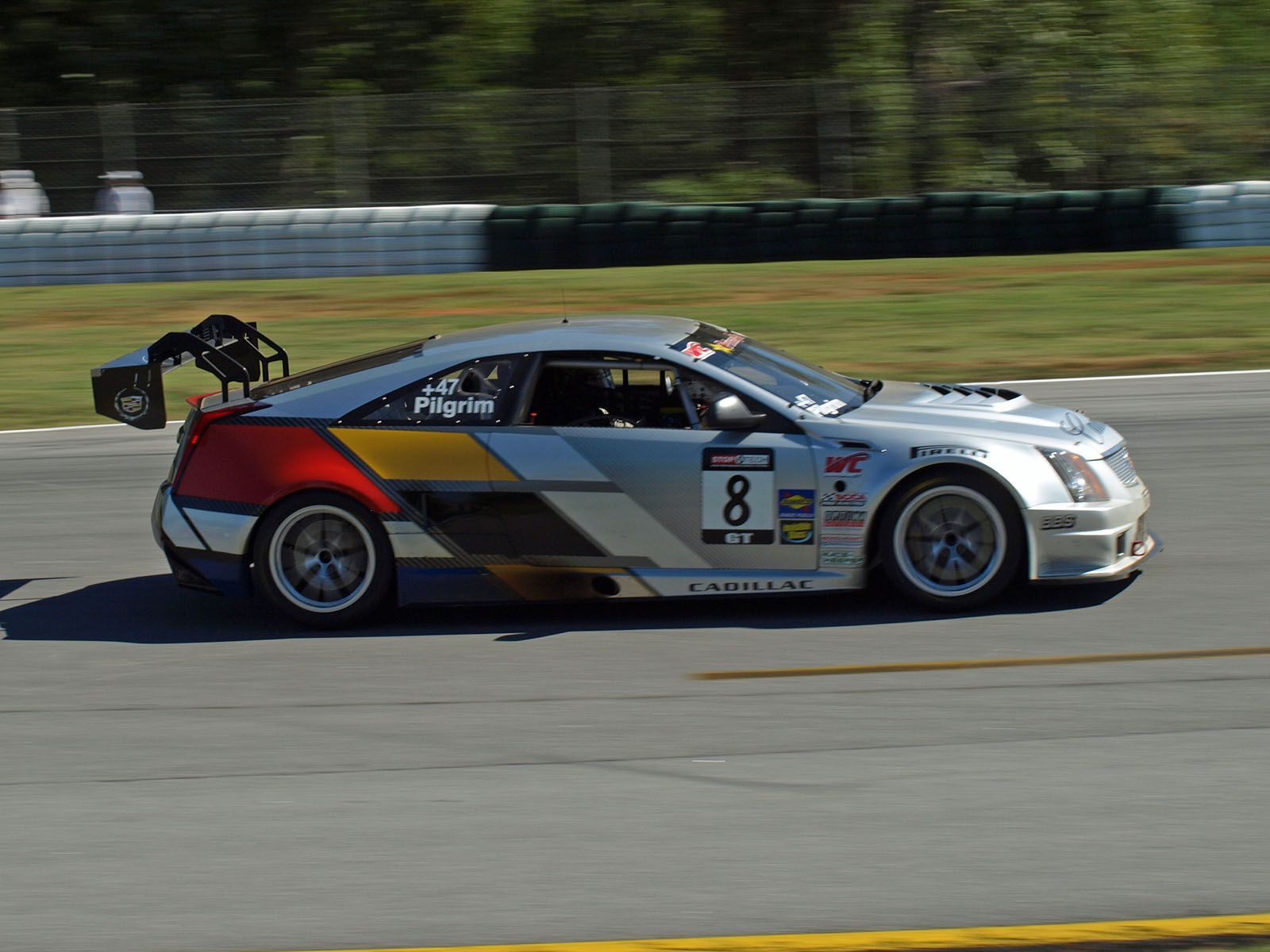
Cadillac CTS-V race car

概念車（較知名）

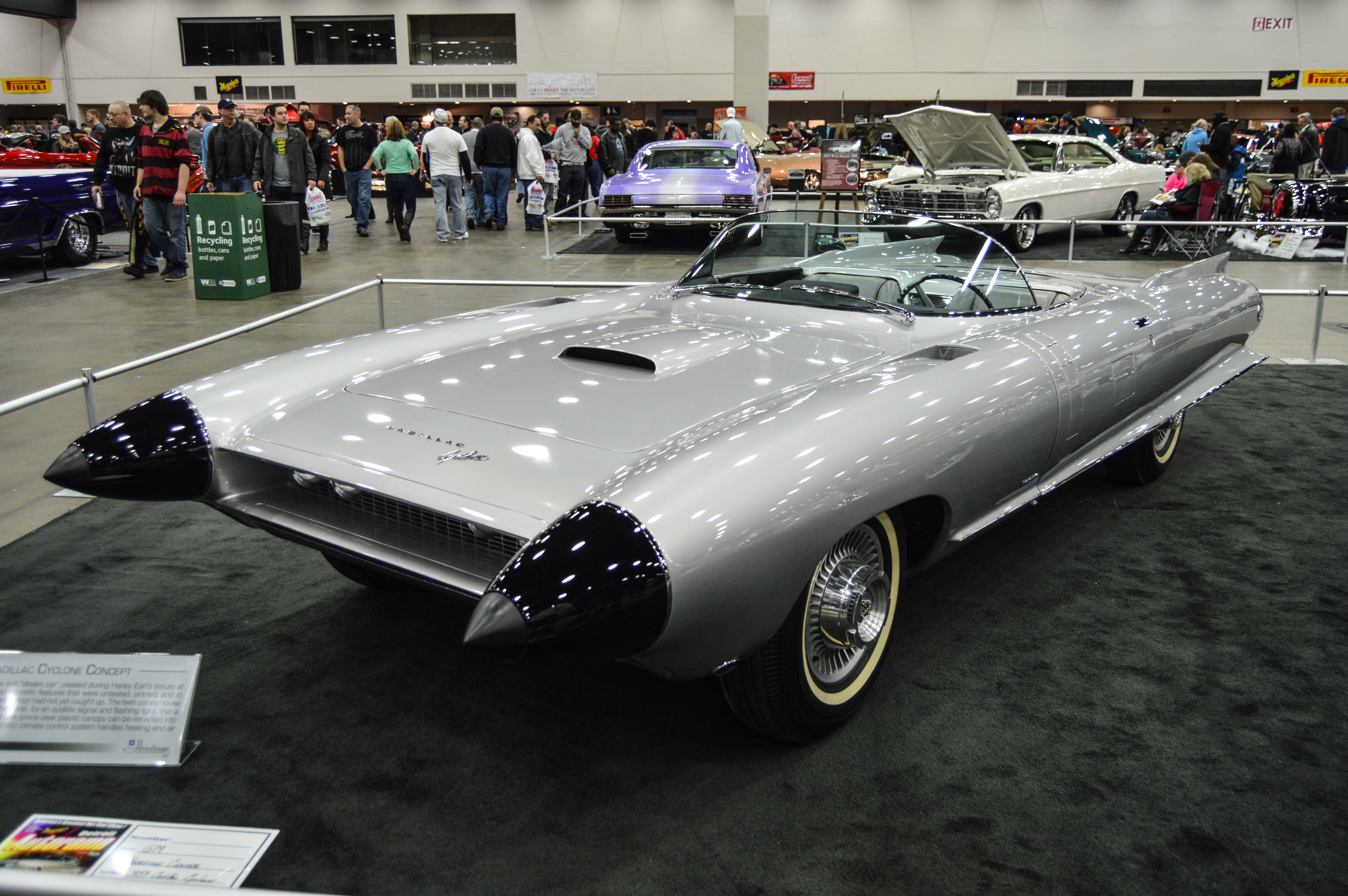
1953 Le Mans
- 1959 Cyclone
- 1999 Evoq
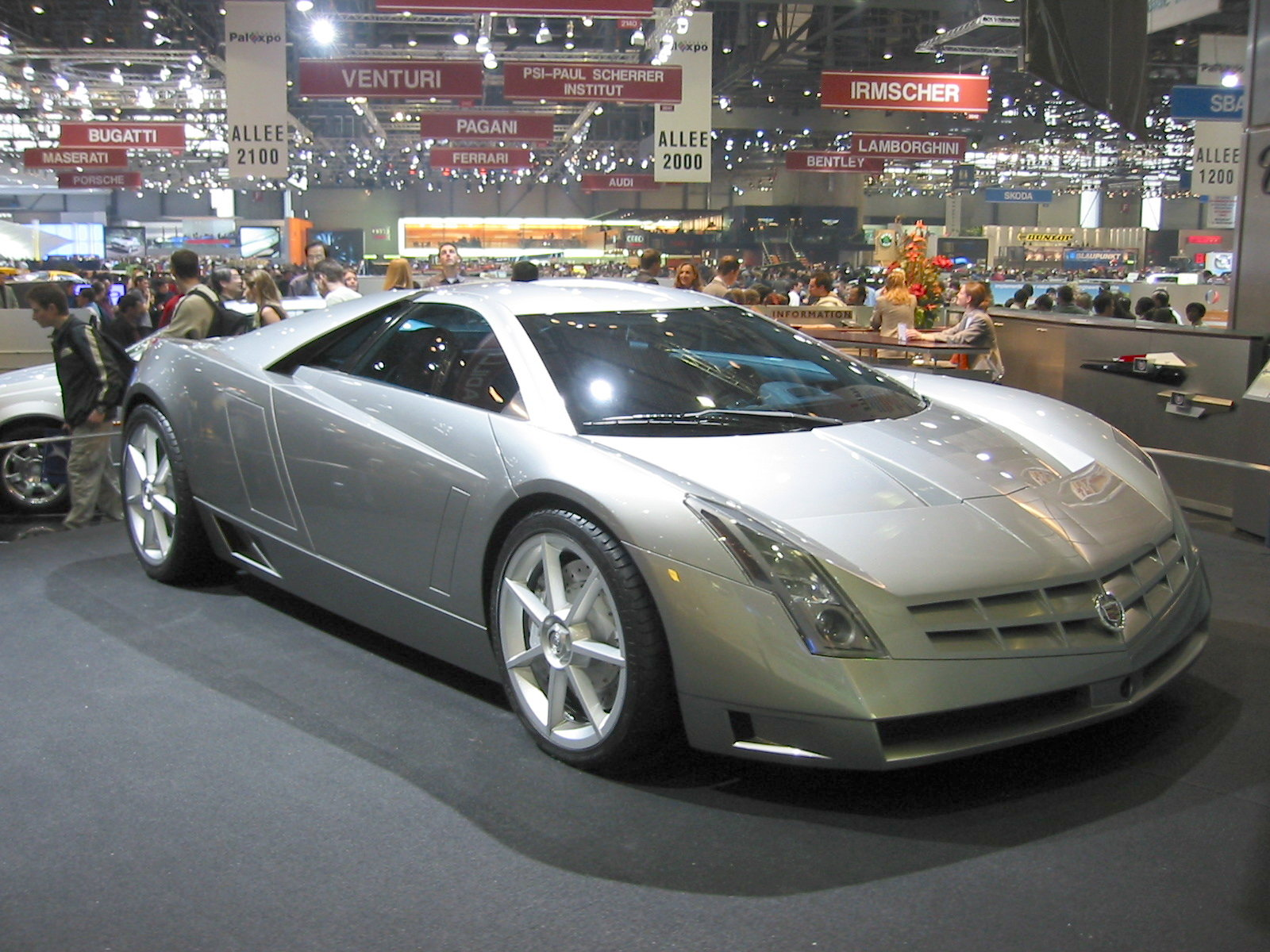
2000 Imaj
- 2001 Vizon
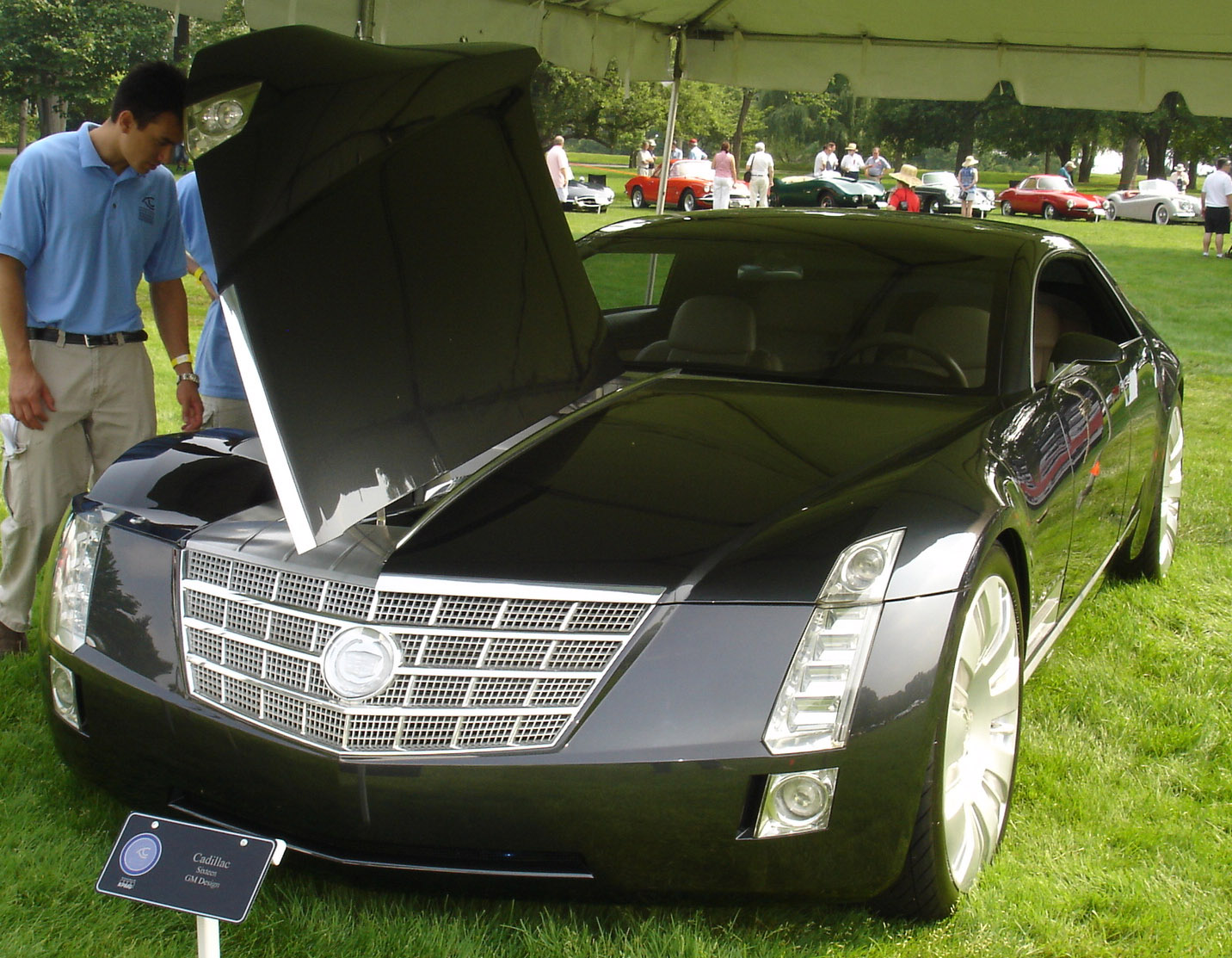
2002 Cien
- 2003 sixteen
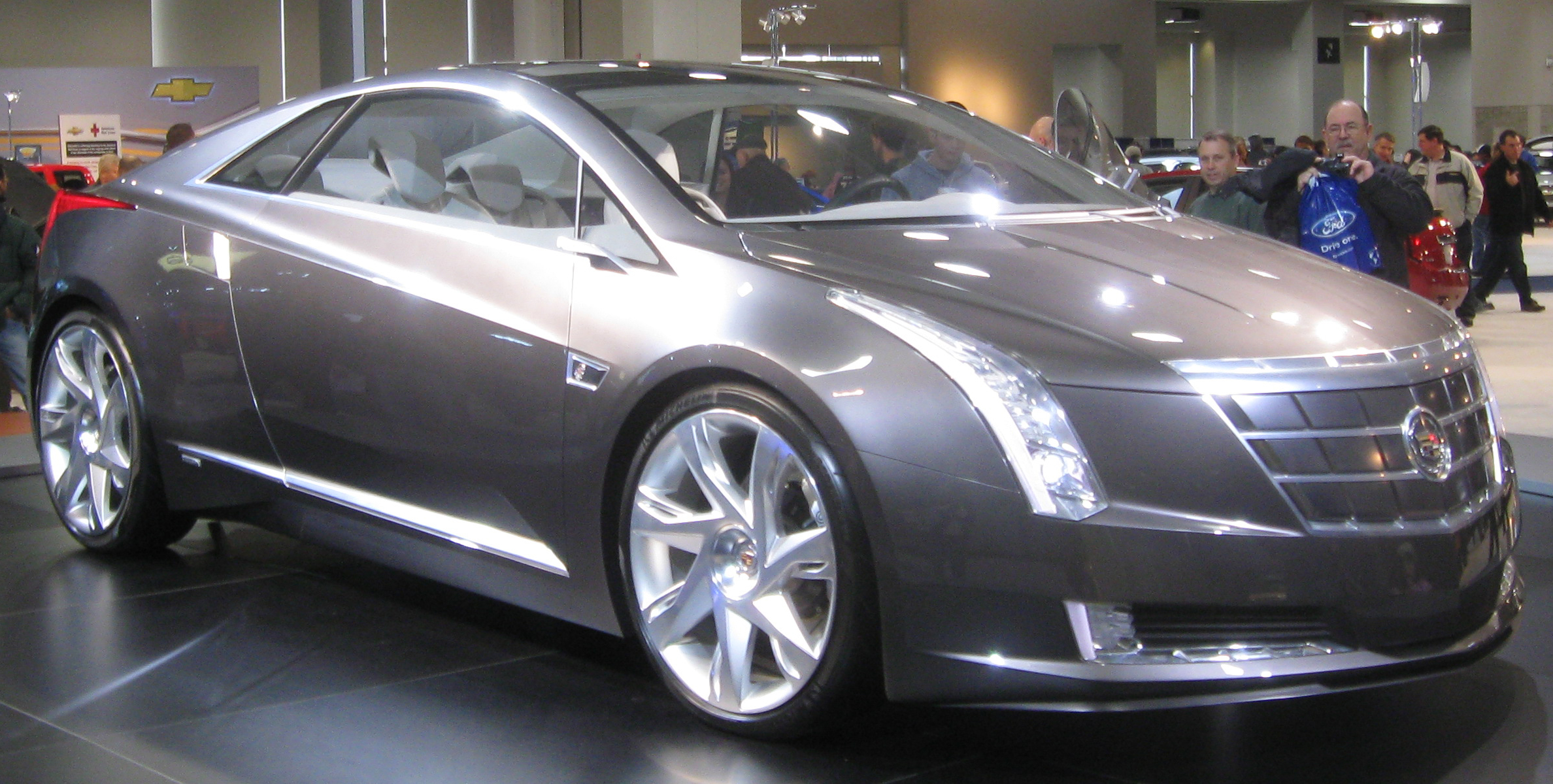
2008 Provoq
- 2009 Converj
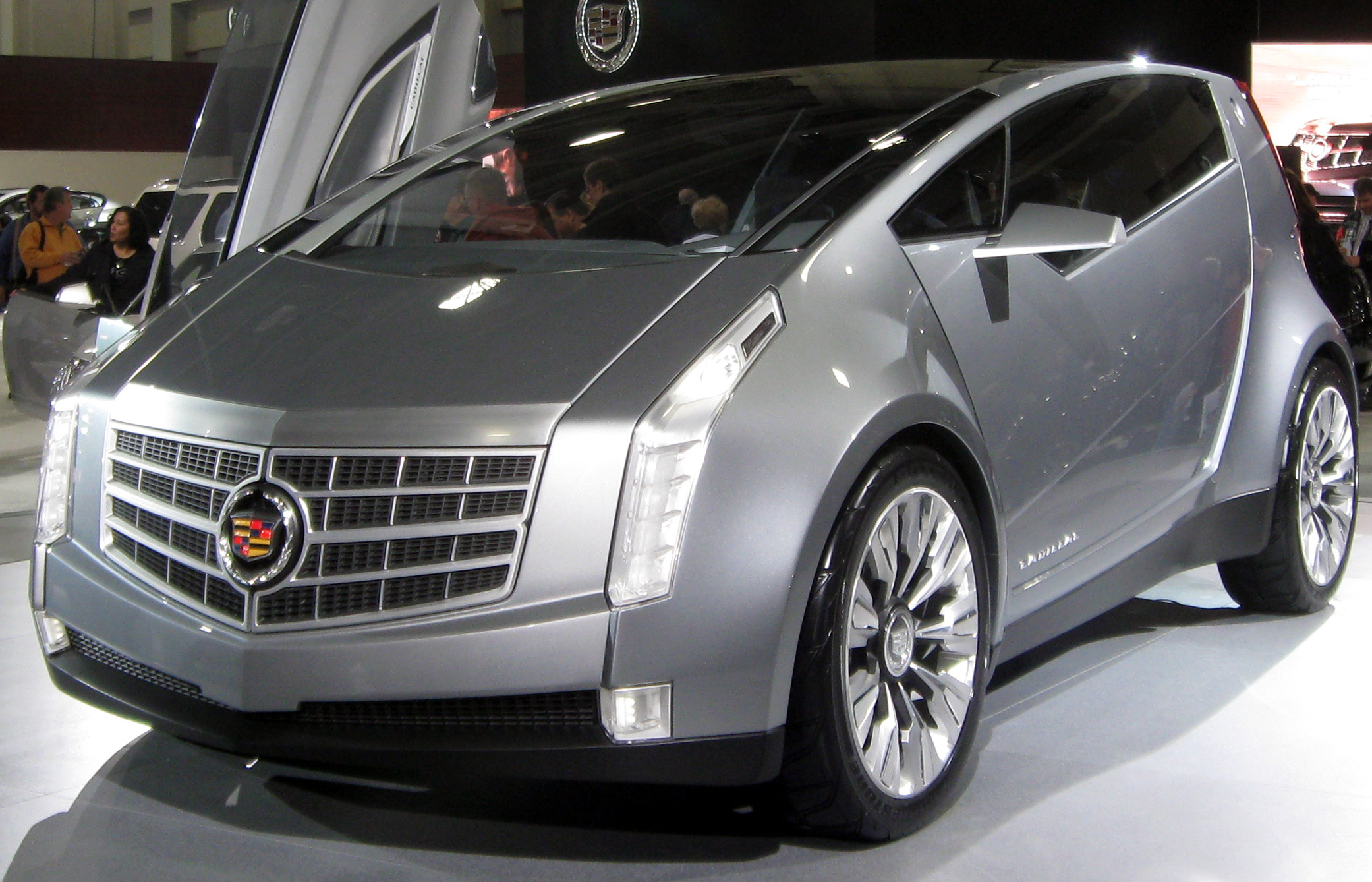
2010 ULC
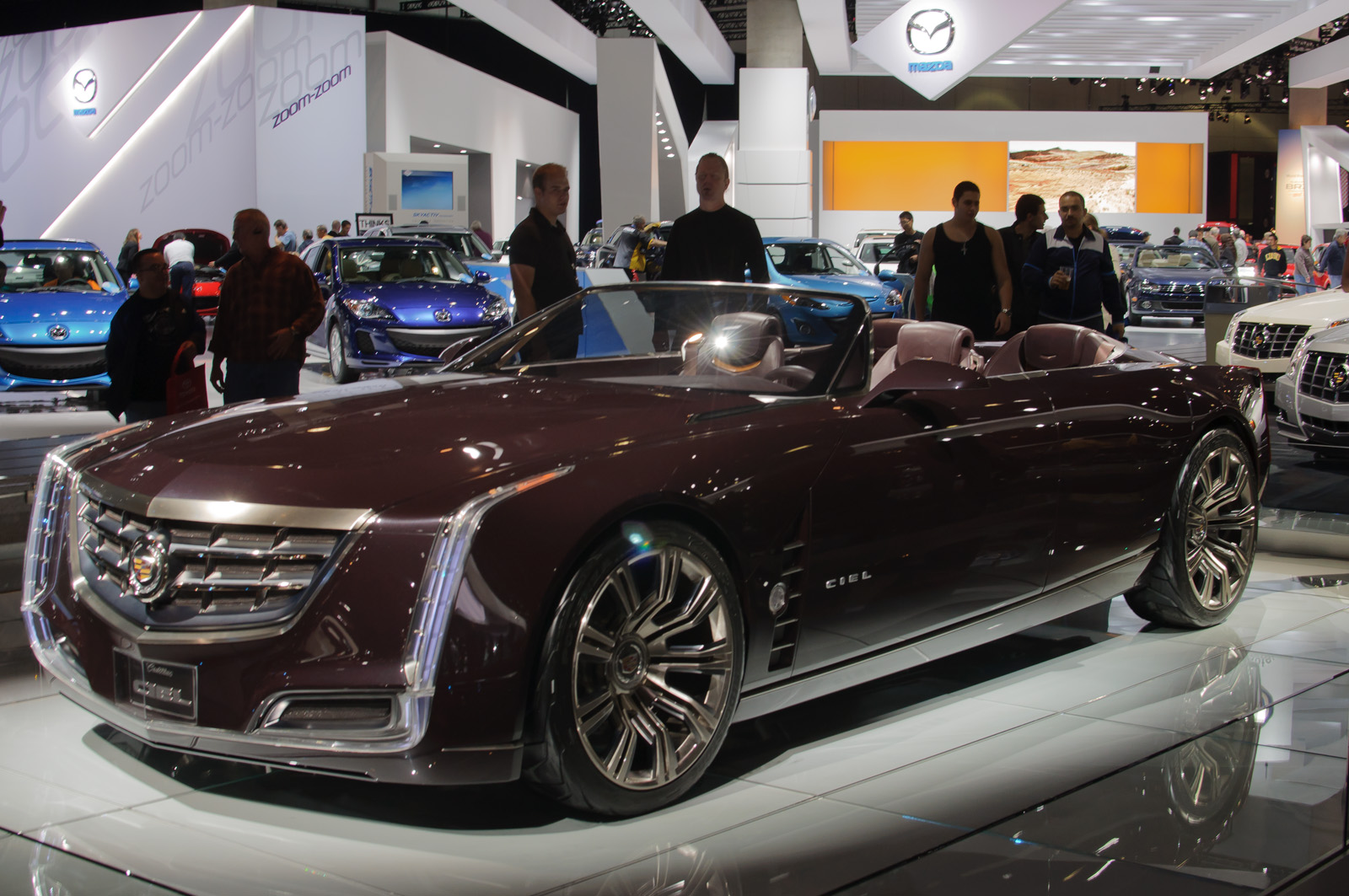
2011 Ciel
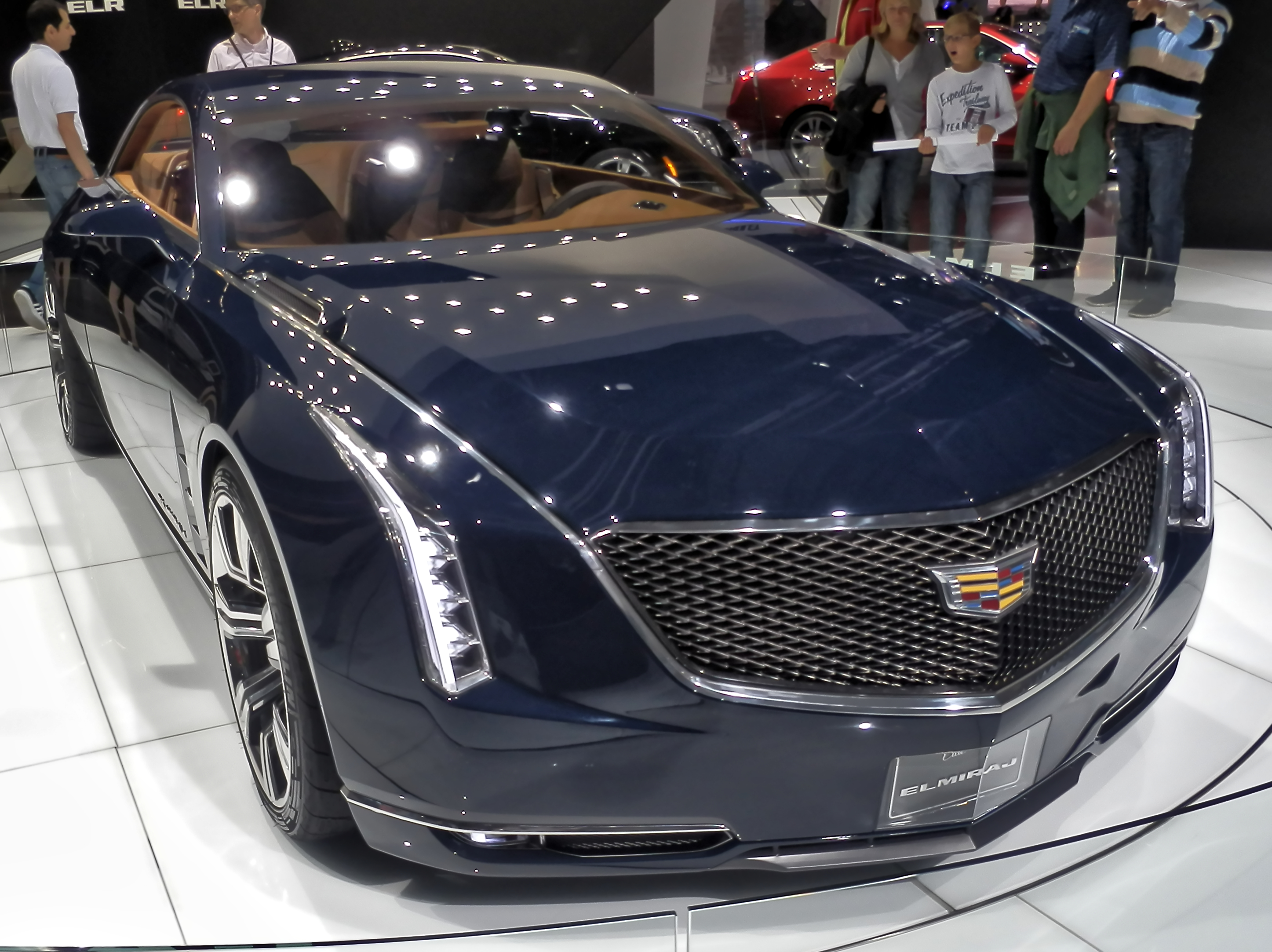
2013 Elmiraj
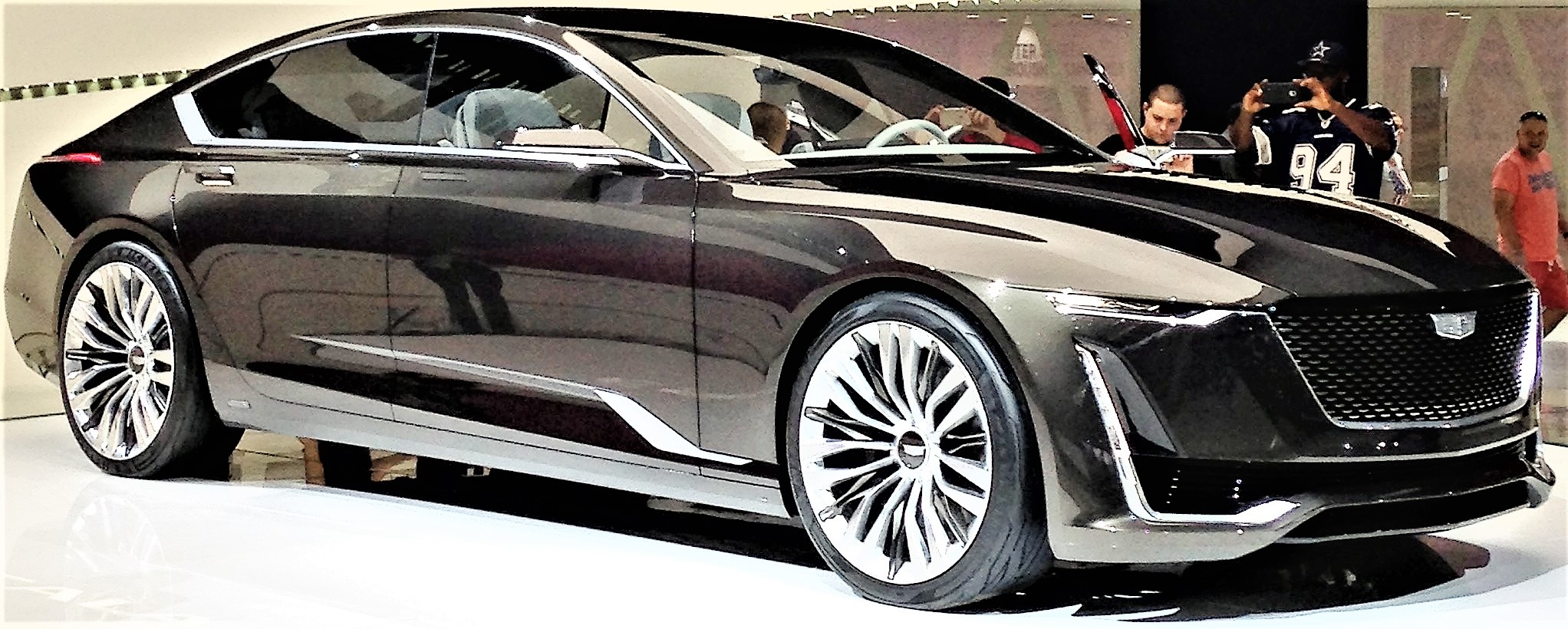
2016 Escala
- 2022 InnerSpace

- 1959 Cyclone
- 2002 Cien
- 2003 Sixteen
- 2010 Converj
- 2011 ULC
- 2011 Ciel
- 2013 Elmiraj
- 2016 Escala

### 常見經典車種
- V-12(1930-1937) 採用V-12引擎所打造的車系。
- V-16(1930–1940) 採用V-16引擎所打造的車系。
- Type V-63 (1923-1926)大型豪華房車
- Series355 (1931–1935)大型豪華房車，與V63(Series353)有關。
- Series70 (1936–1976)大型豪華房車，與Series335有關。
- Series65 (1937–1938)大型豪華房車，與Series70有關。
- Series62(1940–1964)大型豪華房車，為Series65後代。
- Calais (1965–1976) 大型豪華房車，為series62後代。1990 Allante

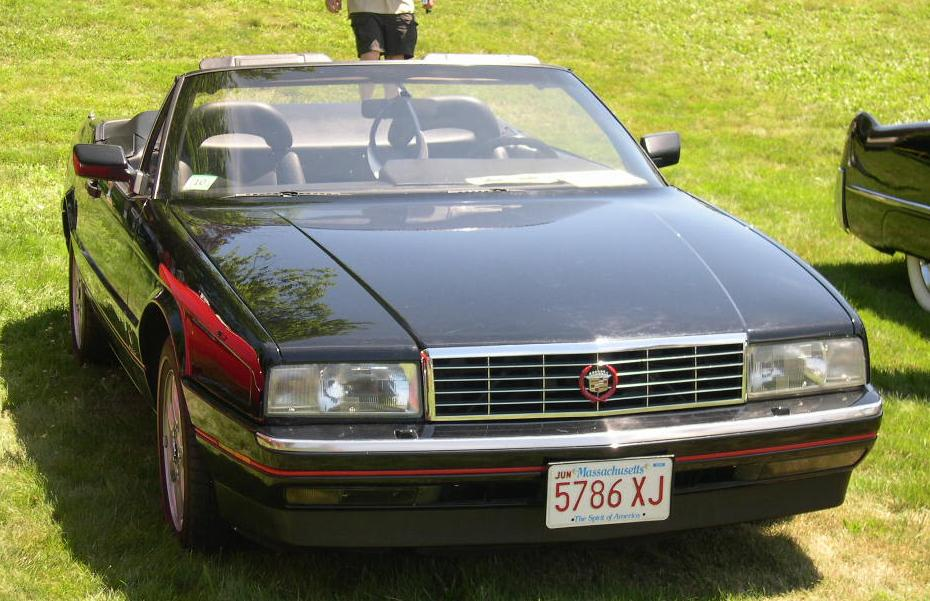
1990 Allante

- Seville (1975–2004) 中型豪華房車，為Calais後代。
- STS(2005–2011)中型豪華房車，Seville後代。
- XTS (2011-2015) 大型豪華房車，取代STS。
- CTS(2003-2019) 中型豪華房車，取代Catera。
- ATS(2013-2019) 小型豪華房車
- Deville (1949–2005) 大型豪華房車，為series62後代。
- DTS (2005-2011)大型豪華房車，Deville後代，之後被XTS取代。
- Catera (1997–2001) 與歐寶(OPEL)合作推出攻打歐洲市場，故又叫Opel Omega。
- BLS(2005-2009) 跟SAAB 9-3合作，攻佔歐洲市場，為入門級豪華小房車。
- Cimarron(1982-1988) 此為家用小型豪華轎車，延伸至現在的ATS。
- Sixty Special(1937–1993) 大型豪華房車，Series70後代。
- Fleetwood Brougham(1977–1986)大型豪華房車，為Sixty Special後代。
- Brougham (1987–1992) 大型豪華房車，為Fleetwood Brougham後代。
- Eldorado (1952-2002) 這橫跨半個世紀的車款是凱迪拉克裡面最為經典的一款，共有10代車型。2002 Eldorado

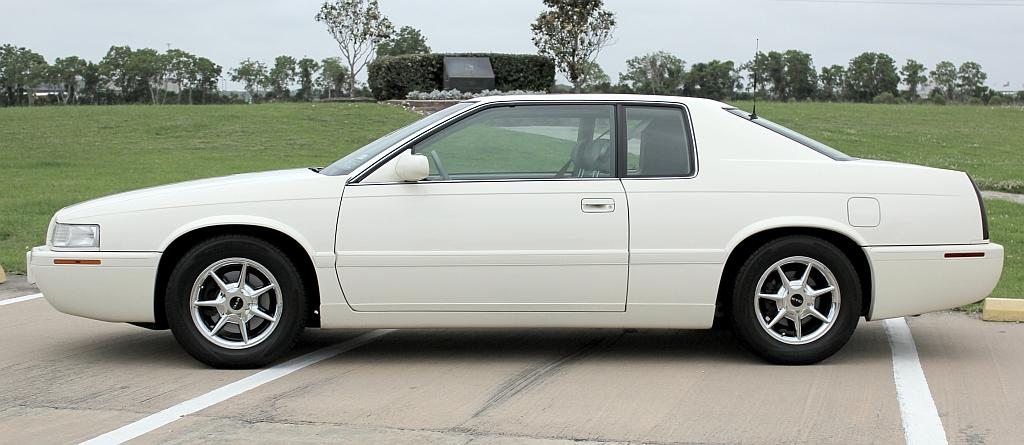
2002 Eldorado

- Fleetwood (1984-1999) 這是凱迪拉克其次經典車款，共有2代車型。
- Allante (1986-1993) 這是凱迪拉克的一款敞篷車系，皆是軟蓬，延伸車種為XLR。
- XLR(2003-2009) 凱迪拉克第一款電動硬頂敞篷跑車，與Chevrolet Corvette共生。
- Escalade (1999-現今) 為凱迪拉克首台休旅車。
- Escalade EXT 為凱迪拉克凱雷德改裝的皮卡。
- SRX (2004-2016) 為凱迪拉克次台休旅車。
- CTS-V(2004-2019) CTS的高性能版本。
- ELR(2013-2015) 為凱迪拉克首台油電混合車。
- CT6(2015-2020) 大型豪華房車，取代XTS。
- XT5(2017-至今)為凱迪拉克第三台休旅車，取代SRX。
- CT5(2020-至今)新世代中型四門房車，取代CTS
- CT4(2020-至今)新世代緊湊型轎車四門房車，取代ATS
- XT6(2019-至今)中型七人座休旅車
- XT4(2018-至今)小型跨界休旅車

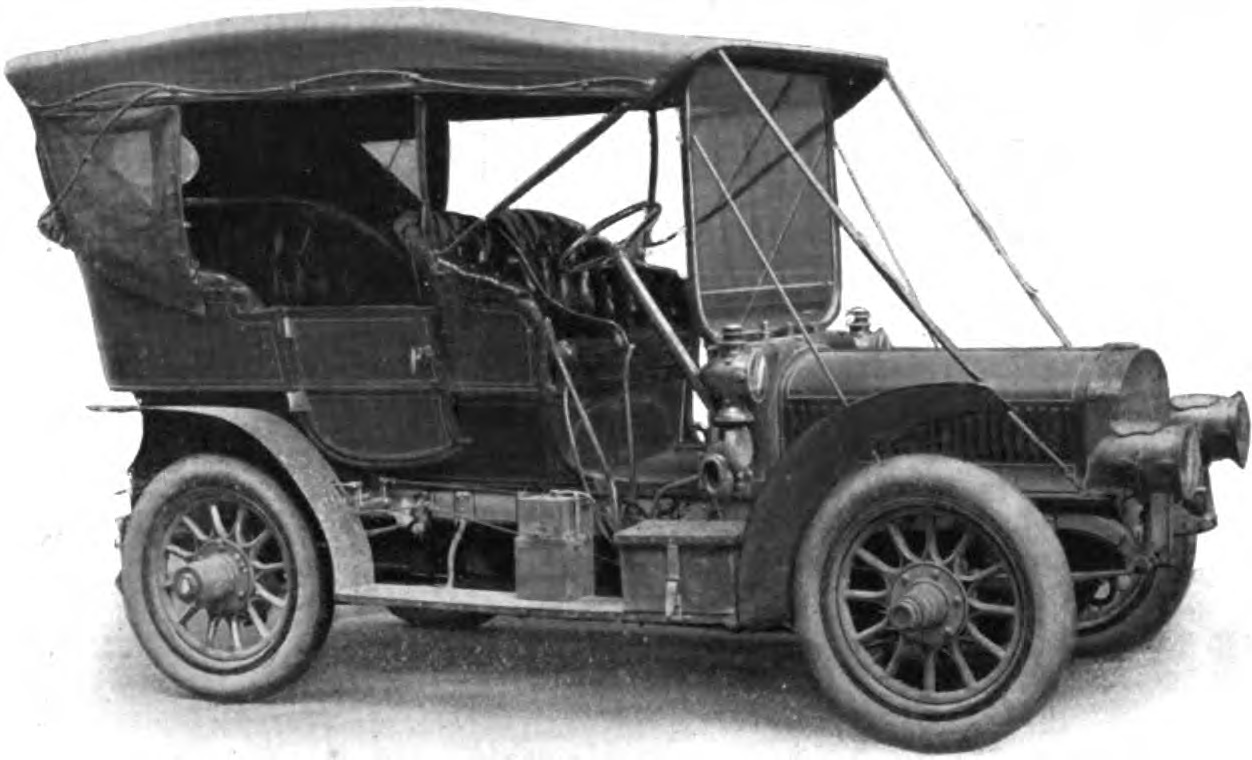
1905 Model D
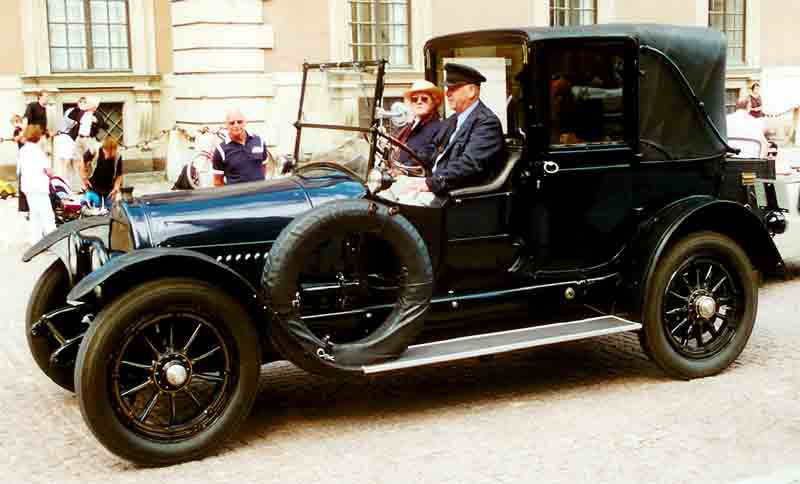
1919 Type57 TownCar
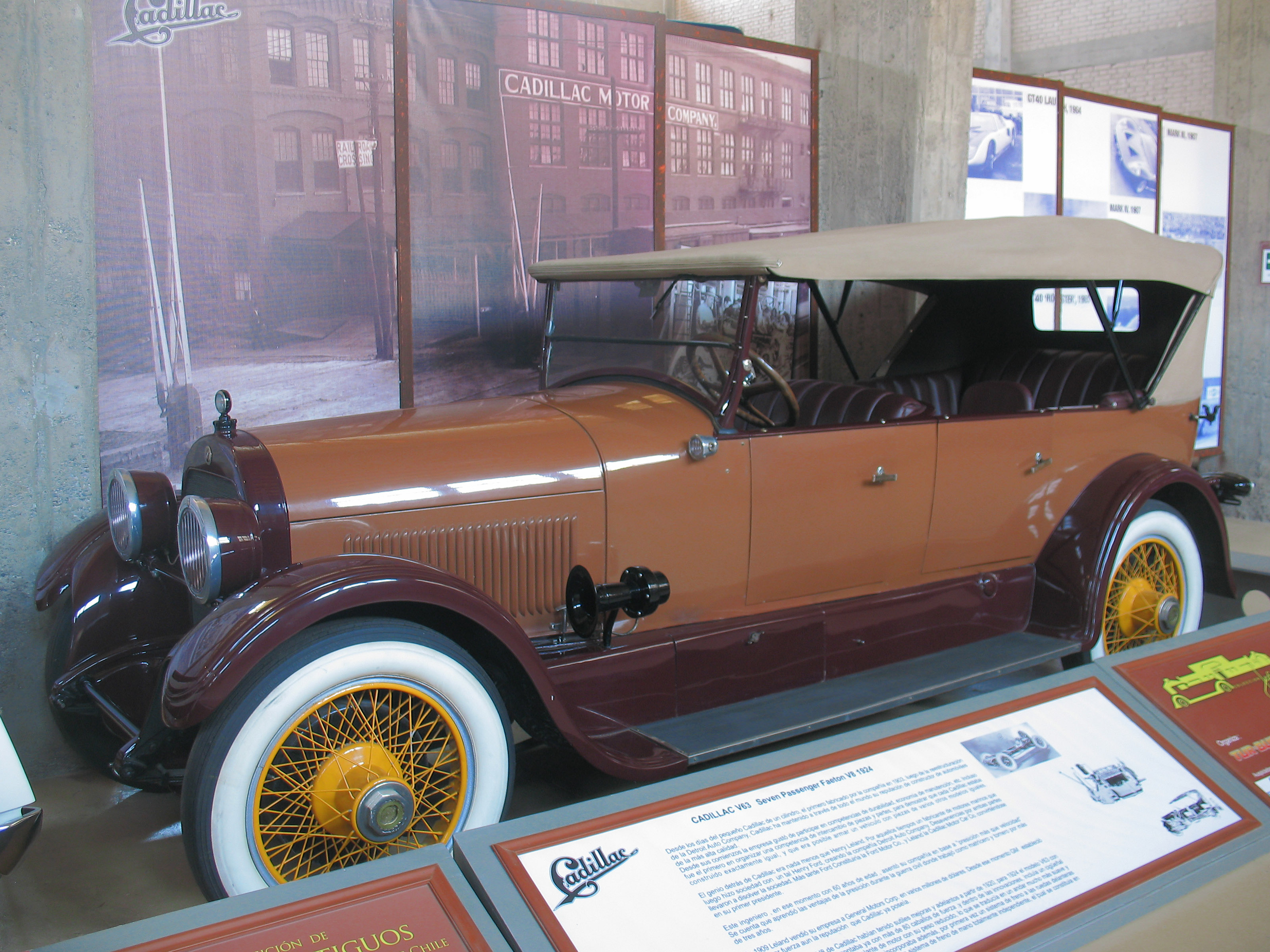
1924 TypeV-63
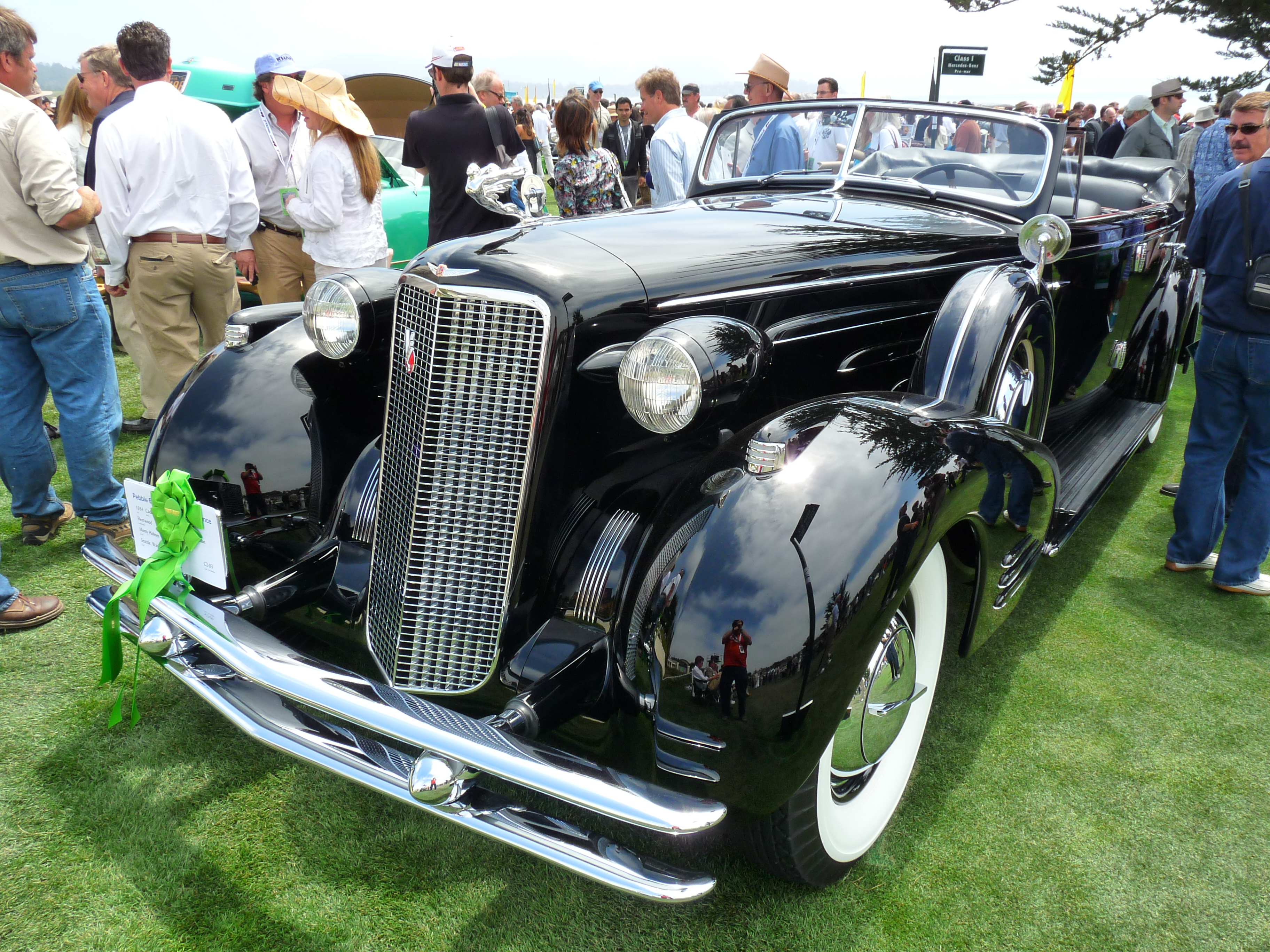
1934 V-16
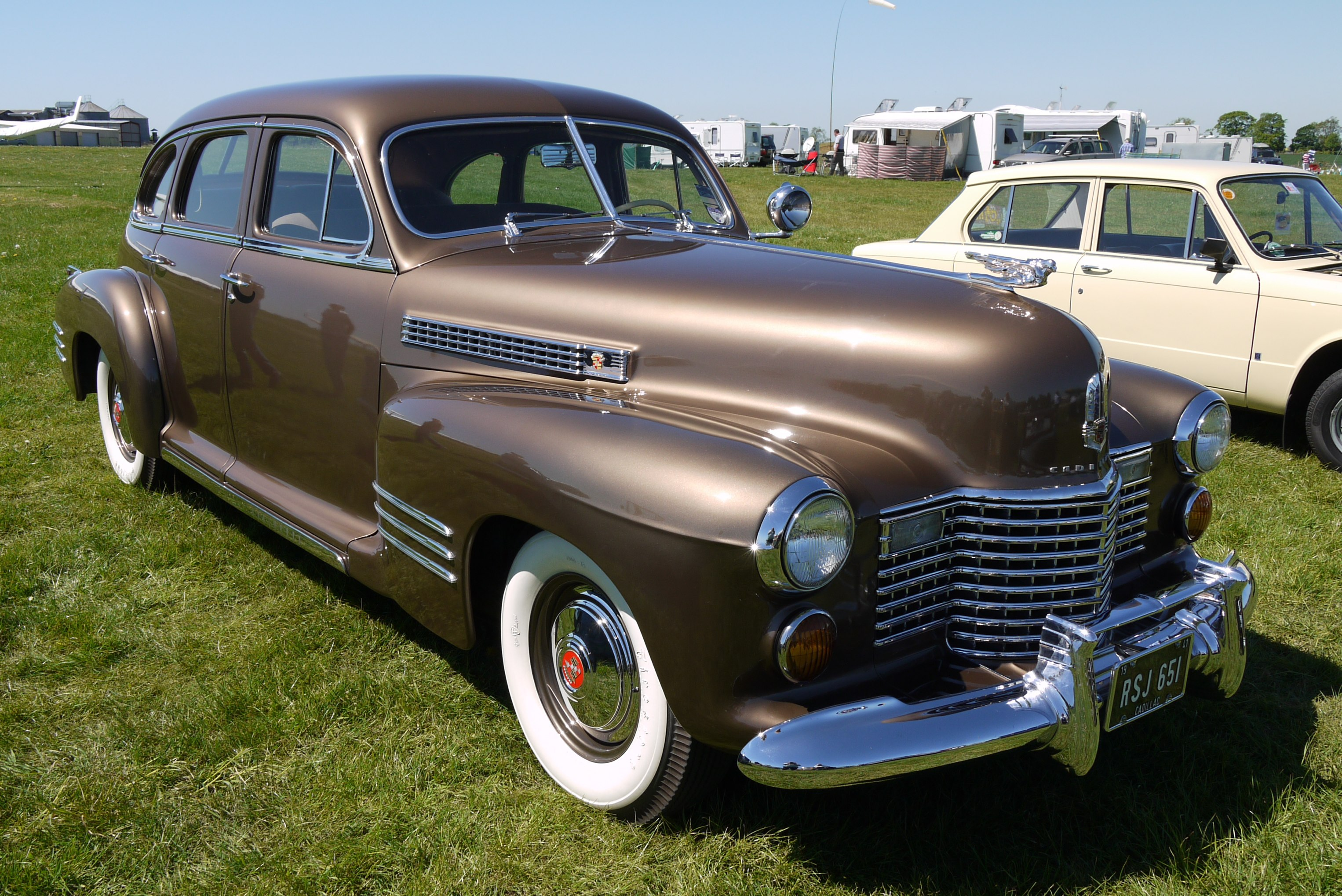
1941 Series61
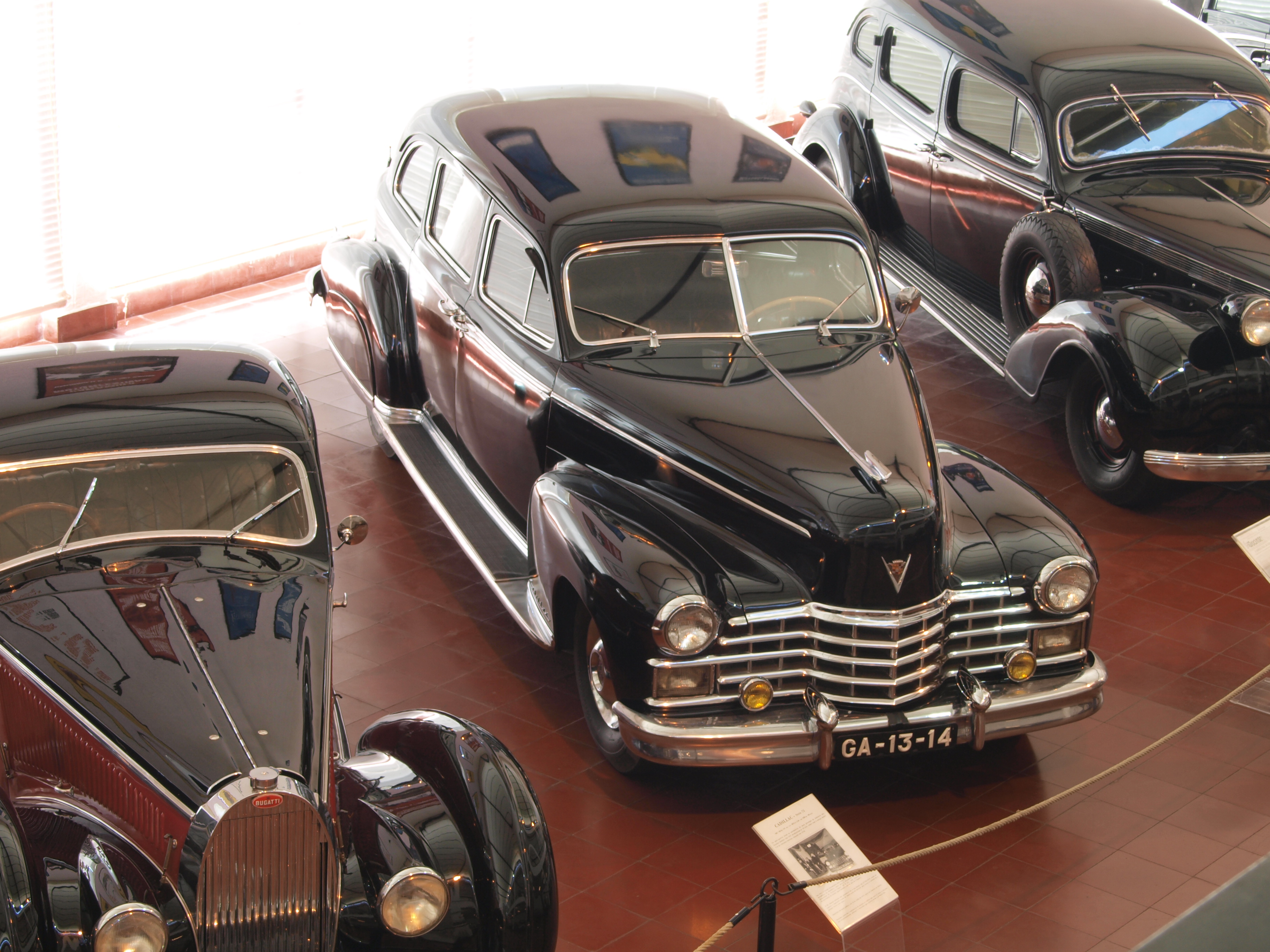
1947 Series75
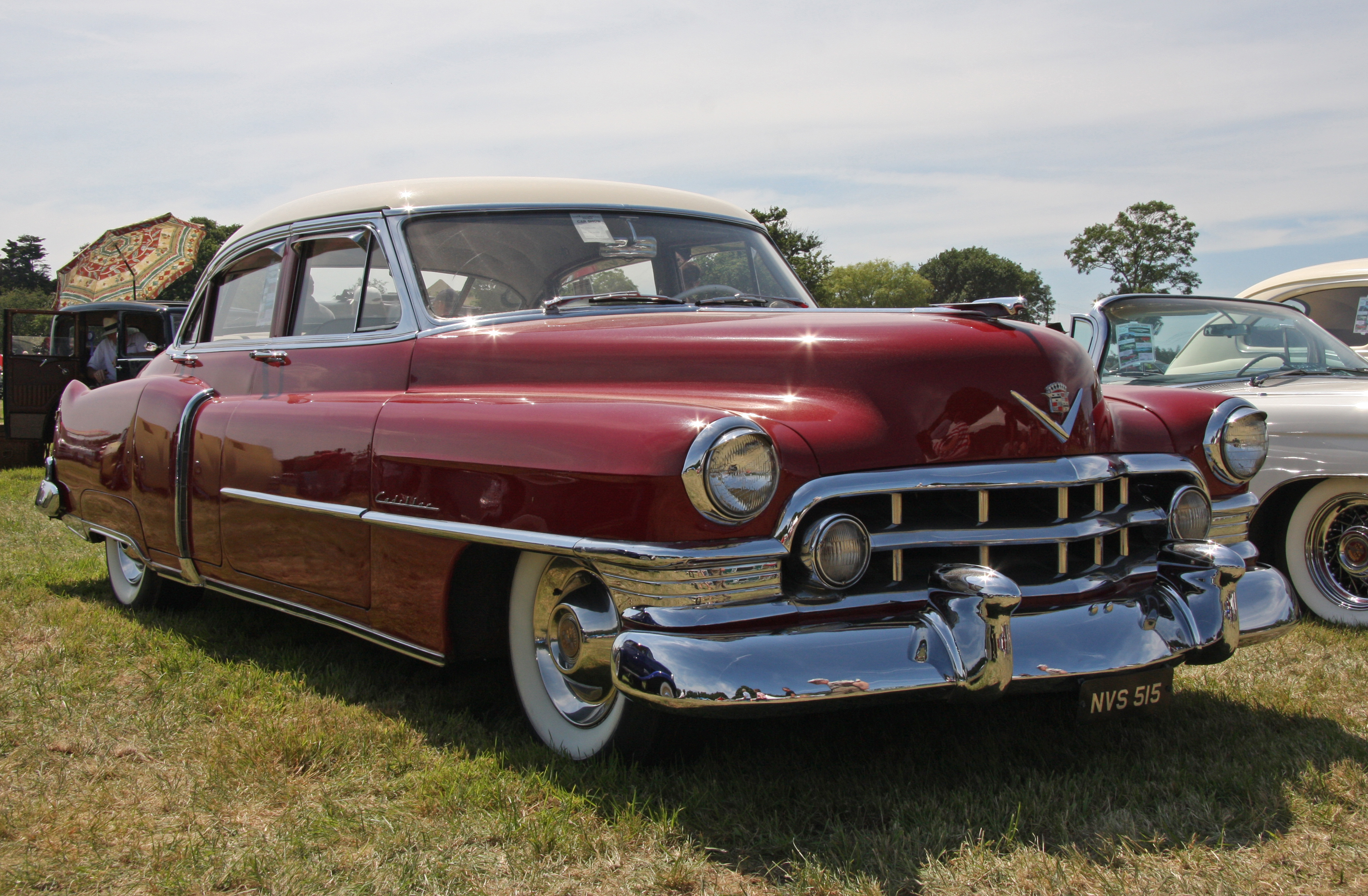
1952 Fleetwood
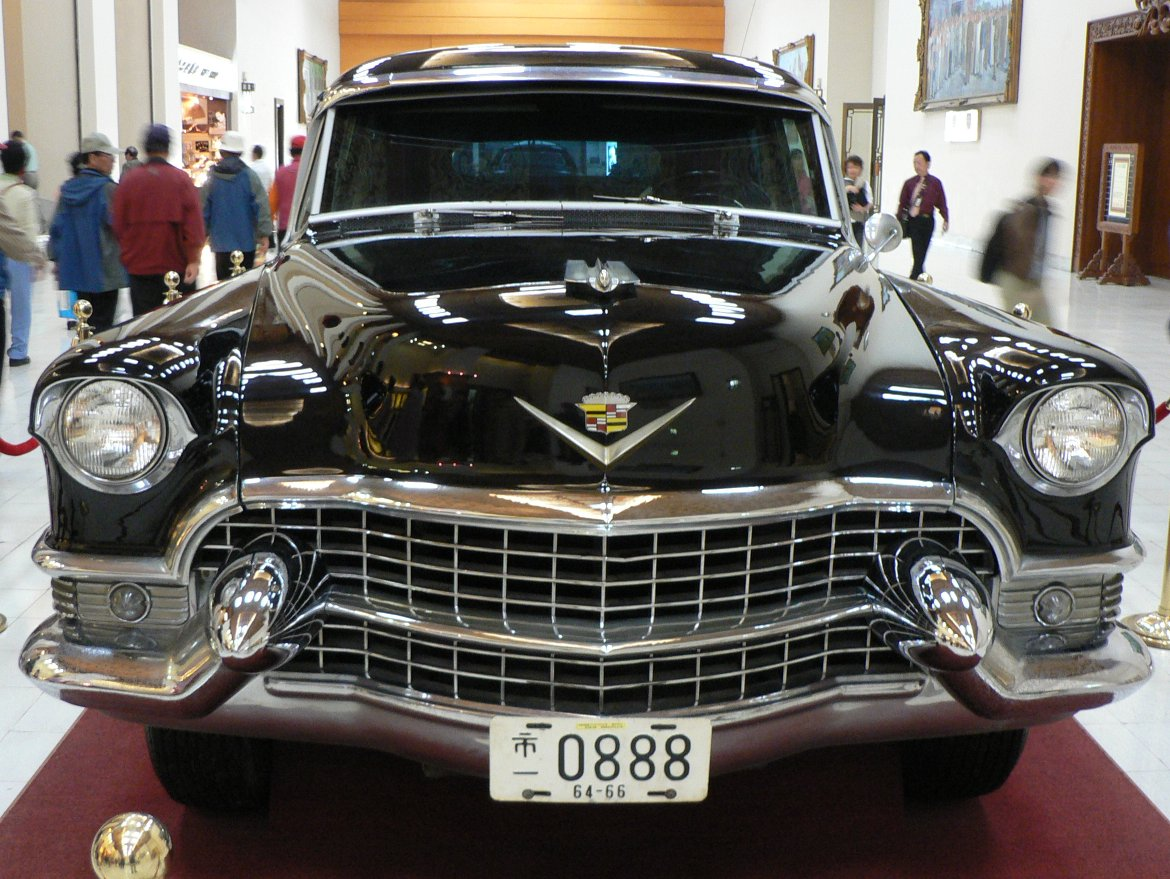
1955 Series 75
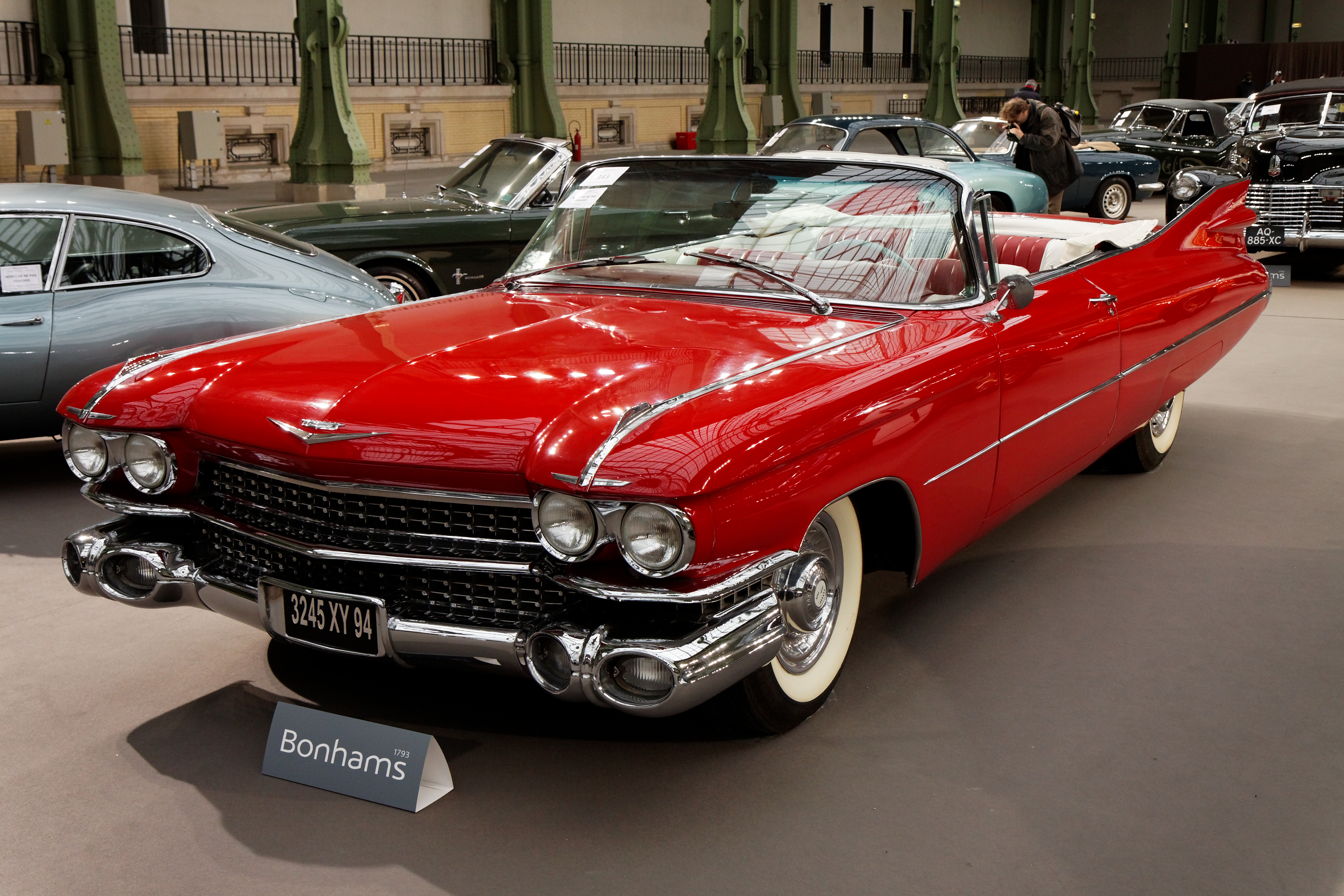
Series 62 Coupe DeVille
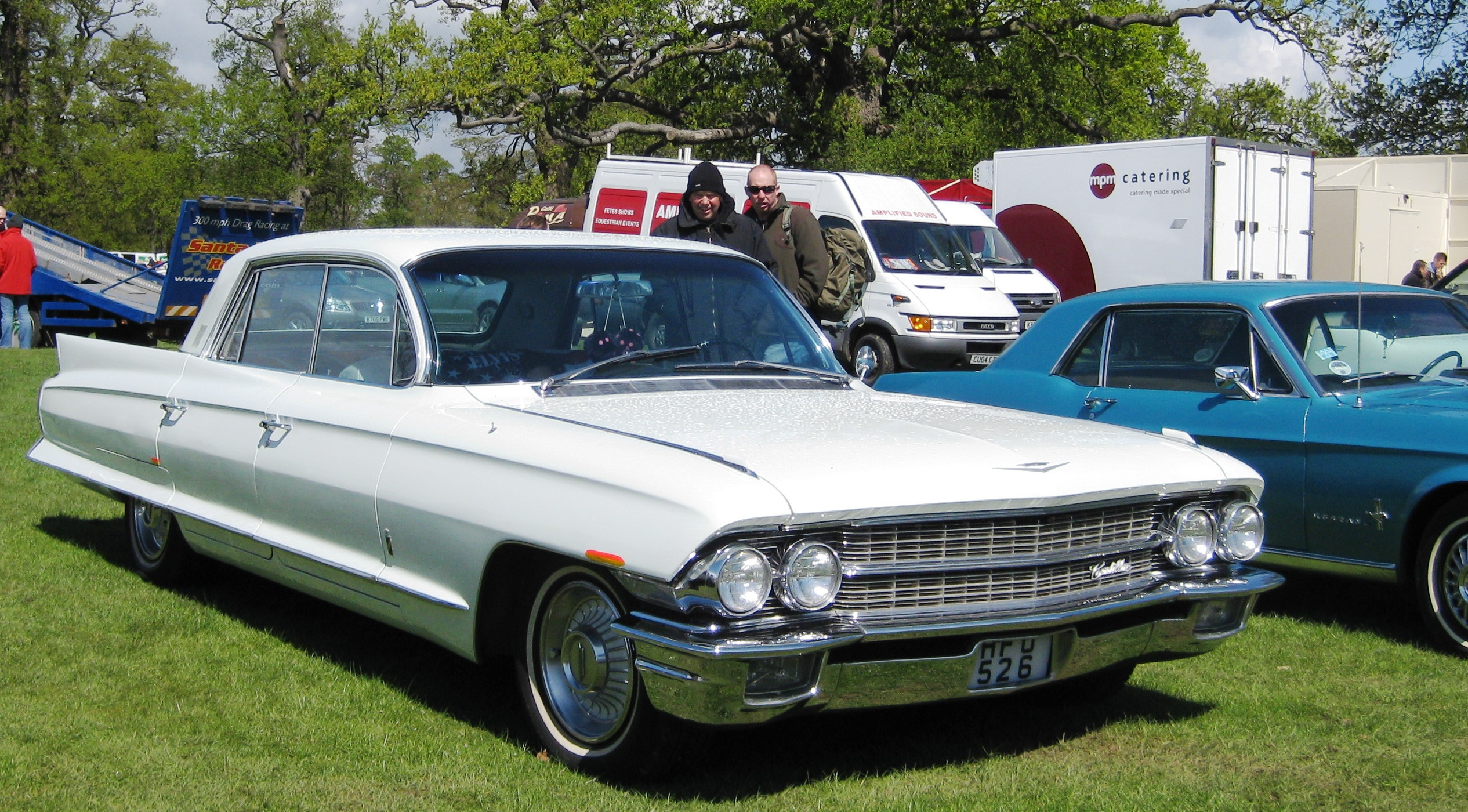
1962 Fleetwood
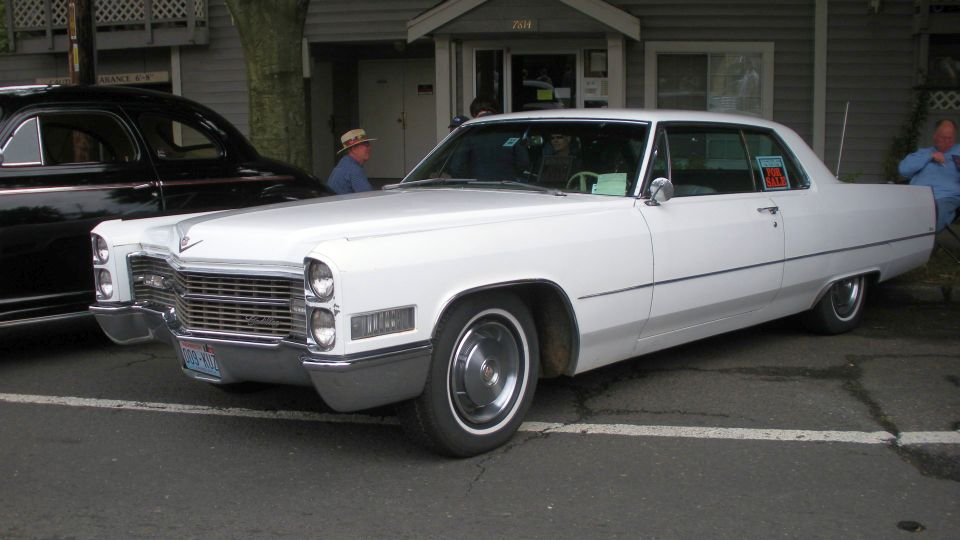
1966 Calais
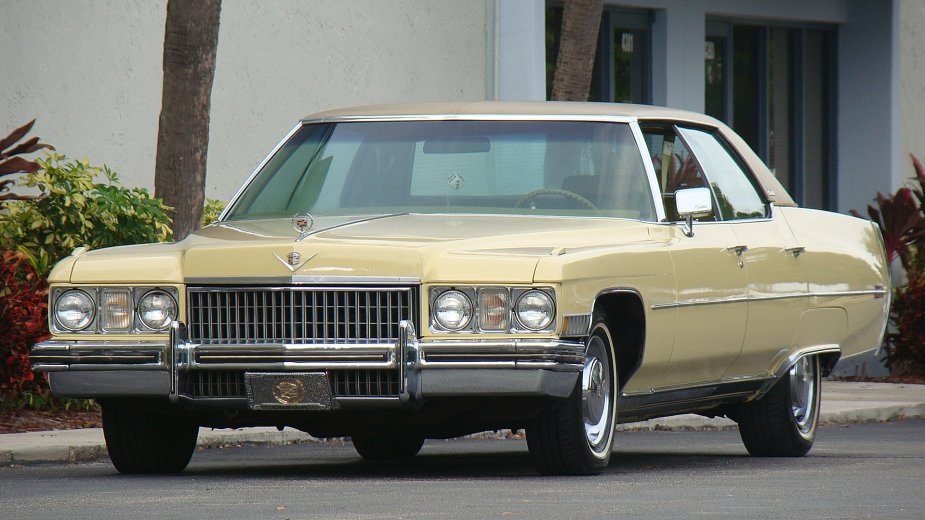
1973 Deville
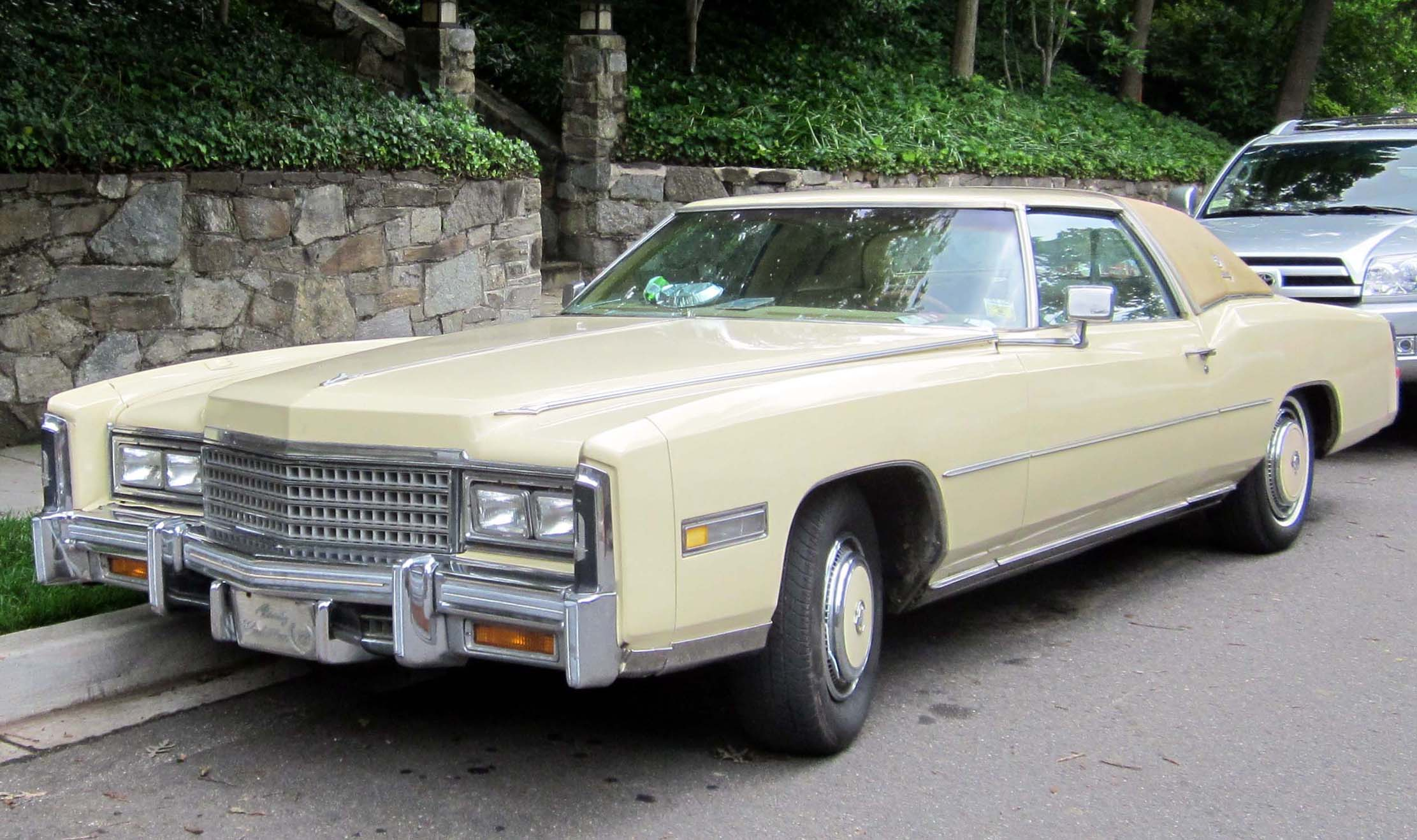
1978 Eldorado
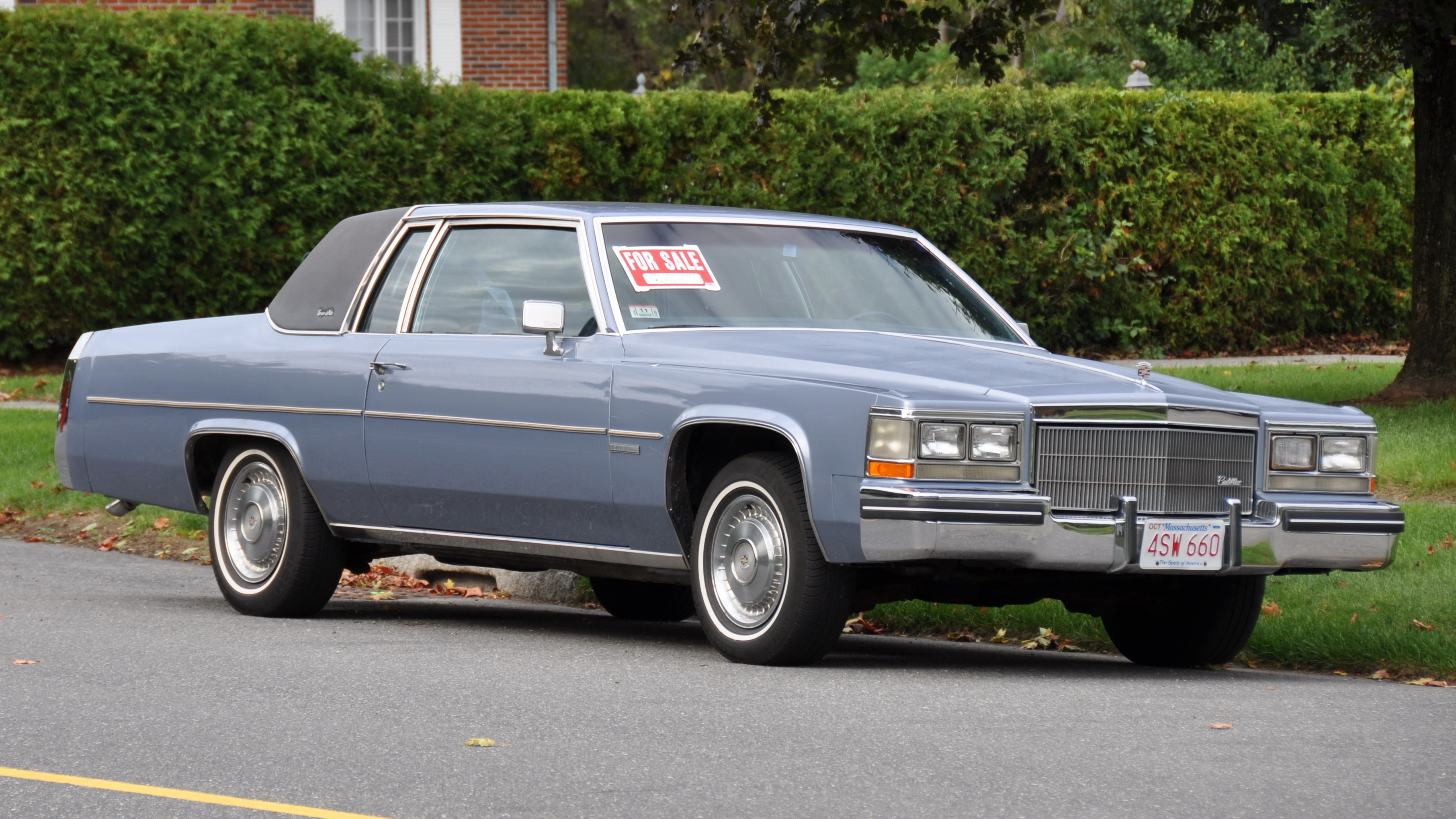
1983 Deville
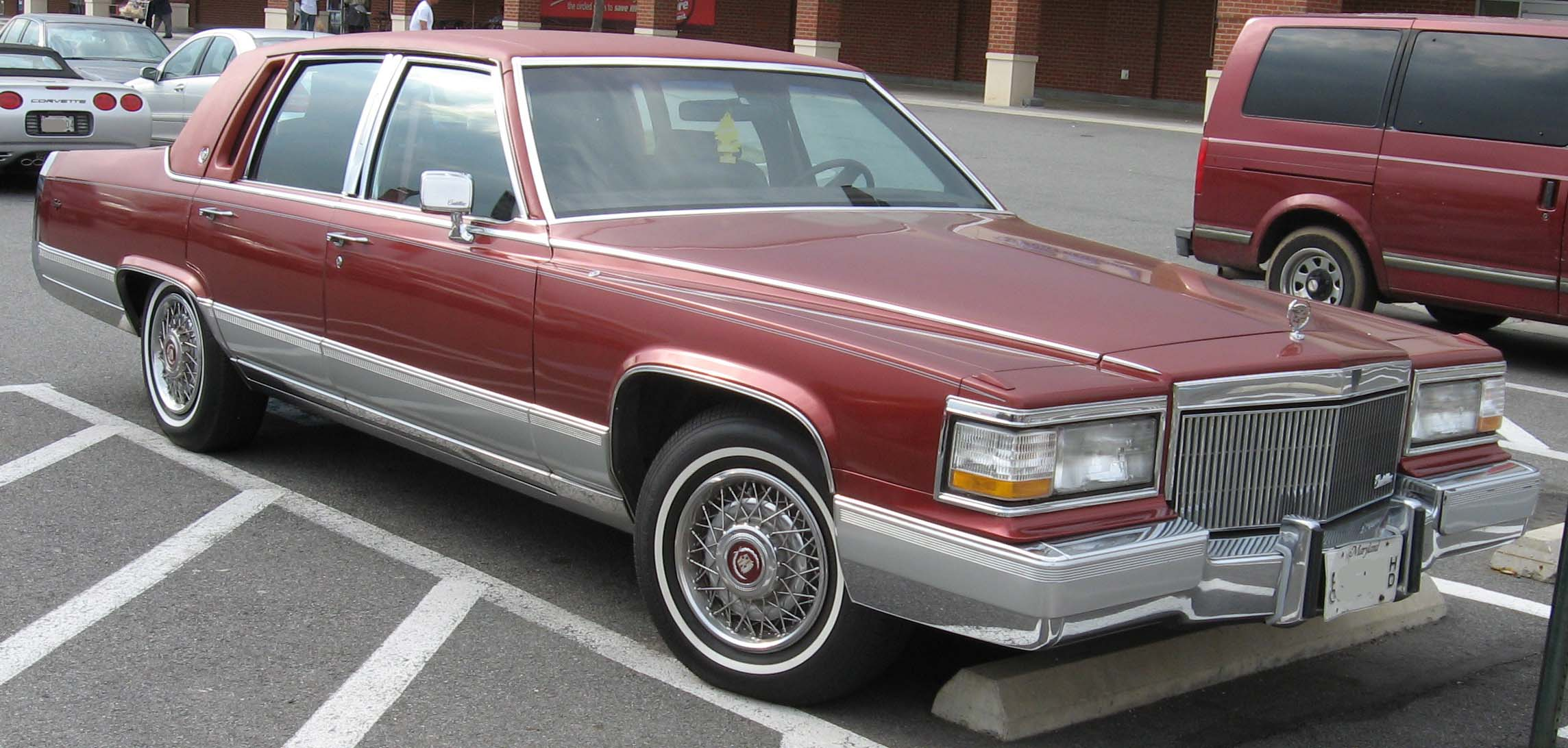
1990 Brougham
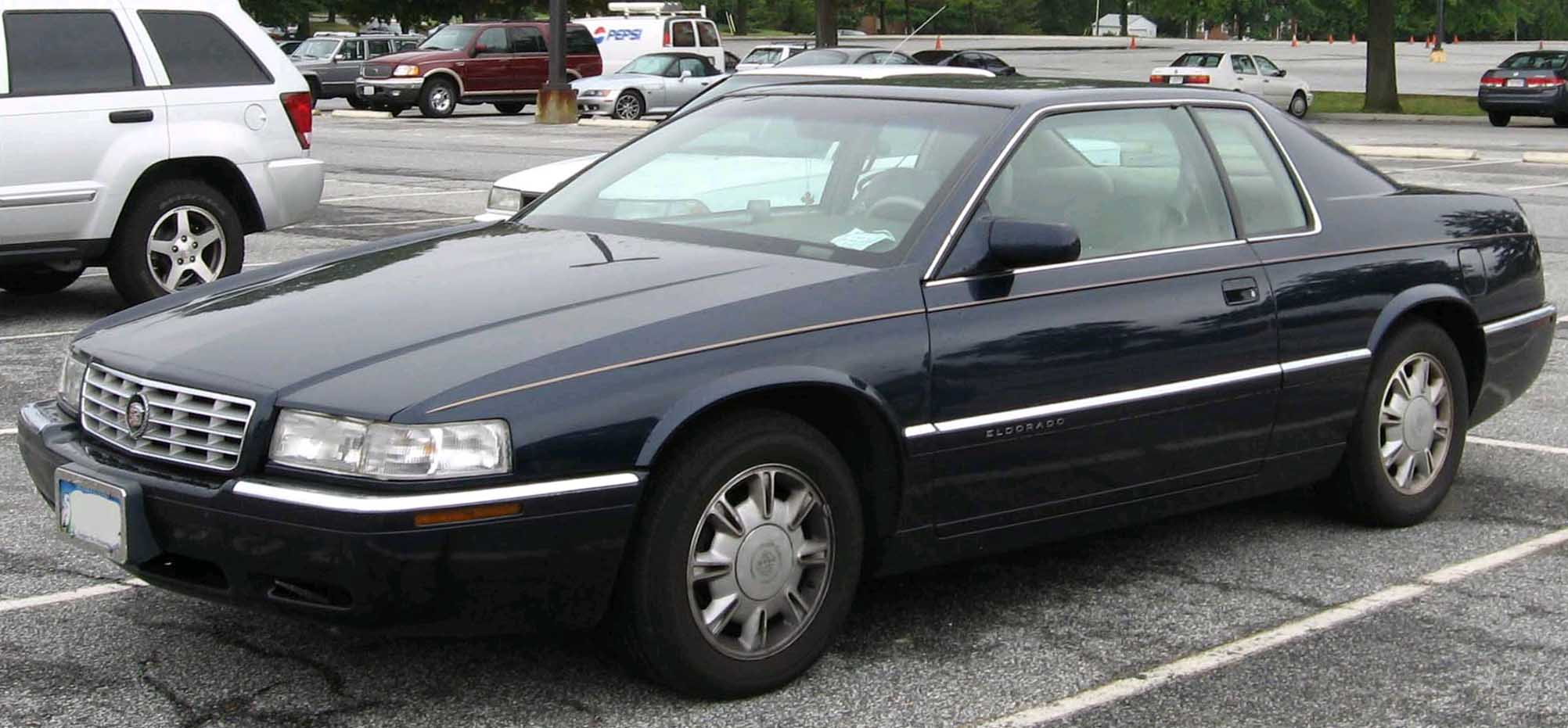
1998 Eldorado
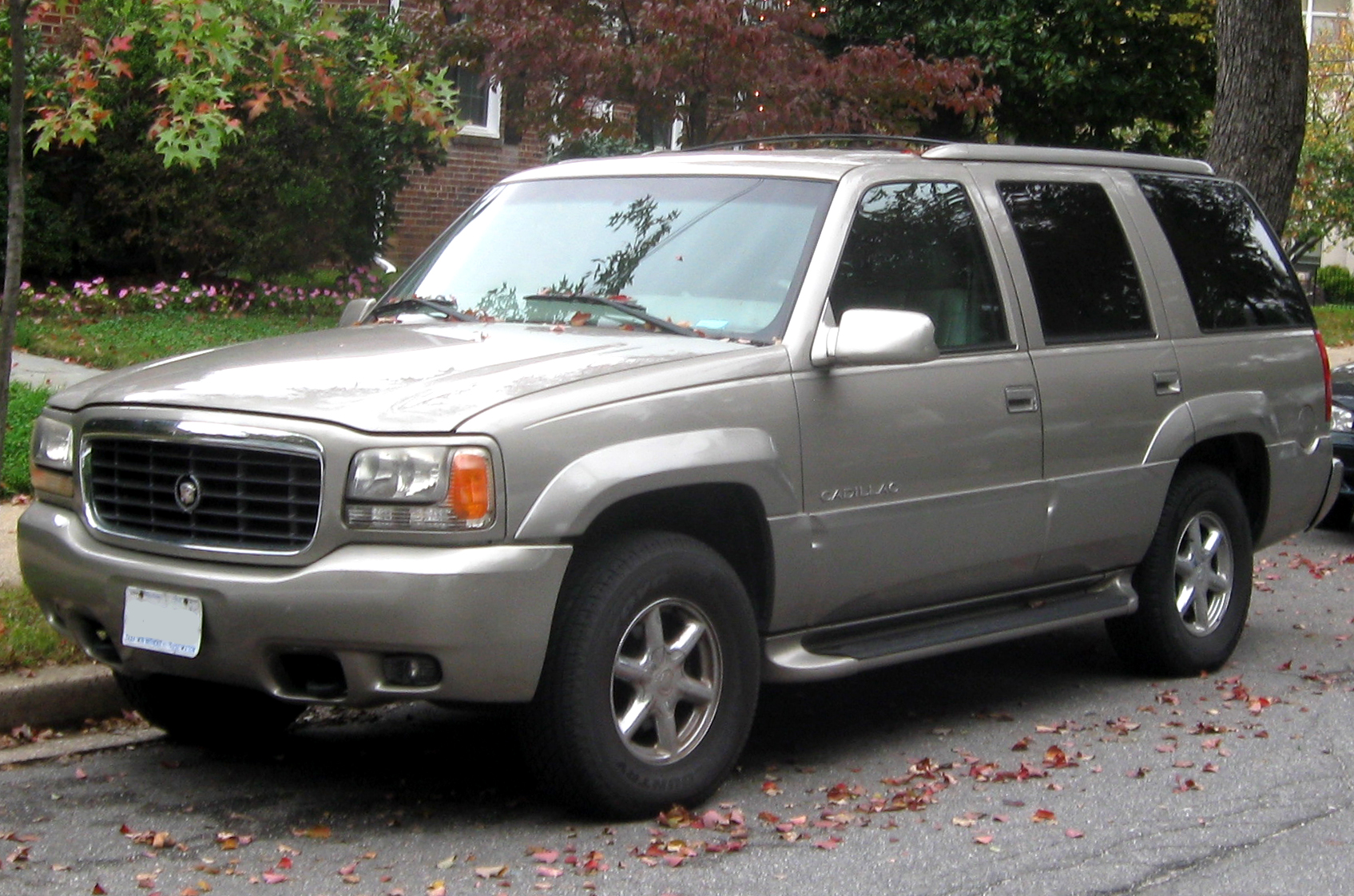
1999 Escalade
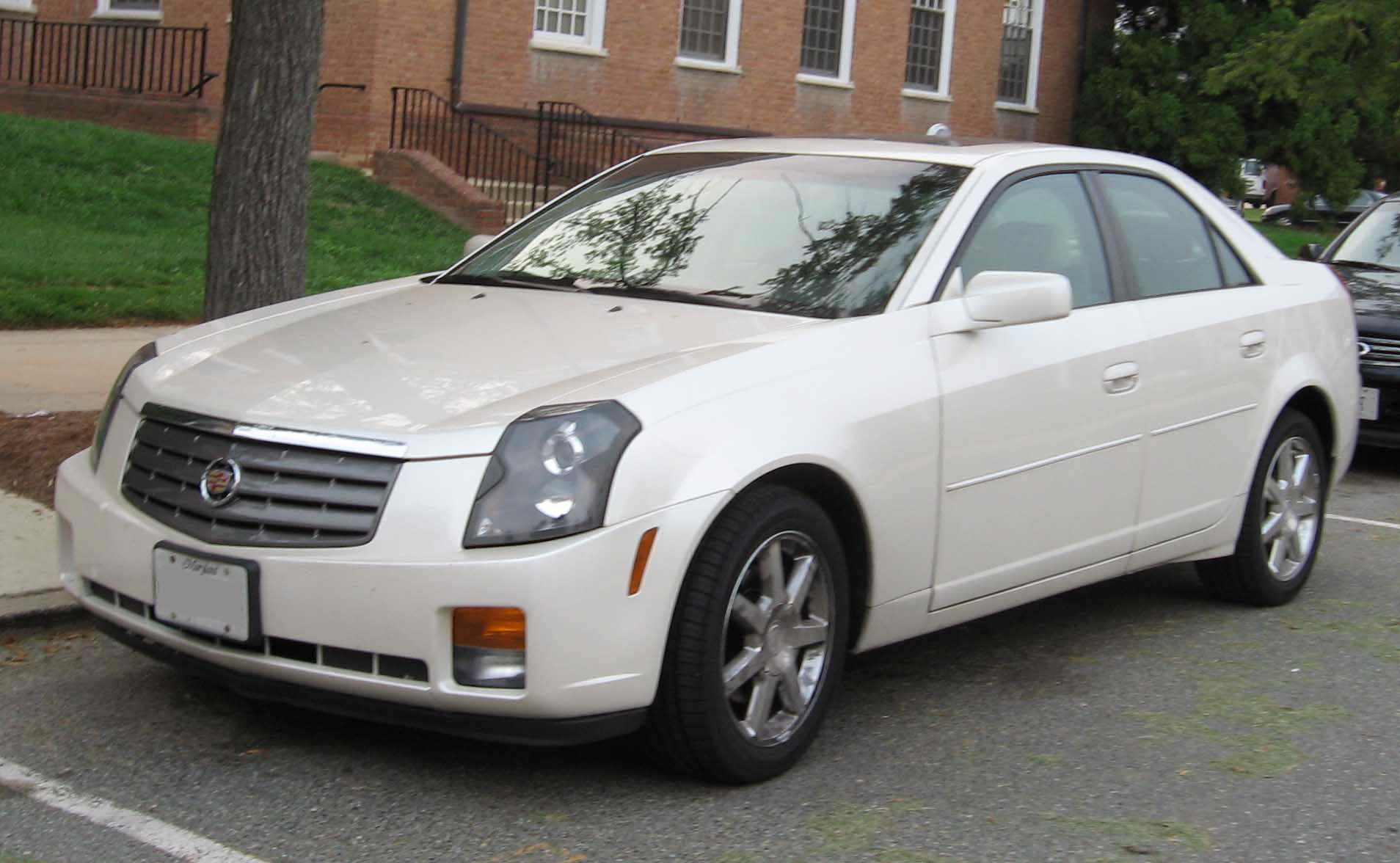
2003 CTS
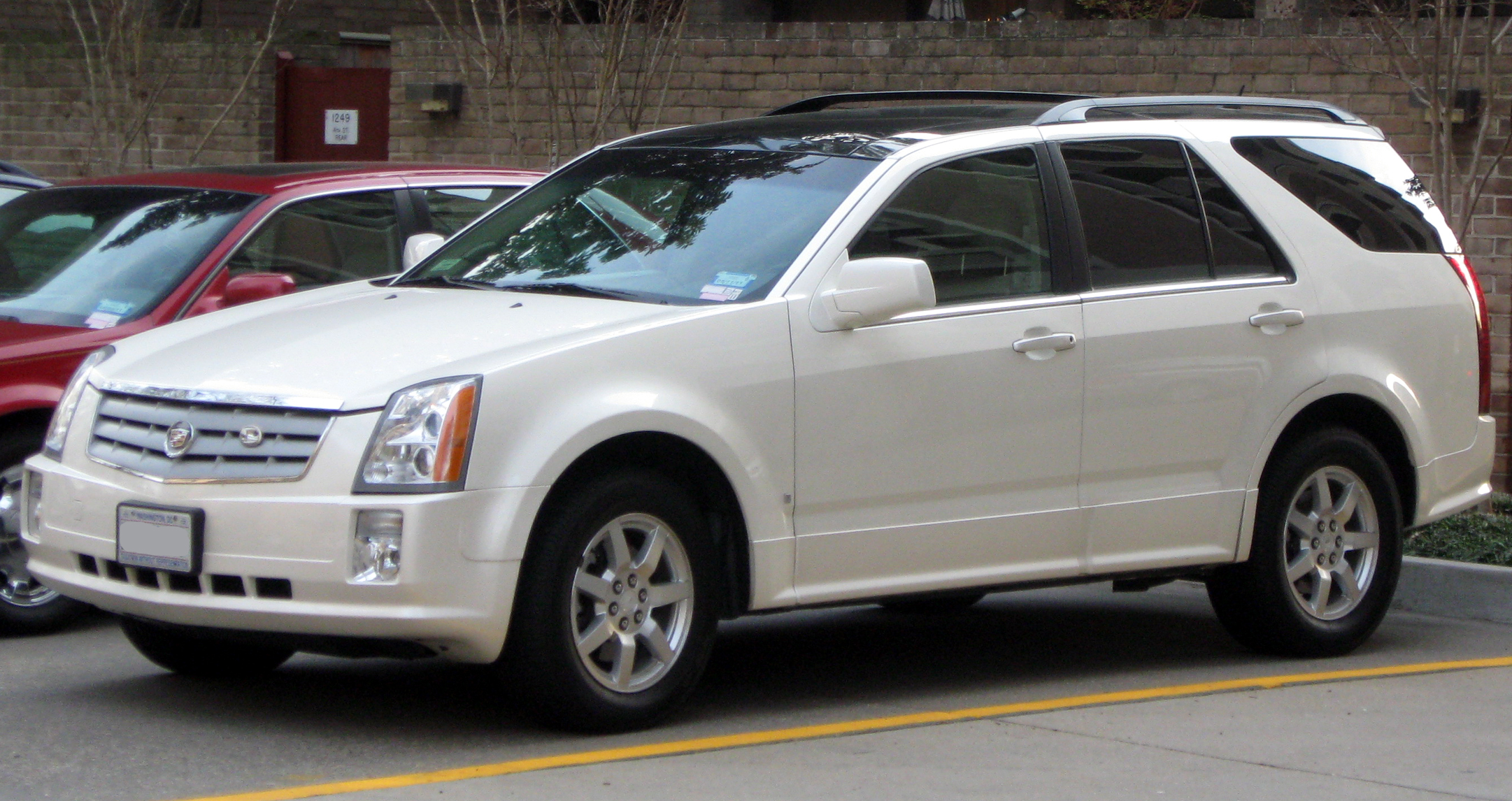
2004 SRX
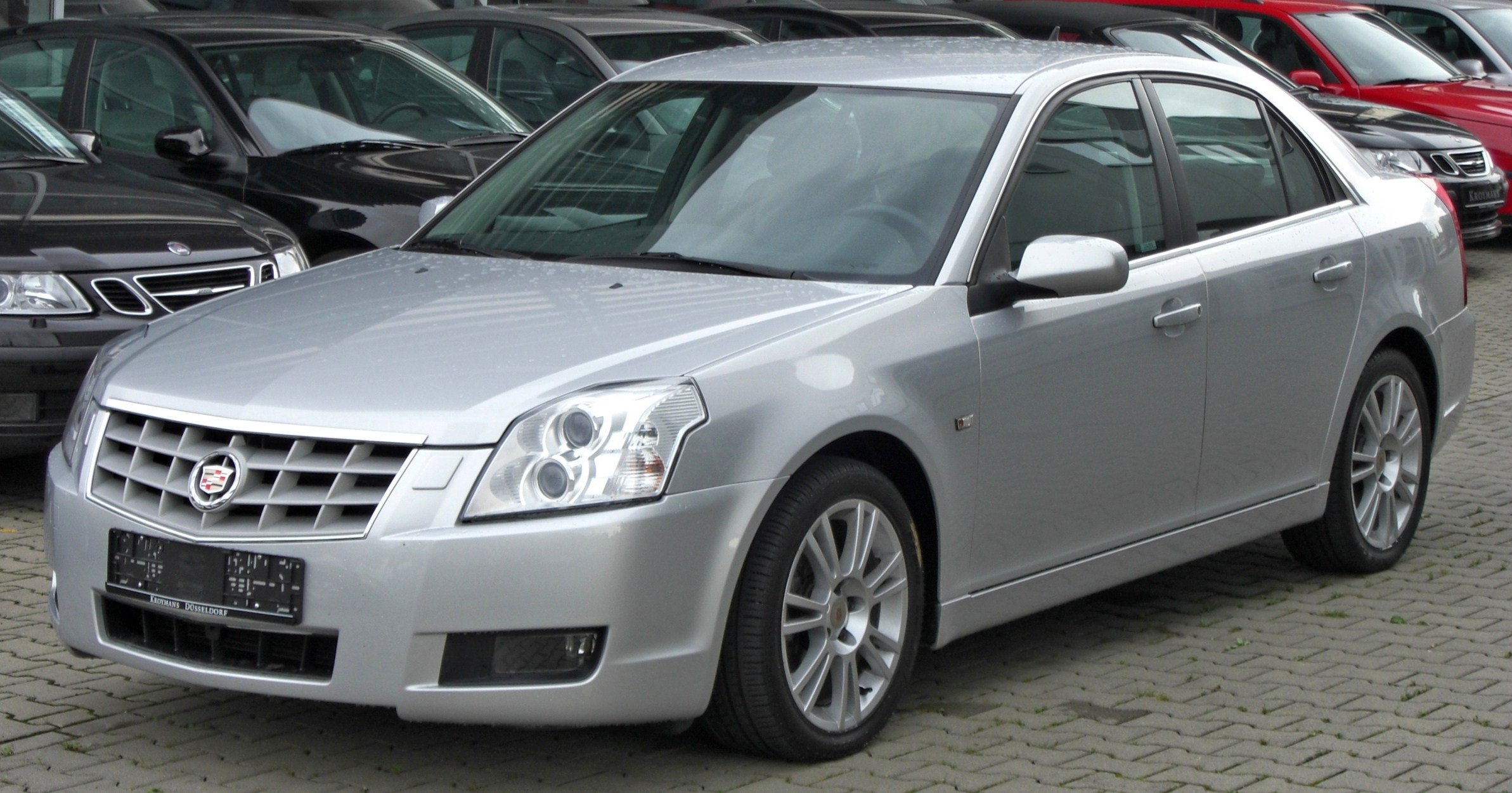
2005 BLS
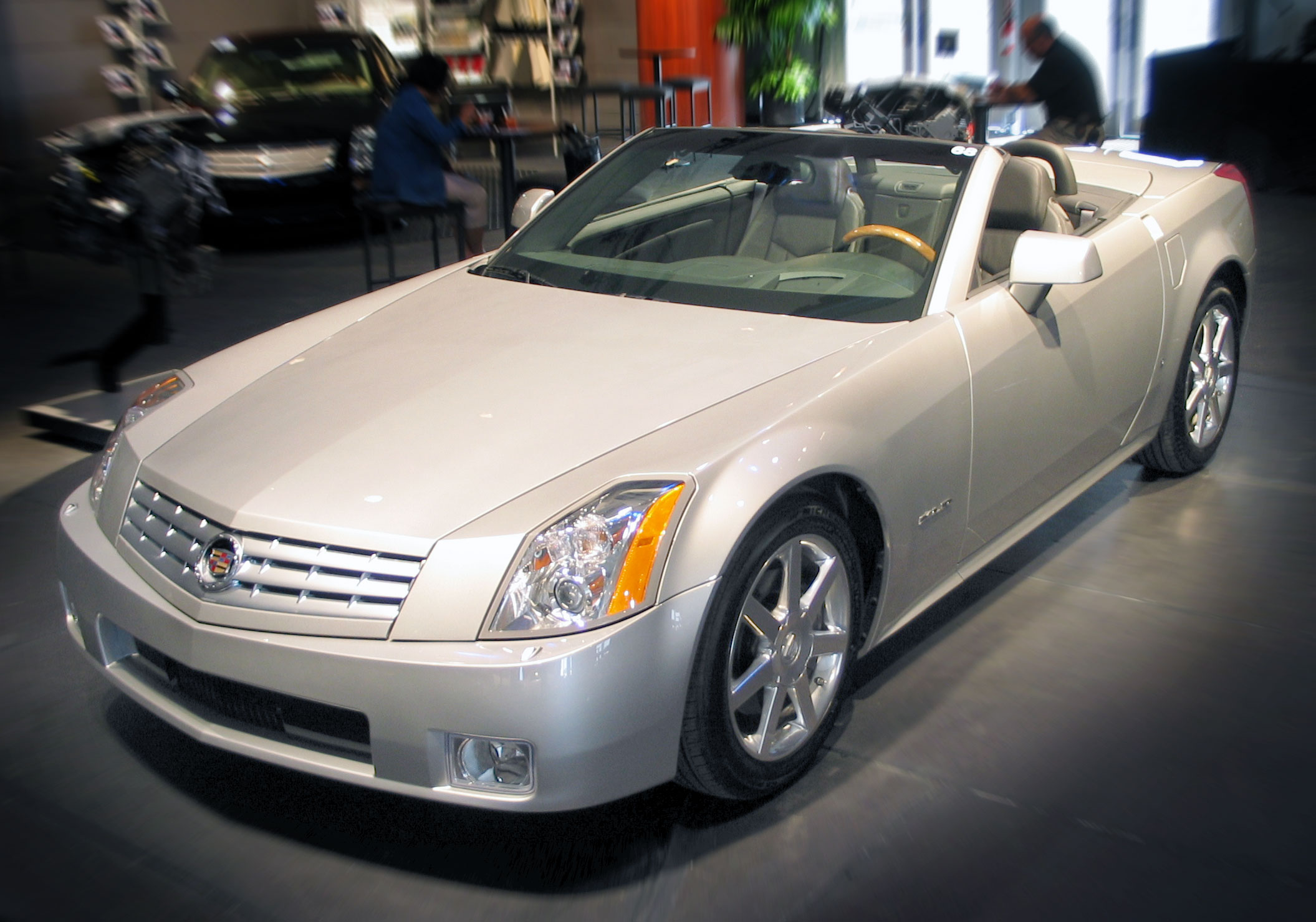
2005 XLR
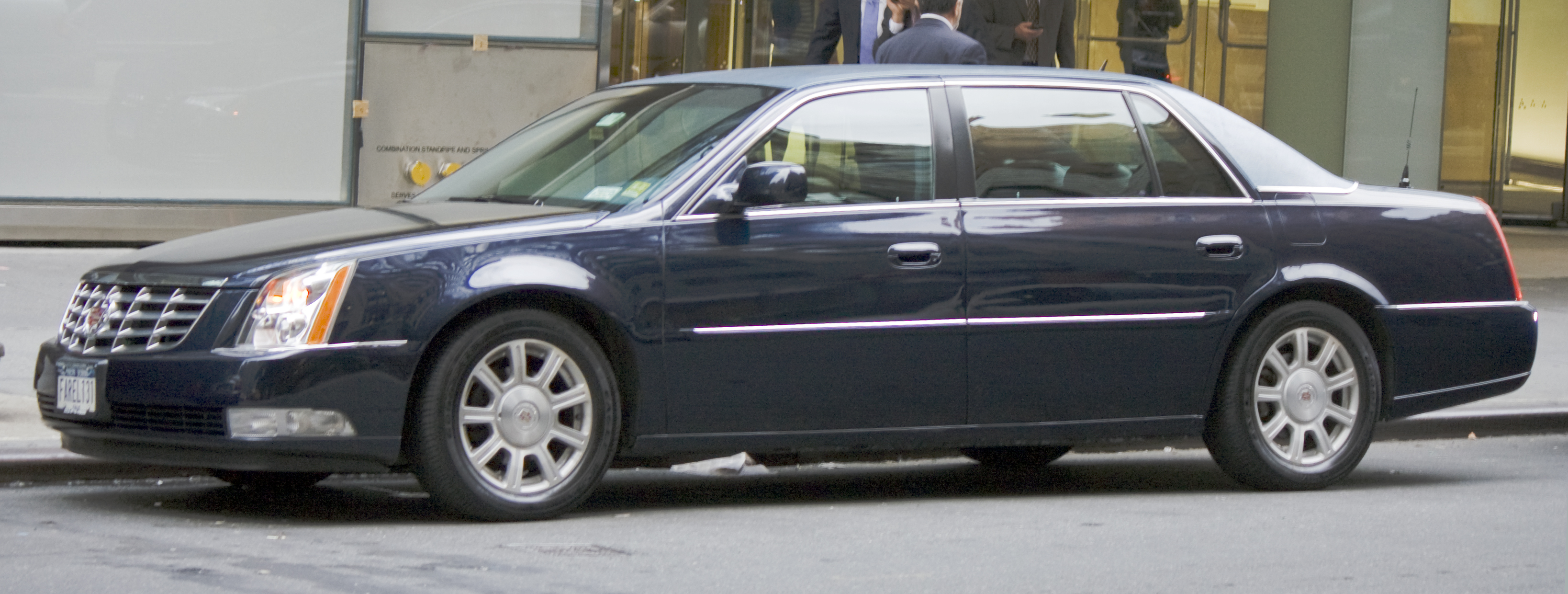
2008 DTS
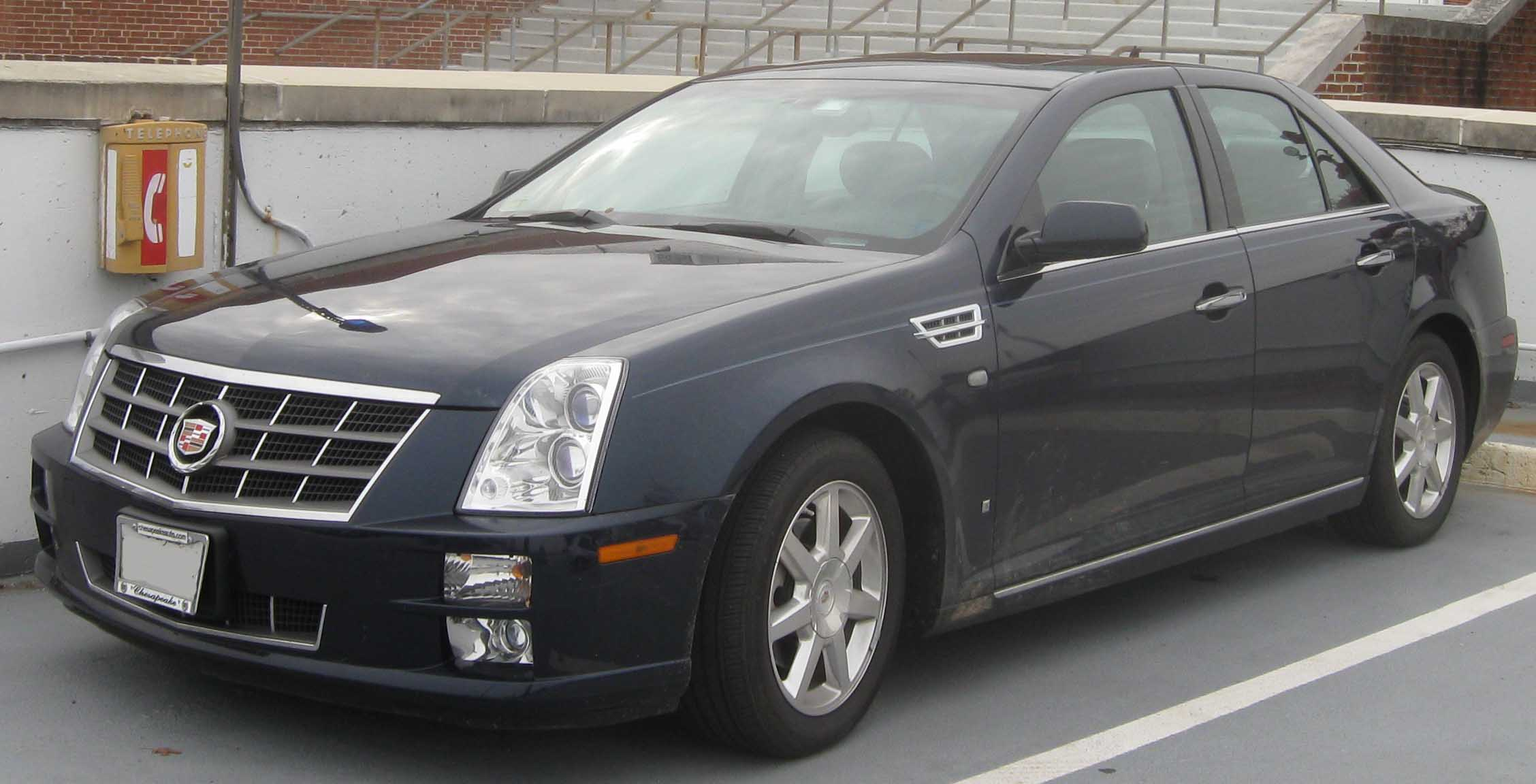
2009 STS
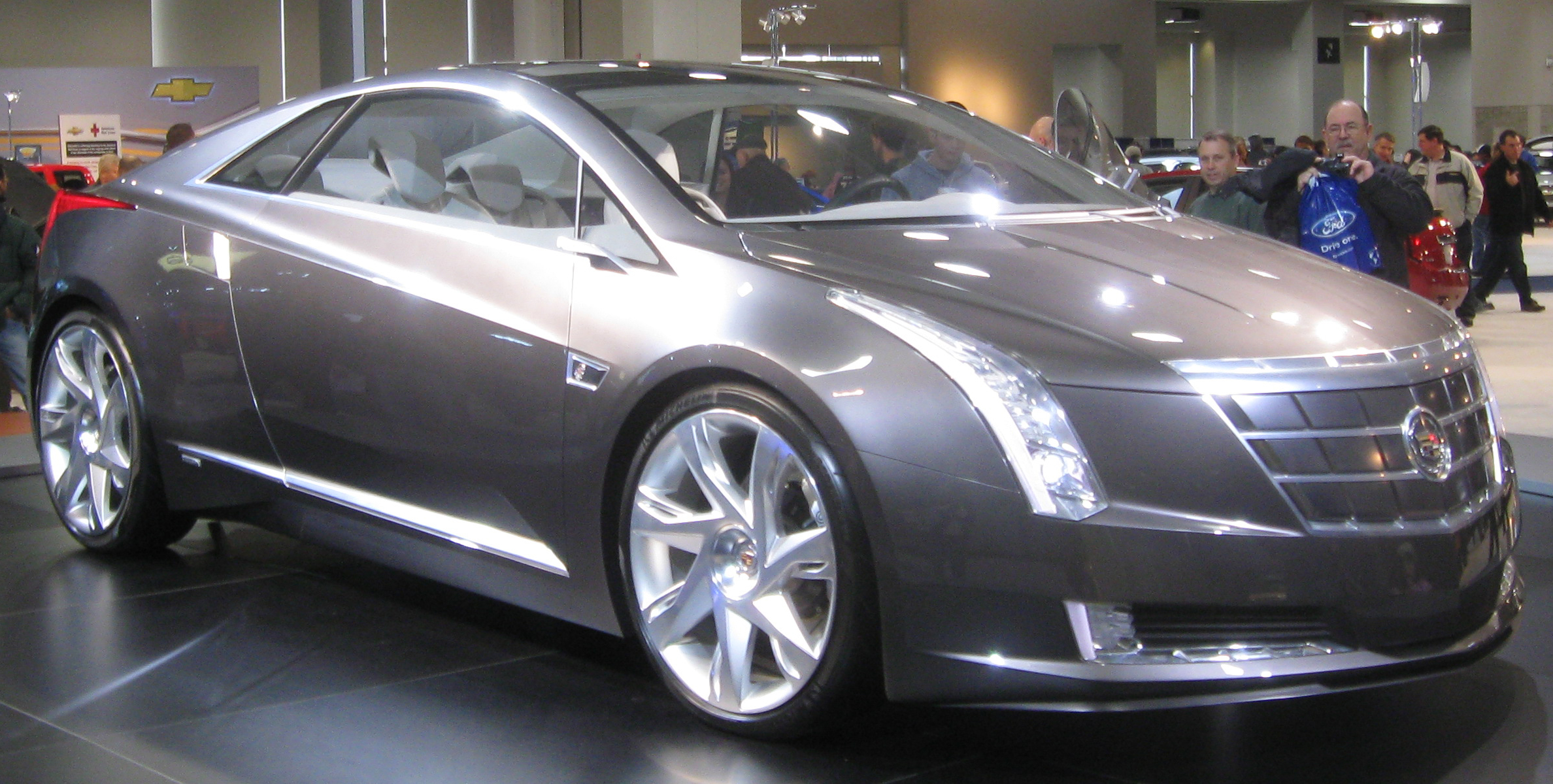
2010 ELR
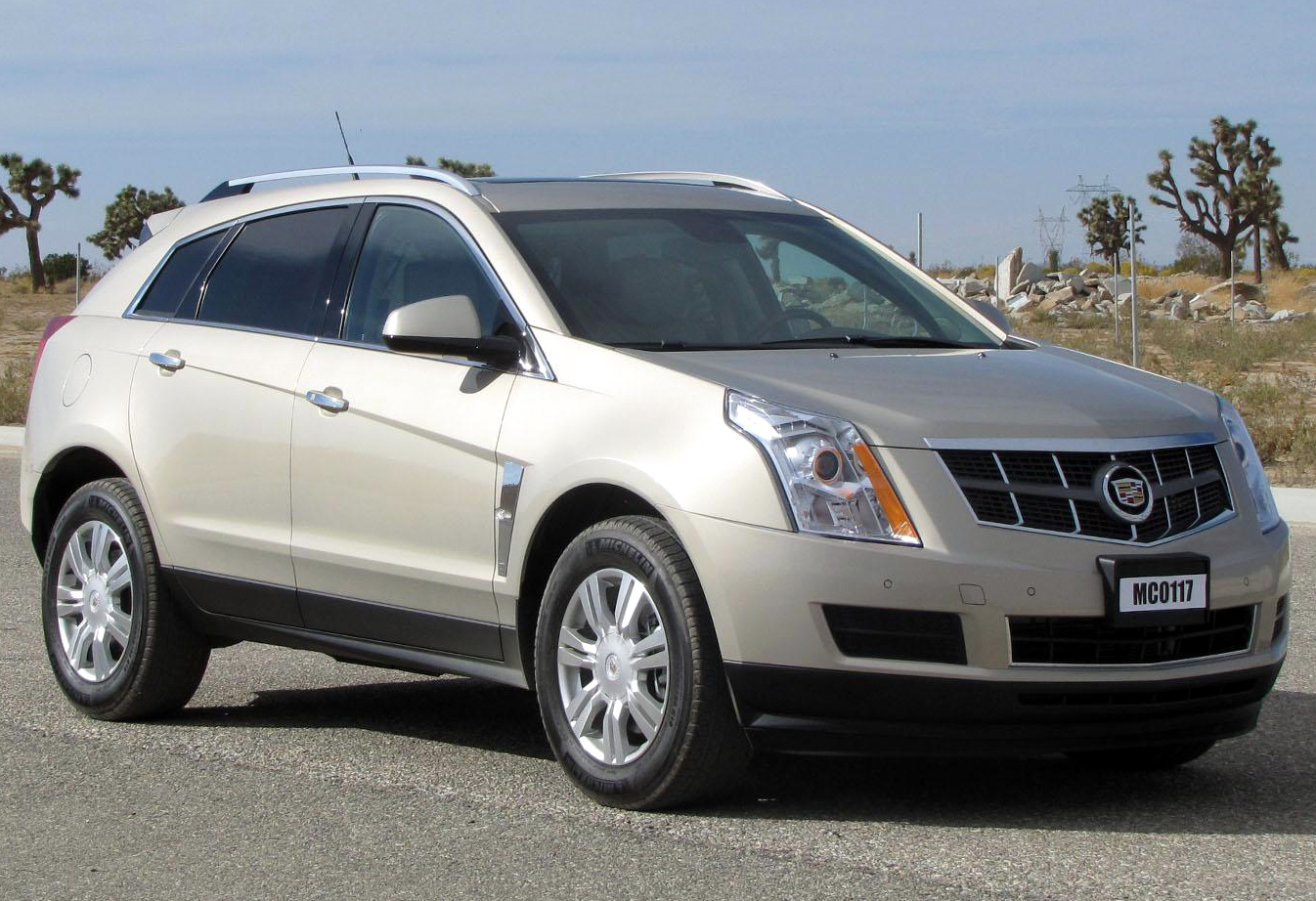
2012 SRX
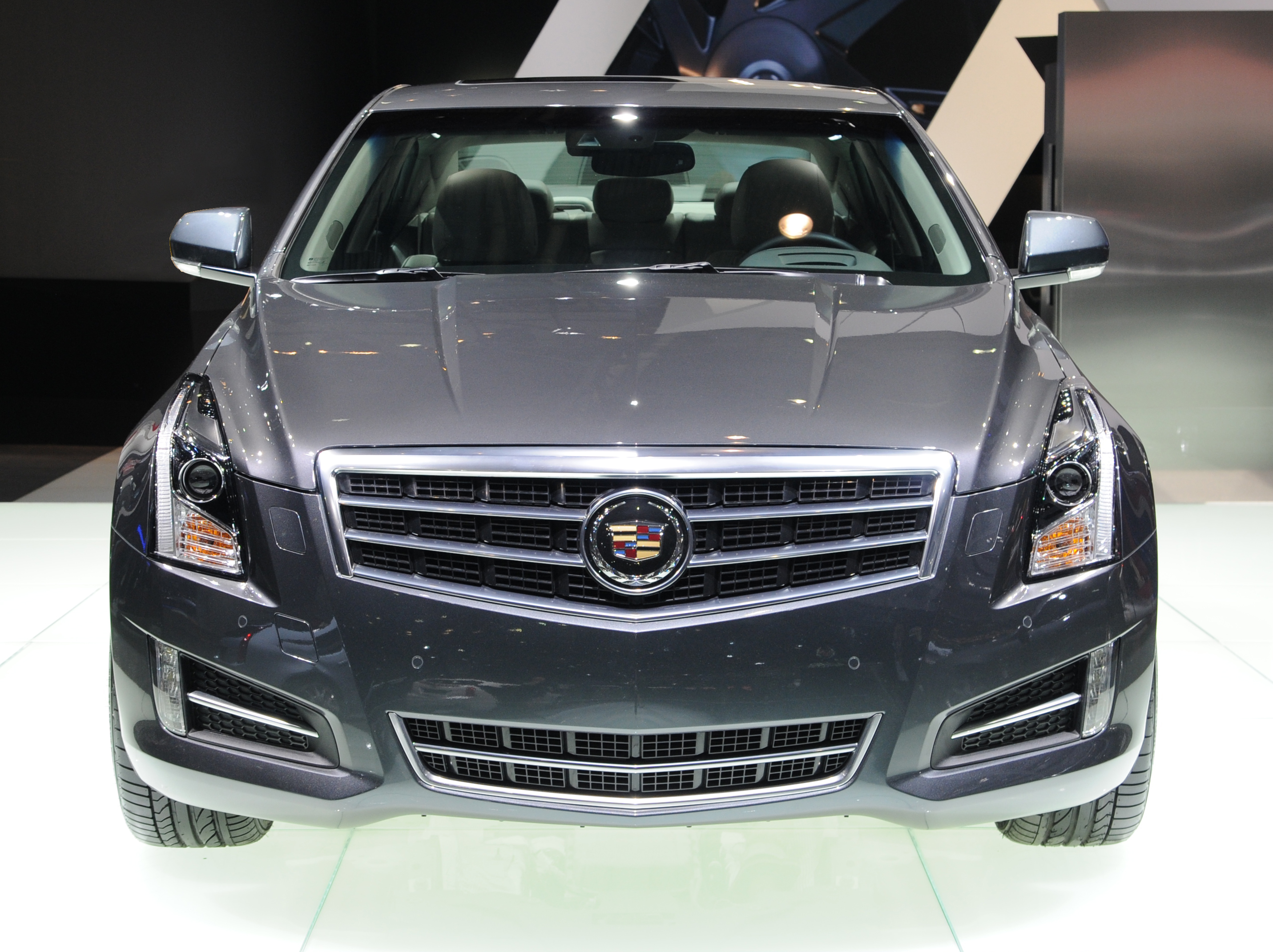
2013 ATS
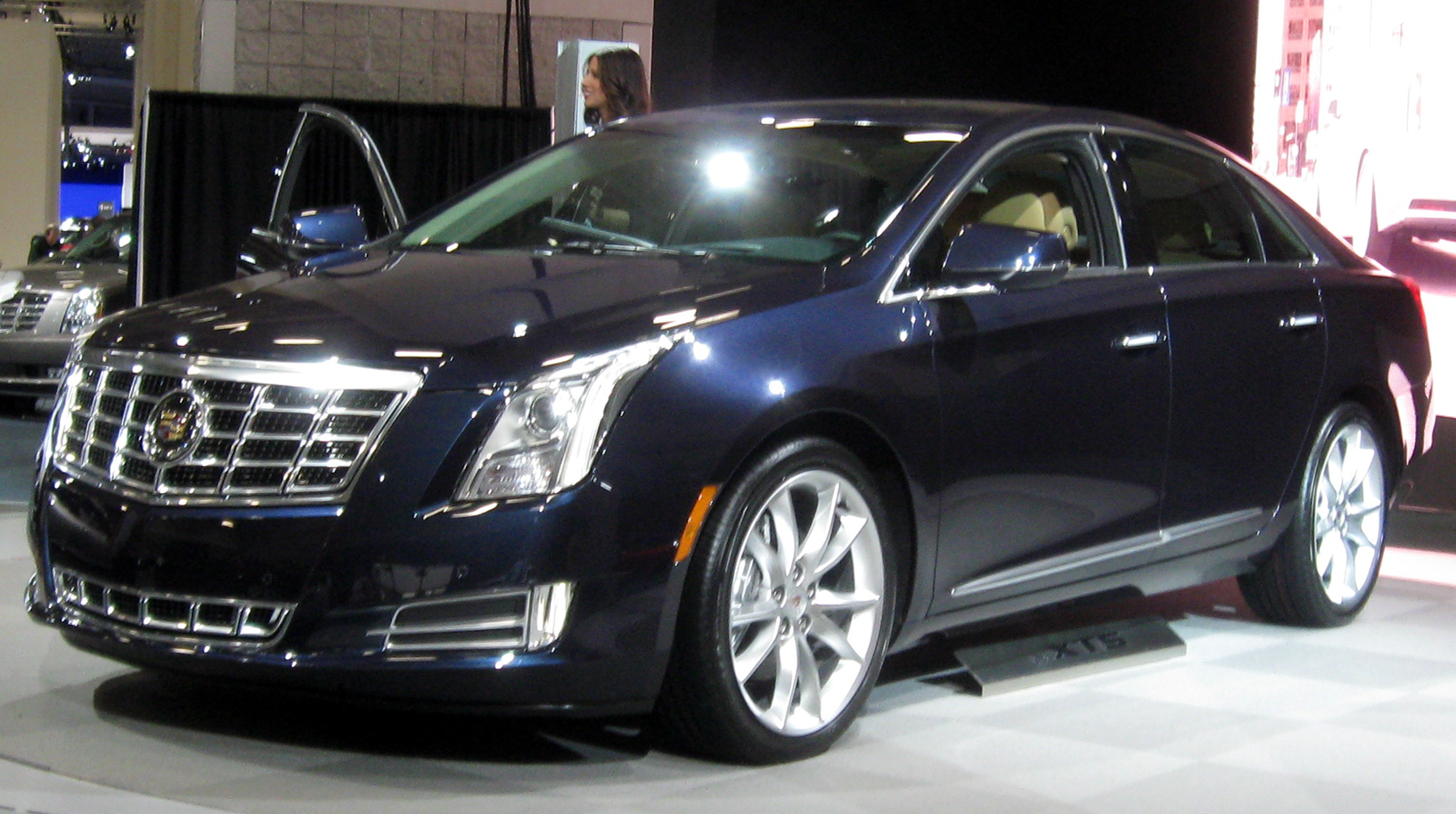
2013 XTS
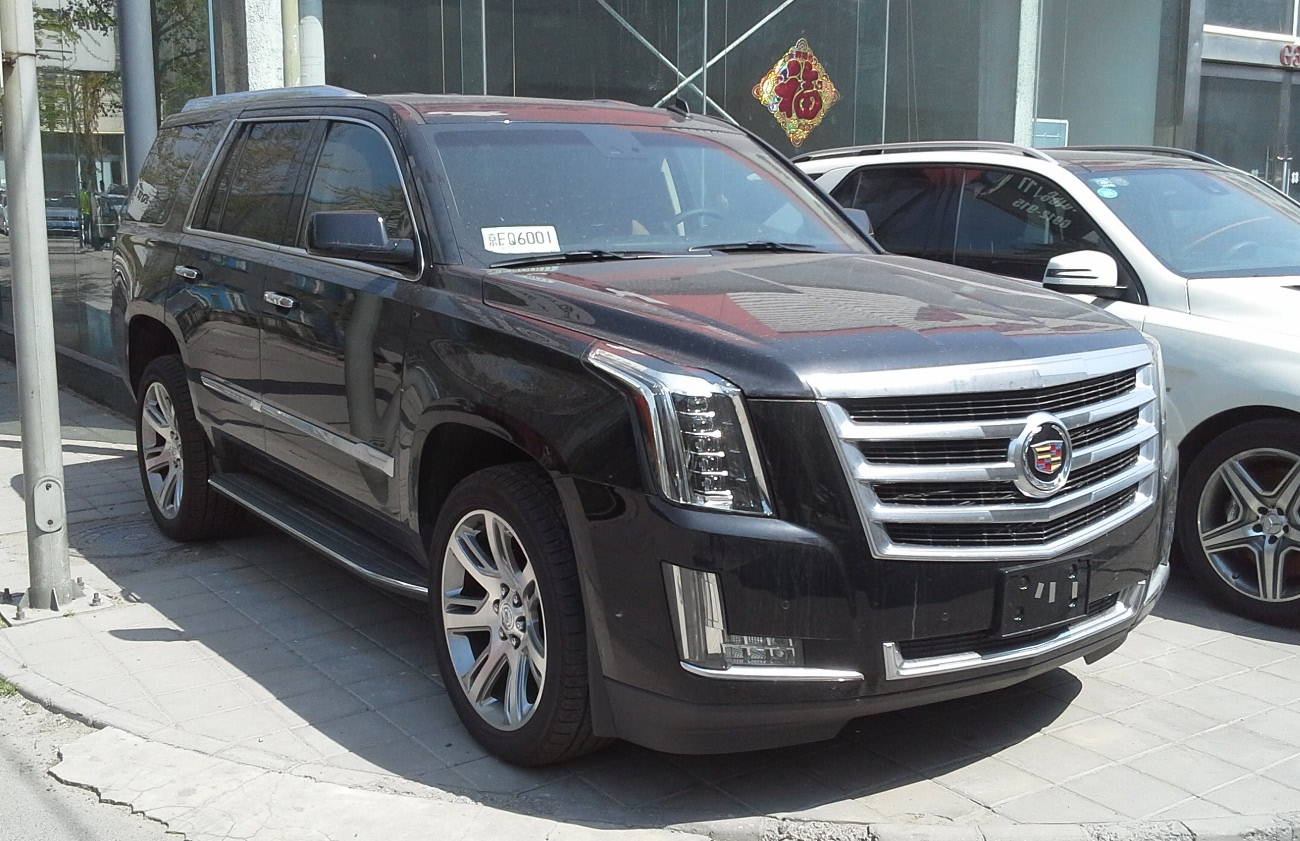
2014 Escalade
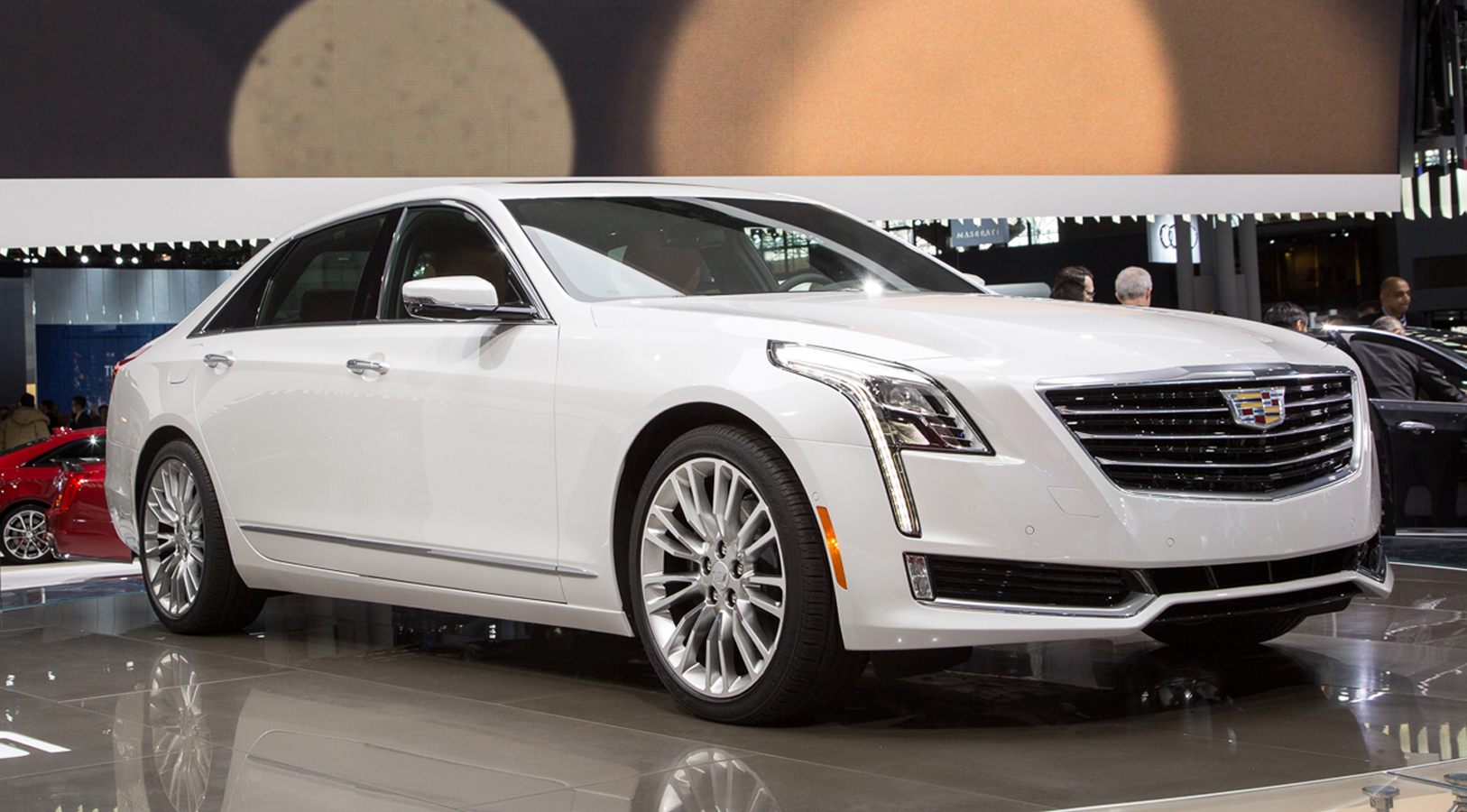
2016 CT6

## 外部連結
- 美國凱迪拉克官方網站（页面存档备份，存于）
- 中國凱迪拉克官方網站（页面存档备份，存于）
- 凯迪拉克历史 （页面存档备份，存于）